# Liste der Stolpersteine in Dresden

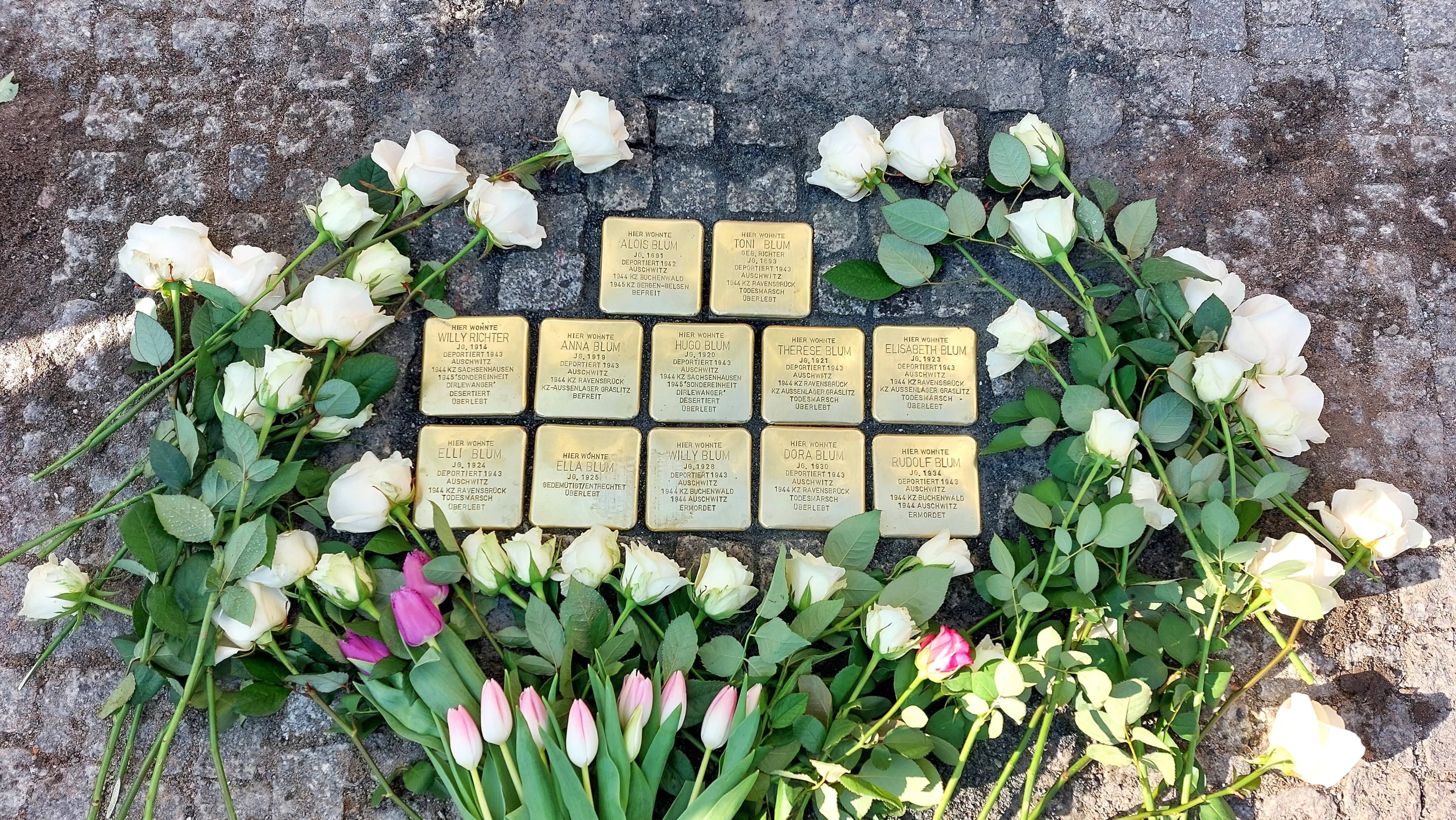
Stolpersteine für Familie Blum, 2024

Die Liste der Stolpersteine in Dresden enthält sämtliche Stolpersteine, die im Rahmen des gleichnamigen Kunst-Projektes von Gunter Demnig in Dresden verlegt wurden.

## Hintergrund

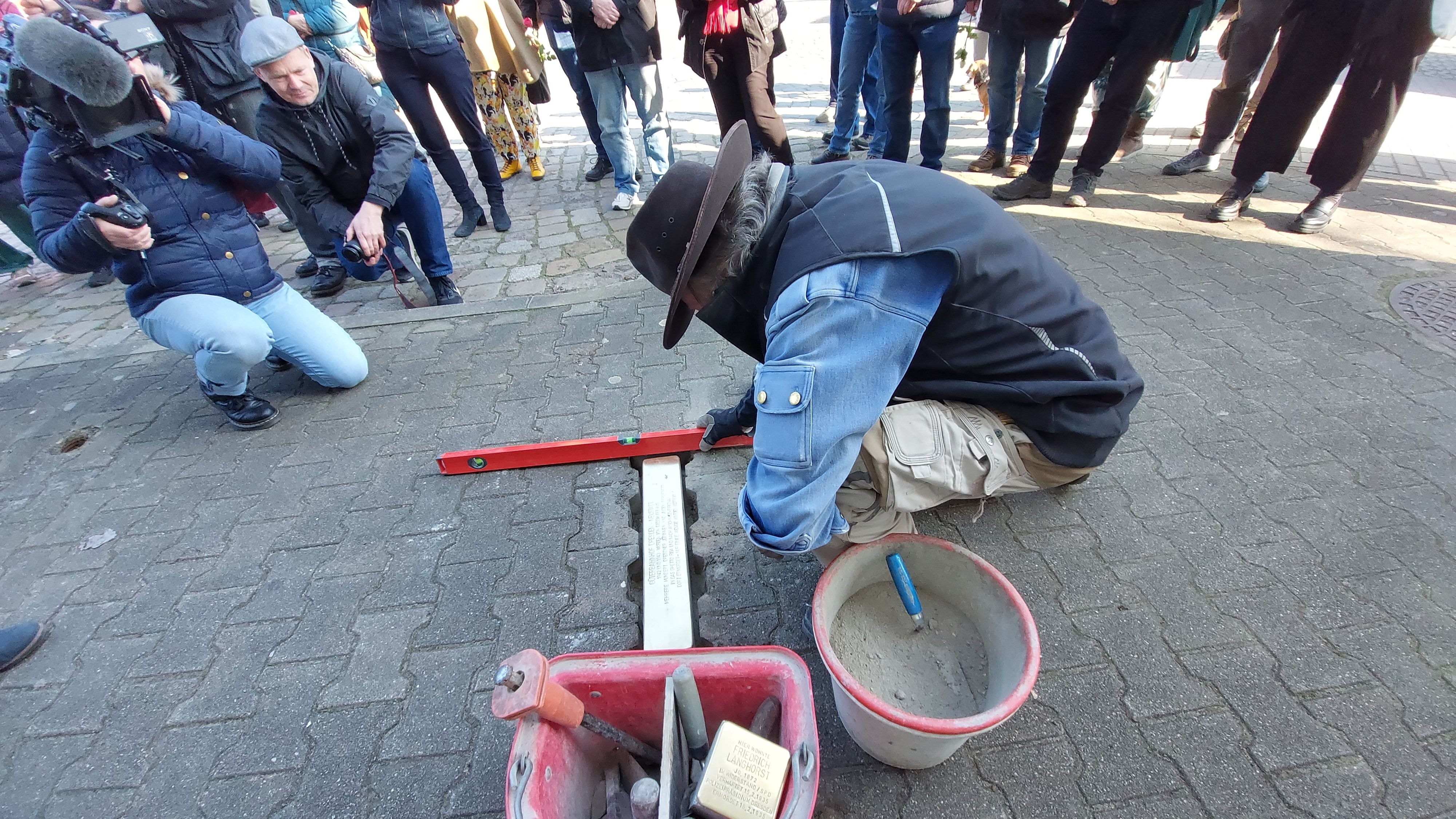
Gunter Demnig während der Verlegung der Stolperschwelle 2024

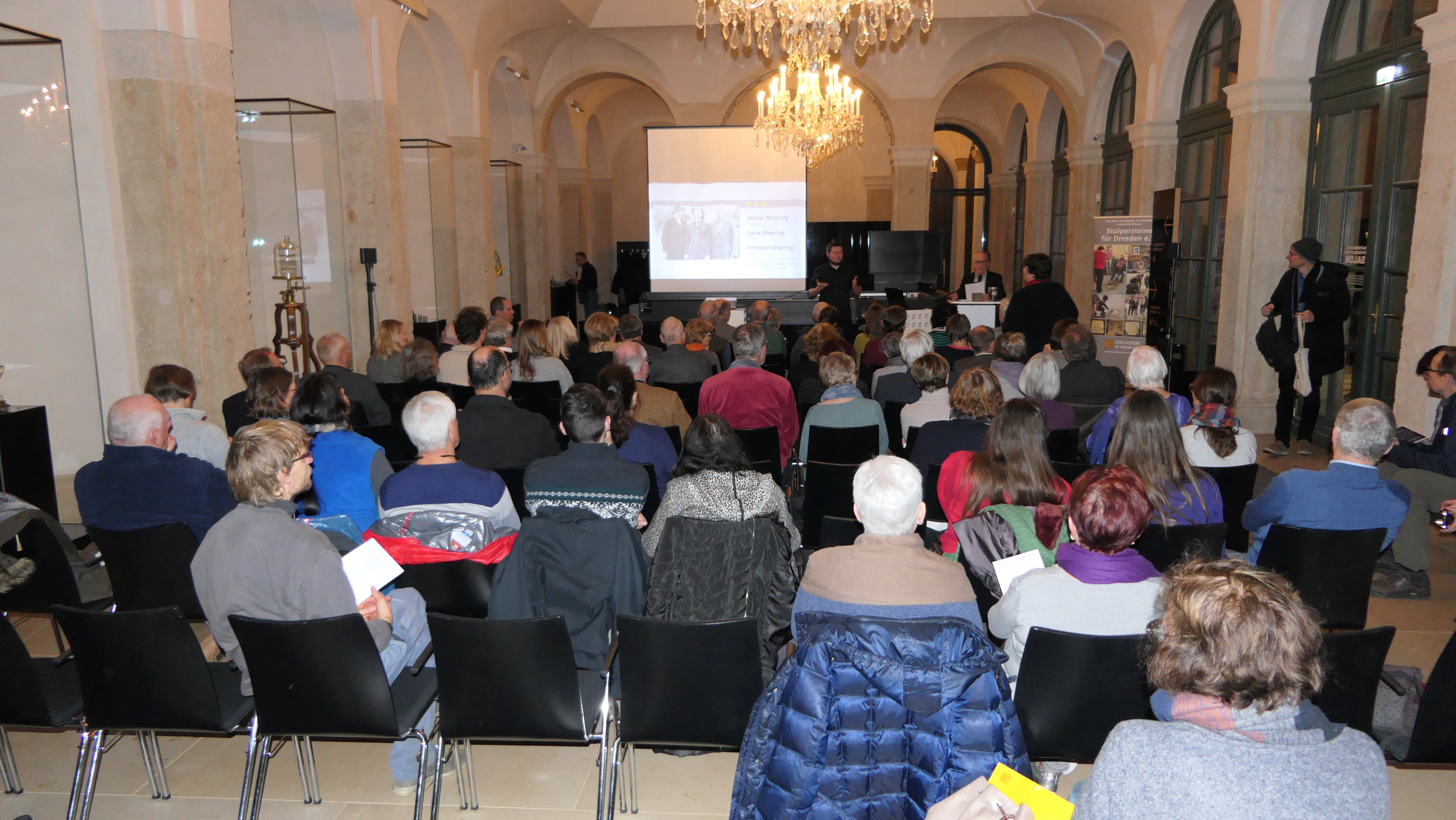
Gedenkveranstaltung anlässlich der Stolperstein-Verlegung im Dresdner Zwinger am 2. Dezember 2019

In Dresden kam es 2009 zu ersten öffentlichen Diskussionen um Stolpersteine. Der im gleichen Jahr gegründete Verein Stolpersteine für Dresden setzte sich aktiv für eine Verlegung erster Steine zur Erinnerung an Opfer des Nationalsozialismus vor den letzten freigewählten Wohnorten der Personen ein. Die Umsetzung der Pläne gestaltete sich für potenzielle Steinpaten als schwierig, da die Dresdner Stadtverwaltung nicht nur eine Verwaltungsgebühr für den Vorgang erheben wollte, sondern den Paten auch die Haftung für die Verkehrssicherheit übertragen wollte. Während bis 2009 bereits 120 Stolpersteine in Leipzig verlegt worden waren, wurden die ersten fünf Steine in Dresden „nach langem Ringen“ im November 2009 verlegt. Zu dem Zeitpunkt gab es in 480 weiteren deutschen Städten Stolpersteine.
Gunter Demnig nahm im Rahmen der ersten Verlegung in Dresden an einer Gedenkveranstaltung in der Dresdner Synagoge teil. Im Jahr 2012 wurde Demnig für das Projekt Stolpersteine mit dem Erich-Kästner-Preis des Presseclubs Dresden ausgezeichnet. Er nahm den mit 10.000 Euro dotierten Preis am 25. November 2012 entgegen.

### Verlegungen
Im Rahmen der Initiative Stolpersteine für Dresden e. V. wurden seit 2009 nahezu jährlich Aktionen zur Verlegung von Stolpersteinen durchgeführt. Die erste Verlegung fand im November 2009 statt, weitere 19 Steine wurden im Juni 2011 verlegt, im Oktober 2012 folgten 12 Stolpersteine. Am 25. sowie 26. November 2012 wurden in Dresden 29 Stolpersteine verlegt; 28 weitere Steine folgten am 24. September 2013. Seit der Verlegung von 18 Stolpersteinen am 5. Dezember 2013 besitzt Dresden mehr als 100 Stolpersteine. Zwei verschiedene Stolpersteine – einer vor dem Arbeitsplatz und einer vor dem Wohnort – erinnern dabei an Textilkaufmann Joseph Fränkel und den Kaufmann Robert Eger.
Am 15. März 2018 verlegte Gunter Demnig weitere 25 Stolpersteine, am 2. Dezember 2019 weitere 29 Steine an 13 Standorten und am 21./22. Juli 2021 34 weitere vor 18 Häusern in Dresden. Mit den zuletzt durchgeführten Verlegungen am 6./7. Mai 2025 erhöhte sich die Gesamtzahl der Stolpersteine auf 393, zuzüglich einer ersten Stolperschwelle.
Die Verlegungen erfolgen üblicherweise mit einem entsprechendem Rahmenprogramm, an denen Nachfahren und Stolperstein-Paten teilnahmen, sowie einer Feierstunde.
- 4. November 2009: 5
- 11. Juni 2011: 19
- 26. Oktober 2012: 12
- 25.–26. November 2012: 29
- 24. September 2013: 29
- 5. Dezember 2013: 18
- 11. September 2014: 28
- 26. Mai 2015: 2 (Anna und Edgar Hahnewald)
- 28.–29. September 2015: 36
- 23. Mai 2016: 3 (Familie Berlowitz)
- 21. September 2016: 19
- 15. März 2018: 25
- 2. Dezember 2019: 29
- 9. November 2020: 3
- 21.–22. Juli 2021: 34
- 23. September 2022: 35
- 10. Oktober 2022: 1 (Eigenverlegung Annemarie Hänel)
- 8. Februar 2024: 4
- 8. März 2024: 38 Steine und eine Schwelle
- 6./7. Mai 2025: 24 Steine (ohne 1 Ersatzstein sowie Unterstützung für Verlegung in Radebeul).

Initiiert vom Dresdner Stolpersteine-Verein wurde 2009 auch die Verlegung von zwei Stolpersteinen in Wilsdruff.

## Liste der Stolperschwellen in Dresden
Am 8. März 2024 verlegte Gunter Demnig eine erste Stolperschwelle in Dresden.
| Schwelle       | |
| Verlegedatum   | 8. März 2024 |
| Inschrift      | Güterbahnhof Dresden-Neustadt 1942 und 1943 wurden von diesen Ort aus mehrere Hundert Dresdner Jüdinnen und Juden deportiert in das Ghetto Riga und nach Auschwitz-Birkenau dort ermordet – nur einige wenige wurden befreit . |
| Ort            | Eisenbahnstraße 1 / Lage |
| Stadtteil      | Leipziger Vorstadt |
| Anmerkung/Link | Deportationszüge von Dresden |

## Liste der Stolpersteine in Dresden
Zusammengefasste Adressen zeigen an, dass mehrere Stolpersteine an einem Ort verlegt wurden. Die Tabelle ist teilweise sortierbar; die Grundsortierung erfolgt alphabetisch nach der Adresse. Die Spalte Person, Inschrift wird nach dem Namen der Person alphabetisch sortiert.
| Bild              | Adresse                                                     | Stadtteil                     | Verlege- datum                                                              | Person, Inschrift | Kurzvita |
| ----------------- | ----------------------------------------------------------- | ----------------------------- | --------------------------------------------------------------------------- | --- | --- |
| weitere Bilder \| | Alaunstraße 11 (Lage)                                       | Äußere Neustadt               | 26. Okt. 2012                                                               | Hier wohnte Michael Blitzblau Jg. 1892 Polenaktion 1938 Łodz ermordet 17.3.1942                                                                                              | Michael Blitzblau kam am 16. Januar 1892 in Łódź zur Welt, seine Frau Rifka Blitzblau wurde am 7. September 1888 geboren. Der Ehe entstammten vier Kinder, darunter der jüngste Sohn Siegfried, geboren am 1. oder 10. März 1927. Die Familie kam 1914 nach Deutschland; Michael wurde Bergarbeiter in Senftenberg. Ab 1921 lebte die Familie in Dresden, wo Blitzblau unter anderem als Obsthändler arbeitete. Im Jahr 1933 wurde er wegen angeblichen Lebensmittelschmuggels verhaftet und 1938 nach Polen abgeschoben („Polenaktion“). Die Familie lebte im Ghetto Łódź, wo Michael 1942 starb. Rifka wurde 1942 deportiert und in einem Lager ermordet. Siegfried lebte noch 1943 im Ghetto Łódź und starb nach der Deportation in einem Lager. |
| weitere Bilder \| | Alaunstraße 11 (Lage)                                       | Äußere Neustadt               | 26. Okt. 2012                                                               | Hier wohnte Rifka Blitzblau geb. Brenner Jg. 1888 Polenaktion 1938 Łodz ermordet                                                                                             | Michael Blitzblau kam am 16. Januar 1892 in Łódź zur Welt, seine Frau Rifka Blitzblau wurde am 7. September 1888 geboren. Der Ehe entstammten vier Kinder, darunter der jüngste Sohn Siegfried, geboren am 1. oder 10. März 1927. Die Familie kam 1914 nach Deutschland; Michael wurde Bergarbeiter in Senftenberg. Ab 1921 lebte die Familie in Dresden, wo Blitzblau unter anderem als Obsthändler arbeitete. Im Jahr 1933 wurde er wegen angeblichen Lebensmittelschmuggels verhaftet und 1938 nach Polen abgeschoben („Polenaktion“). Die Familie lebte im Ghetto Łódź, wo Michael 1942 starb. Rifka wurde 1942 deportiert und in einem Lager ermordet. Siegfried lebte noch 1943 im Ghetto Łódź und starb nach der Deportation in einem Lager. |
| weitere Bilder \| | Alaunstraße 11 (Lage)                                       | Äußere Neustadt               | 26. Okt. 2012                                                               | Hier wohnte Siegfried Blitzblau Jg. 1927 Polenaktion 1938 Łodz Schicksal unbekannt                                                                                           | Michael Blitzblau kam am 16. Januar 1892 in Łódź zur Welt, seine Frau Rifka Blitzblau wurde am 7. September 1888 geboren. Der Ehe entstammten vier Kinder, darunter der jüngste Sohn Siegfried, geboren am 1. oder 10. März 1927. Die Familie kam 1914 nach Deutschland; Michael wurde Bergarbeiter in Senftenberg. Ab 1921 lebte die Familie in Dresden, wo Blitzblau unter anderem als Obsthändler arbeitete. Im Jahr 1933 wurde er wegen angeblichen Lebensmittelschmuggels verhaftet und 1938 nach Polen abgeschoben („Polenaktion“). Die Familie lebte im Ghetto Łódź, wo Michael 1942 starb. Rifka wurde 1942 deportiert und in einem Lager ermordet. Siegfried lebte noch 1943 im Ghetto Łódź und starb nach der Deportation in einem Lager. |
| weitere Bilder \| | Albertstraße 29 (Lage)                                      | Innere Neustadt               | 5. Dez. 2013                                                                | Hier wohnte Berthold Wronkow Jg. 1865 Gedemütigt/entrechtet tot 8.1.1937 | Berthold Wronkow wurde am 10. September 1865 geboren. Er war mit Berta Wronkow verheiratet; der Ehe entstammte Sohn Hans. Nach dem Tod ihres Mannes musste Berta mit Hans das Land verlassen. Beide flüchteten 1937 nach Australien. |
| weitere Bilder \| | Albertstraße 29 (Lage)                                      | Innere Neustadt               | 5. Dez. 2013                                                                | Hier wohnte Elise Berta Wronkow Jg. 1881 Flucht 1937 Australien überlebt | Berthold Wronkow wurde am 10. September 1865 geboren. Er war mit Berta Wronkow verheiratet; der Ehe entstammte Sohn Hans. Nach dem Tod ihres Mannes musste Berta mit Hans das Land verlassen. Beide flüchteten 1937 nach Australien. |
| weitere Bilder \| | Albertstraße 29 (Lage)                                      | Innere Neustadt               | 5. Dez. 2013                                                                | Hier wohnte Hans Wronkow Jg. 1907 Flucht 1937 Australien überlebt | Berthold Wronkow wurde am 10. September 1865 geboren. Er war mit Berta Wronkow verheiratet; der Ehe entstammte Sohn Hans. Nach dem Tod ihres Mannes musste Berta mit Hans das Land verlassen. Beide flüchteten 1937 nach Australien. |
| weitere Bilder \| | Alte Moritzburger Straße 43 (Lage)                          | Weixdorf                      | 28. Sep. 2015                                                               | Hier wohnte Otto Degenkolb Jg. 1896 Zeuge Jehovas verhaftet 1943 Kriegsdienst verweigert hingerichtet 11.2.1944 Halle/Saale                                                  | Otto Degenkolb kam am 20. August 1896 in Weixdorf zur Welt. Er diente im Ersten Weltkrieg und war nach Kriegsende bei einer Spedition tätig. Wegen Fahnenflucht wurde er 1939 verhaftet und zu lebenslangem Zuchthaus verurteilt; die Strafe wurde zur Bewährung ausgesetzt. Er war Soldat an der Ostfront, wurde verwundet und verweigerte als Zeuge Jehovas aus Glaubensgründen schließlich den Weiterkampf, woraufhin er zum Tode verurteilt wurde. |
| weitere Bilder \| | Alte Moritzburger Straße 43 (Lage)                          | Weixdorf                      | 28. Sep. 2015                                                               | Hier wohnte Kurt Degenkolb Jg. 1924 Zeuge Jehovas verhaftet 1943 Kriegsdienst verweigert hingerichtet 20.7.1943 Brandenburg-Görden                                           | Kurt Degenkolb war der Sohn von Otto Degenkolb. Am 15. April 1924 geboren, war auch er Zeuge Jehovas. Er wurde Elektromechaniker und verweigerte aus Glaubensgründen den Kriegsdienst, weswegen er hingerichtet wurde. |
| weitere Bilder \| | Altenzeller Straße 26 (Lage)                                | Südvorstadt                   | 11. Juni 2011, 8. Februar 2024 (Austausch)                                  | Hier wohnte Elisabeth Pick geb. Markus Jg. 1871 vor Deportation Flucht in den Tod 27. Jan. 1942                                                                              | Elisabeth Pick kam am 7. April 1871 in Mainz zur Welt. Ihr Mann Franz Pick († 1932) war Mitinhaber der Malzfabrik Niedersedlitz; der Ehe entstammten drei Kinder. Pick lebte ihre letzten Jahre im „Judenhaus“ Caspar-David-Friedrich-Straße 16b; nach Erhalt des Deportationsbefehls nach Theresienstadt nahm sie sich 1942 das Leben. |
|                   | Am Anger 10 (Lage)                                          | Prohlis                       | 23. Sep. 2022                                                               | Hier wohnte Helmut Gansauge JG. 1909 Im Widerstand / KJVD 'Schutzhaft' 1933 Polizeipräsidium 1933 Hohnstein Entlassen Nov. 1933 Tot an Haftfolgen 23. Juli 1934              | Zur ausführlichen Biografie siehe Helmut Gansauge (1909–1934) |
|                   | Am Anger 10 (Lage)                                          | Prohlis                       | 23. Sep. 2022                                                               | Hier wohnte Frieda Gansauge Geb. Haubold JG. 1887 Im Widerstand / KPD 'Schutzhaft' 1933 Unter Polizeiaufsicht Verhaftet Aug. 1944 'Aktion Gitter' Entlassen                  | Zur ausführlichen Biografie siehe Frieda Gansauge (1887–1958) |
|                   | Am Wasserturm 2 (Lage)                                      | Hellerau                      | 7. Mai 2025                                                                 | Hier wohnte Paul Adler Jg. 1878 Flucht 1933 Prag Versteckt 1939 Überlebt | |
|                   | Andreas-Schubert-Straße 42 (Lage)                           | Südvorstadt                   | 29. Sep. 2015                                                               | Hier wohnte Erich Max Isakowitz Jg. 1891 Flucht 1936 England | Erich Max Isakowitz wurde in Königsberg geboren und arbeitete nach einem Studium in Königsberg und München als Zahnarzt. Er nahm als Soldat am Ersten Weltkrieg teil und heiratete schließlich Sofie Berlowitz aus Eydtkuhnen. Mit der gemeinsamen Tochter Hannelore, die in Tilsit geboren wurde, zog die Familie 1924 nach Dresden. Die Familie gehörte hier zum Freundeskreis von Victor Klemperer und bewegte sich in Künstlerkreisen. Der Familie gelang es, 1936 nach England zu fliehen, wo Erich als Zahnarzt tätig war. Sofie verstarb 1951, Erich 1979 und Hannelore 1986. |
|                   | Andreas-Schubert-Straße 42 (Lage)                           | Südvorstadt                   | 29. Sep. 2015                                                               | Hier wohnte Hannelore „Lore“ Isakowitz verh. Petzal Jg. 1915 Flucht 1936 England                                                                                             | Erich Max Isakowitz wurde in Königsberg geboren und arbeitete nach einem Studium in Königsberg und München als Zahnarzt. Er nahm als Soldat am Ersten Weltkrieg teil und heiratete schließlich Sofie Berlowitz aus Eydtkuhnen. Mit der gemeinsamen Tochter Hannelore, die in Tilsit geboren wurde, zog die Familie 1924 nach Dresden. Die Familie gehörte hier zum Freundeskreis von Victor Klemperer und bewegte sich in Künstlerkreisen. Der Familie gelang es, 1936 nach England zu fliehen, wo Erich als Zahnarzt tätig war. Sofie verstarb 1951, Erich 1979 und Hannelore 1986. |
|                   | Andreas-Schubert-Straße 42 (Lage)                           | Südvorstadt                   | 29. Sep. 2015                                                               | Hier wohnte Sofie Isakowitz geb. Berlowitz Jg. 1893 Flucht 1936 England | Erich Max Isakowitz wurde in Königsberg geboren und arbeitete nach einem Studium in Königsberg und München als Zahnarzt. Er nahm als Soldat am Ersten Weltkrieg teil und heiratete schließlich Sofie Berlowitz aus Eydtkuhnen. Mit der gemeinsamen Tochter Hannelore, die in Tilsit geboren wurde, zog die Familie 1924 nach Dresden. Die Familie gehörte hier zum Freundeskreis von Victor Klemperer und bewegte sich in Künstlerkreisen. Der Familie gelang es, 1936 nach England zu fliehen, wo Erich als Zahnarzt tätig war. Sofie verstarb 1951, Erich 1979 und Hannelore 1986. |
|                   | Andreas-Schubert-Straße 44 (Lage)                           | Südvorstadt                   | 29. Sep. 2015, 20. April 2016 (Neuverlegung wegen Vandalismus)              | Hier wohnte Martin Joachim Reichenbach Jg. 1879 „Schutzhaft“ 1938 Buchenwald deportiert 1943 Auschwitz ermordet 3.3.1943                                                     | Martin Joachim Reichenbach kam am 8. März 1879 in Oederan zur Welt. Er war als Rechtsanwalt und Notar in Dresden tätig. Im Jahr 1933 wurde seine Zulassung als Anwalt entzogen. Für die jüdische Gemeinde Dresden arbeitete er als Auswanderungsberater. Er wurde 1938 nach Dachau deportiert, jedoch schwerverletzt entlassen. Mit seiner Frau Lotte musste er in das sog. Judenhaus auf der Strehlener Straße 52 ziehen, von wo aus die im November 1942 in das Lager Hellerberg deportiert wurden, wo sie Zwangsarbeit leisten mussten. Im März 1943 wurden beide nach Auschwitz deportiert, wo sie vermutlich kurz nach der Ankunft ermordet wurden. Tochter Ursula Eva, am 24. Juli 1912 in Dresden geboren, und ihrem Bruder Claus Peter, am 20. April 1920 in Dresden geboren, gelang die Flucht nach England. Ursula verstarb 1992, ihr Bruder im Juni 2015; er initiierte noch die Verlegung der Stolpersteine. Alle vier Stolpersteine wurden in der Nacht vom 15. zum 16. Oktober 2015 gestohlen und am 20. April 2016 neu verlegt. |
|                   | Andreas-Schubert-Straße 44 (Lage)                           | Südvorstadt                   | 29. Sep. 2015, 20. April 2016 (Neuverlegung wegen Vandalismus)              | Hier wohnte Lotte Reichenbach geb. Reichenbach Jg. 1887 interniert 1942 Hellerberge deportiert 1943 Auschwitz ermordet 3.3.1943                                              | Martin Joachim Reichenbach kam am 8. März 1879 in Oederan zur Welt. Er war als Rechtsanwalt und Notar in Dresden tätig. Im Jahr 1933 wurde seine Zulassung als Anwalt entzogen. Für die jüdische Gemeinde Dresden arbeitete er als Auswanderungsberater. Er wurde 1938 nach Dachau deportiert, jedoch schwerverletzt entlassen. Mit seiner Frau Lotte musste er in das sog. Judenhaus auf der Strehlener Straße 52 ziehen, von wo aus die im November 1942 in das Lager Hellerberg deportiert wurden, wo sie Zwangsarbeit leisten mussten. Im März 1943 wurden beide nach Auschwitz deportiert, wo sie vermutlich kurz nach der Ankunft ermordet wurden. Tochter Ursula Eva, am 24. Juli 1912 in Dresden geboren, und ihrem Bruder Claus Peter, am 20. April 1920 in Dresden geboren, gelang die Flucht nach England. Ursula verstarb 1992, ihr Bruder im Juni 2015; er initiierte noch die Verlegung der Stolpersteine. Alle vier Stolpersteine wurden in der Nacht vom 15. zum 16. Oktober 2015 gestohlen und am 20. April 2016 neu verlegt. |
|                   | Andreas-Schubert-Straße 44 (Lage)                           | Südvorstadt                   | 29. Sep. 2015, 20. April 2016 (Neuverlegung wegen Vandalismus)              | Hier wohnte Ursula Eva Reichenbach Jg. 1912 Flucht 1939 England | Martin Joachim Reichenbach kam am 8. März 1879 in Oederan zur Welt. Er war als Rechtsanwalt und Notar in Dresden tätig. Im Jahr 1933 wurde seine Zulassung als Anwalt entzogen. Für die jüdische Gemeinde Dresden arbeitete er als Auswanderungsberater. Er wurde 1938 nach Dachau deportiert, jedoch schwerverletzt entlassen. Mit seiner Frau Lotte musste er in das sog. Judenhaus auf der Strehlener Straße 52 ziehen, von wo aus die im November 1942 in das Lager Hellerberg deportiert wurden, wo sie Zwangsarbeit leisten mussten. Im März 1943 wurden beide nach Auschwitz deportiert, wo sie vermutlich kurz nach der Ankunft ermordet wurden. Tochter Ursula Eva, am 24. Juli 1912 in Dresden geboren, und ihrem Bruder Claus Peter, am 20. April 1920 in Dresden geboren, gelang die Flucht nach England. Ursula verstarb 1992, ihr Bruder im Juni 2015; er initiierte noch die Verlegung der Stolpersteine. Alle vier Stolpersteine wurden in der Nacht vom 15. zum 16. Oktober 2015 gestohlen und am 20. April 2016 neu verlegt. |
|                   | Andreas-Schubert-Straße 44 (Lage)                           | Südvorstadt                   | 29. Sep. 2015, 20. April 2016 (Neuverlegung wegen Vandalismus)              | Hier wohnte Claus Peter Reichenbach Peter C. Rickenback Jg. 1920 Flucht 1936 Schweden, Frankreich Holland, England                                                           | Martin Joachim Reichenbach kam am 8. März 1879 in Oederan zur Welt. Er war als Rechtsanwalt und Notar in Dresden tätig. Im Jahr 1933 wurde seine Zulassung als Anwalt entzogen. Für die jüdische Gemeinde Dresden arbeitete er als Auswanderungsberater. Er wurde 1938 nach Dachau deportiert, jedoch schwerverletzt entlassen. Mit seiner Frau Lotte musste er in das sog. Judenhaus auf der Strehlener Straße 52 ziehen, von wo aus die im November 1942 in das Lager Hellerberg deportiert wurden, wo sie Zwangsarbeit leisten mussten. Im März 1943 wurden beide nach Auschwitz deportiert, wo sie vermutlich kurz nach der Ankunft ermordet wurden. Tochter Ursula Eva, am 24. Juli 1912 in Dresden geboren, und ihrem Bruder Claus Peter, am 20. April 1920 in Dresden geboren, gelang die Flucht nach England. Ursula verstarb 1992, ihr Bruder im Juni 2015; er initiierte noch die Verlegung der Stolpersteine. Alle vier Stolpersteine wurden in der Nacht vom 15. zum 16. Oktober 2015 gestohlen und am 20. April 2016 neu verlegt. |
|                   | Andreas-Schubert-Straße/Ecke Strehlener Straße (Lage)       | Südvorstadt                   | 2. Dez. 2019                                                                | Hier wohnte Abraham Adolf Wermuth Jg. 1878 'Polenaktion' 1938 Massenerschiessung Blutsonntag 12.10.1941 Stanislau                                                            | Abraham Adolf Wermuth wurde 1878 in Stanislau geboren und kam Anfang des 20. Jahrhunderts als Handlungsreisender nach Dresden. Er war mit Rosa Hillebrandt verheiratet, der Ehe entstammten fünf Kinder. Die Eltern und ihre Kinder Erika und Karl-Heinz wurden 1938 nach Polen abgeschoben und lebten im Ghetto Stanislaus, wo Abraham Adolf, Rosa und Erika Wermuth am sogenannten Blutsonntag 1941 ermordet wurden. Karl-Heinz gelangt 1939 die Flucht nach Palästina, wo er 1944 verstarb. Tochter Berta Ryster war mit dem Nicht-Juden Heinz Ryster verheiratet, der sich weigerte, sich von seiner Frau scheiden zu lassen. Berta, die eine fragile Gesundheit hatte, wurde denunziert, da sie unter anderem das Schwimmbad benutzte, und 1944 nach Bergen-Belsen deportiert, wo sie 1945 verstarb. |
|                   | Andreas-Schubert-Straße/Ecke Strehlener Straße (Lage)       | Südvorstadt                   | 2. Dez. 2019                                                                | Hier wohnte Rosa Wermuth Geb. Hillebrandt Jg. 1887 'Polenaktion' 1938 Massenerschiessung Blutsonntag 12.10.1941 Stanislau                                                    | Abraham Adolf Wermuth wurde 1878 in Stanislau geboren und kam Anfang des 20. Jahrhunderts als Handlungsreisender nach Dresden. Er war mit Rosa Hillebrandt verheiratet, der Ehe entstammten fünf Kinder. Die Eltern und ihre Kinder Erika und Karl-Heinz wurden 1938 nach Polen abgeschoben und lebten im Ghetto Stanislaus, wo Abraham Adolf, Rosa und Erika Wermuth am sogenannten Blutsonntag 1941 ermordet wurden. Karl-Heinz gelangt 1939 die Flucht nach Palästina, wo er 1944 verstarb. Tochter Berta Ryster war mit dem Nicht-Juden Heinz Ryster verheiratet, der sich weigerte, sich von seiner Frau scheiden zu lassen. Berta, die eine fragile Gesundheit hatte, wurde denunziert, da sie unter anderem das Schwimmbad benutzte, und 1944 nach Bergen-Belsen deportiert, wo sie 1945 verstarb. |
|                   | Andreas-Schubert-Straße/Ecke Strehlener Straße (Lage)       | Südvorstadt                   | 2. Dez. 2019                                                                | Hier wohnte Berta 'Gerda' Ryster Geb. Wermuth Jg. 1909 Denunziert Verhaftet 1944 Bergen-Belsen Ermordet 16.1.1945                                                            | Abraham Adolf Wermuth wurde 1878 in Stanislau geboren und kam Anfang des 20. Jahrhunderts als Handlungsreisender nach Dresden. Er war mit Rosa Hillebrandt verheiratet, der Ehe entstammten fünf Kinder. Die Eltern und ihre Kinder Erika und Karl-Heinz wurden 1938 nach Polen abgeschoben und lebten im Ghetto Stanislaus, wo Abraham Adolf, Rosa und Erika Wermuth am sogenannten Blutsonntag 1941 ermordet wurden. Karl-Heinz gelangt 1939 die Flucht nach Palästina, wo er 1944 verstarb. Tochter Berta Ryster war mit dem Nicht-Juden Heinz Ryster verheiratet, der sich weigerte, sich von seiner Frau scheiden zu lassen. Berta, die eine fragile Gesundheit hatte, wurde denunziert, da sie unter anderem das Schwimmbad benutzte, und 1944 nach Bergen-Belsen deportiert, wo sie 1945 verstarb. |
|                   | Andreas-Schubert-Straße/Ecke Strehlener Straße (Lage)       | Südvorstadt                   | 2. Dez. 2019, 21. Juli 2021 (Austausch)                                     | Hier wohnte Karl-Heinz Wermuth Jg. 1922 'Polenaktion' 1938 Flucht 1939 Palästina                                                                                             | Abraham Adolf Wermuth wurde 1878 in Stanislau geboren und kam Anfang des 20. Jahrhunderts als Handlungsreisender nach Dresden. Er war mit Rosa Hillebrandt verheiratet, der Ehe entstammten fünf Kinder. Die Eltern und ihre Kinder Erika und Karl-Heinz wurden 1938 nach Polen abgeschoben und lebten im Ghetto Stanislaus, wo Abraham Adolf, Rosa und Erika Wermuth am sogenannten Blutsonntag 1941 ermordet wurden. Karl-Heinz gelangt 1939 die Flucht nach Palästina, wo er 1944 verstarb. Tochter Berta Ryster war mit dem Nicht-Juden Heinz Ryster verheiratet, der sich weigerte, sich von seiner Frau scheiden zu lassen. Berta, die eine fragile Gesundheit hatte, wurde denunziert, da sie unter anderem das Schwimmbad benutzte, und 1944 nach Bergen-Belsen deportiert, wo sie 1945 verstarb. |
|                   | Andreas-Schubert-Straße/Ecke Strehlener Straße (Lage)       | Südvorstadt                   | 2. Dez. 2019                                                                | Hier wohnte Erika Wermuth Jg. 1924 'Polenaktion' 1938 Massenerschiessung Blutsonntag 12.10.1941 Stanislau                                                                    | Abraham Adolf Wermuth wurde 1878 in Stanislau geboren und kam Anfang des 20. Jahrhunderts als Handlungsreisender nach Dresden. Er war mit Rosa Hillebrandt verheiratet, der Ehe entstammten fünf Kinder. Die Eltern und ihre Kinder Erika und Karl-Heinz wurden 1938 nach Polen abgeschoben und lebten im Ghetto Stanislaus, wo Abraham Adolf, Rosa und Erika Wermuth am sogenannten Blutsonntag 1941 ermordet wurden. Karl-Heinz gelangt 1939 die Flucht nach Palästina, wo er 1944 verstarb. Tochter Berta Ryster war mit dem Nicht-Juden Heinz Ryster verheiratet, der sich weigerte, sich von seiner Frau scheiden zu lassen. Berta, die eine fragile Gesundheit hatte, wurde denunziert, da sie unter anderem das Schwimmbad benutzte, und 1944 nach Bergen-Belsen deportiert, wo sie 1945 verstarb. |
|                   | Ankerstraße 7 (Lage)                                        | Tolkewitz/Seidnitz-Nord       | 23. Sep. 2022                                                               | Hier wohnte Robert Grötzsch JG. 1882 Im Widerstand / SPD Flucht 1933 Tschechoslowakei Frankreich Portugal 1941 USA                                                           | Zur ausführlichen Biografie siehe Robert Grötzsch (1882–1946) sowie sein Eintrag in der Sächsischen Biografie. |
|                   | Ankerstraße 7 (Lage)                                        | Tolkewitz/Seidnitz-Nord       | 23. Sep. 2022                                                               | Hier wohnte Hedwig Grötzsch Geb. Günzel Jg. 1882 Im Widerstand / SPD Flucht 1933 Frankreich Portugal 1941 USA                                                                | Hedwig Selma Günzel kam 1882 bei Zittau zur Welt und kam nach dem Tod des Vaters nach Dresden, wo sie 1906 den Klempner und Schriftsteller Robert Grötzsch heiratete. Wie ihr Mann war auch Hedwig Grötzsch im Widerstand aktiv und unterstützte dessen Tätigkeiten. Nachdem Robert Grötzsch 1933 untergetaucht war, wurde Hedwig kurzzeitig verhaftet. Nach ihrer Freilassung floh sie mit Robert Grötzsch nach Prag und später über Paris in die USA. Ab 1951 war Hedwig Grötzsch US-amerikanische Staatsbürgerin und verstarb während einer Reise nach Deutschland. Sie wurde in Dresden beigesetzt. |
|                   | Anton-Graff-Straße 17 (Lage)                                | Striesen                      | 11. Sep. 2014                                                               | Hier wohnte Dorothea Rothholz geb. Rothholz Jg. 1867 Flucht 1939 England | Dorothea Rothholz kam am 5. April 1867 zur Welt. Mit ihrem Mann, dem Getreidehändler Jakob, lebte sie in Posen; der Ehe entstammten sechs Kinder. Das Paar zog nach Ende des Ersten Weltkriegs nach Dresden, Jakob verstarb 1932. Der Familie gelang 1938/1939 die Flucht nach England, wo Dorothea 1940 verstarb. |
|                   | Arndtstraße 2 (Lage)                                        | Radeberger Vorstadt           | 23. Sep. 2022                                                               | Hier wohnte Lina Nachod JG. 1872 Deportiert 1943 Theresienstadt Ermordet 22.6.1943                                                                                           | Lina Nachod wuchs in Leipzig auf und konvertierte zum Christentum. Sie lebte ab 1932 bei ihrem Bruder Oskar Nachod in Dresden und zog 1939 nach Braunschweig, wo sie in Judenhäusern leben musste. Im Jahr 1943 wurde sie nach Theresienstadt deportiert, wo sie im selben Jahr umkam. |
|                   | Auf der Scheibe 11 (Lage)                                   | Briesnitz                     | 4. Nov. 2009                                                                | Hier wohnte Lina Marie Schöbel Jg. 1900 eingewiesen 1942 „Heilanstalt“ Großschweidnitz ermordet 1942                                                                         | Lina Marie Schöbel kam am 28. März 1900 in Neugersdorf zur Welt. Sie arbeitete in Dresden als Telefonistin für die Reichspost, brachte 1920 ihre Tochter unehelich zur Welt und verlor daraufhin ihre Arbeit. Mit Diagnose Schizophrenie erfolgte 1928 die Einweisung in die Psychiatrie Arnsdorf, ab 1939 dann die systematische Aushungerung; 1940 Verlegung nach Hochweitzschen, 1942 nach Großschweidnitz; dort Tötung mit Luminal. |
|                   | Bautzner Straße 20 (Lage)                                   | Äußere Neustadt               | 4. Nov. 2009                                                                | Hier wohnte Rosa Conradi Jg. 1911 deportiert 2.11.1939 Ravensbrück ermordet 29.5.1942 in „Heilanstalt“ Bernburg                                                              | Rosa Conradi kam am 11. oder 14. Juni 1911 in Dresden zur Welt. Ihre Tochter überlebte den Holocaust. Conradi wurde wegen „Rassenschande“ nach Ravensbrück deportiert, 1940 in Dresden vernommen und nach erneuter Deportation 1940 nach Ravensbrück in der Tötungsanstalt Bernburg ermordet. |
|                   | Bautzner Straße 27 (Lage)                                   | Äußere Neustadt               | 26. Nov. 2012                                                               | Hier wohnte Martha Schmoll geb. Oppenheim Jg. 1873 deportiert 1942 Theresienstadt ermordet 6.9.1943                                                                          | Martha Schmoll kam am 14. März 1873 in Frankfurt am Main zur Welt. Ihr Mann Simon verstarb 1941. Sie musste in das „Judenhaus“ Altenzeller Straße 41 ziehen und wurde 1942 nach Theresienstadt deportiert, wo sie im Folgejahr umkam. |
|                   | Bautzner Straße 82 (Lage)                                   | Äußere Neustadt               | 7. Mai 2025                                                                 | Hier wohnte Dmitri Obolensky Jg. 1894 Denunziert ‘Regimekritik‘ Verhaftet 7.10.1944 Tot an Haftfolgen Ermordet 10. 2.1945                                                    | |
|                   | Bayreuther Straße 4 (Lage)                                  | Südvorstadt                   | 8. Feb. 2024                                                                | Hier wohnte Dr. Walter Blumenfeld Jg. 1882 Gedemütigt / Entrechtet Zwangsemeritiert Flucht 1935 Peru                                                                         | Zur ausführlichen Biografie siehe Walter Blumenfeld. |
|                   | Bayreuther Straße 4 (Lage)                                  | Südvorstadt                   | 8. Feb. 2024                                                                | Hier wohnte Margarete Blumenfeld Geb. Meyer JG. 1889 Gedemütigt / Entrechtet Zwangsemeritiert Flucht 1935 Peru                                                               | Margarete Blumenfeld stammte aus Berlin, wo sie einen Kinderhort leitete. Sie heiratete 1922 Walter Blumenfeld und ging mit ihm nach Dresden, wo er an der dortigen TH lehrte. Das Ehepaar floh 1935 nach Peru, wo sie 1944 an Krebs verstarb. |
|                   | Bayreuther Straße 14 (Lage)                                 | Südvorstadt                   | 26. Nov. 2012                                                               | Hier wohnte Julie Salinger geb. Braun Jg. 1863 deportiert 1942 Theresienstadt ermordet 16.9.1942                                                                             | Zur ausführlichen Biografie siehe Julie Salinger. |
|                   | Bayreuther Straße 14 (Lage)                                 | Südvorstadt                   | 23. Sep. 2022                                                               | Hier wohnte Max Wieselmann JG. 1889 Flucht 1938 Tschechoslowakei 1939 Polen Verhaftet/Zurückgeführt Deportiert Auschwitz Ermordet 15.3.1943                                  | Max Wieselmann kam 1889 in Solotwina zur Welt und führte in Dresden das Teppichgeschäft Orient-Teppich-Import, das sich auf der Prager Straße befand. Er engagierte sich in der Israelitischen Religionsgemeinde Dresden. Mit seiner Frau Cecilie Lotte, gebürtig aus Berlin, und dem gemeinsamen Sohn Heinz floh er 1938 nach Prag. Er flüchtete 1939 nach Krakau, wo er verhaftet wurde. Bis 1943 war er in Dresden inhaftiert und wurde von dort 1943 in das KZ Auschwitz deportiert, wo er ermordet wurde. Cecilie und Heinz wurden 1942 in Prag verhaftet und über das KZ Theresienstadt nach Auschwitz deportiert, wo sie bei der Ankunft umgebracht wurden. |
|                   | Bayreuther Straße 14 (Lage)                                 | Südvorstadt                   | 23. Sep. 2022                                                               | Hier wohnte Cecilie Lotte Wieselmann Geb. Kandel JG. 1901 Flucht 1938 Tschechoslowakei Deportiert 1942 Theresienstadt 1942 Auschwitz Ermordet                                | Max Wieselmann kam 1889 in Solotwina zur Welt und führte in Dresden das Teppichgeschäft Orient-Teppich-Import, das sich auf der Prager Straße befand. Er engagierte sich in der Israelitischen Religionsgemeinde Dresden. Mit seiner Frau Cecilie Lotte, gebürtig aus Berlin, und dem gemeinsamen Sohn Heinz floh er 1938 nach Prag. Er flüchtete 1939 nach Krakau, wo er verhaftet wurde. Bis 1943 war er in Dresden inhaftiert und wurde von dort 1943 in das KZ Auschwitz deportiert, wo er ermordet wurde. Cecilie und Heinz wurden 1942 in Prag verhaftet und über das KZ Theresienstadt nach Auschwitz deportiert, wo sie bei der Ankunft umgebracht wurden. |
|                   | Bayreuther Straße 14 (Lage)                                 | Südvorstadt                   | 23. Sep. 2022                                                               | Hier wohnte Heinz Wieselmann JG. 1929 Flucht 1938 Tschechoslowakei Deportiert 1942 Theresienstadt 1942 Auschwitz Ermordet                                                    | Max Wieselmann kam 1889 in Solotwina zur Welt und führte in Dresden das Teppichgeschäft Orient-Teppich-Import, das sich auf der Prager Straße befand. Er engagierte sich in der Israelitischen Religionsgemeinde Dresden. Mit seiner Frau Cecilie Lotte, gebürtig aus Berlin, und dem gemeinsamen Sohn Heinz floh er 1938 nach Prag. Er flüchtete 1939 nach Krakau, wo er verhaftet wurde. Bis 1943 war er in Dresden inhaftiert und wurde von dort 1943 in das KZ Auschwitz deportiert, wo er ermordet wurde. Cecilie und Heinz wurden 1942 in Prag verhaftet und über das KZ Theresienstadt nach Auschwitz deportiert, wo sie bei der Ankunft umgebracht wurden. |
|                   | Bärensteiner Straße 28b (Lage)                              | Blasewitz                     | 7. Mai 2025                                                                 | Hier wohnte Fedor Friedländer Jg. 1891 Deportiert 1942 Theresienstadt 1943 Auschwitz Ermordet                                                                                | |
|                   | Bärensteiner Straße 28b (Lage)                              | Blasewitz                     | 7. Mai 2025                                                                 | Hier wohnte Gertrude Friedländer Geb. Wechsner Jg. 1890 Deportiert 1942 Theresienstadt 1943 Auschwitz Ermordet                                                               | |
|                   | Behrischstraße 7 (Lage)                                     | Striesen                      | 15. März 2018                                                               | Hier wohnte Robert Kronenthal Jg. 1896 ‘Schutzhaft’ 1938 Buchenwald deportiert Auschwitz ermordet 11.1.1943                                                                  | Robert Kronenthal kam in Neuwied am Rhein zur Welt und absolvierte eine Kaufmannsausbildung. Er diente im Ersten Weltkrieg, seine Frau Berta, die er 1923 heiratete, war Nicht-Jüdin. Robert Kronenthal arbeitete in Dresden als Vertreter der Schokoladenüberzugmaschinenhersteller Johannes Kegel KG und war später Alleininhaber der Greco-Maschinenfabrik. Er musste die Firma 1938 zwangsverkaufen. Robert Kronenthal wurde 1938 in Schutzhaft genommen und in das KZ Buchenwald deportiert. Nach seiner Freilassung war er als Sprachlehrer tätig, wurde 1942 jedoch erneut verhaftet und in das KZ Auschwitz deportiert, wo er 1943 verstarb. |
|                   | Beilstraße 14 (Lage)                                        | Gruna                         | 8. März 2024                                                                | Hier wohnte Walter Sternfeld JG. 1875 Flucht 1939 Brasilien | Walter Sternfeld (1875–1948) war Sohn eines Kaufmanns und heiratete 1902 Elsa Michels. Beide lebten in Berlin und hatten drei Kinder, Gerhard, Inge und Hans Eduard. Die Familie zog 1911 nach Dresden. Walter Sternfeld diente im Ersten Weltkrieg und war später in verschiedenen Fabriken in leitender Funktion tätig, bevor er entlassen wurde. Er floh mit seiner Frau 1939 über Hamburg nach Brasilien. Elsa Sternfeld verstarb 1942 in São Paulo, Walter Sternfeld 1948. Gerhard Sternfeld studierte Medizin und arbeitete in einem Berliner Krankenhaus. Er emigrierte 1936 nach Brasilien, wo er als Arzt mit eigener Praxis praktizierte. Er verstarb 1961 in São Paulo. Inge Sternfeld war promovierte Juristin und in Dresden an Gerichten als Rechtsanwältig tätig. Ihre Zulassung als Anwältin wurde 1933 aufgrund ihrer jüdischen Herkunft entzogen. Sie emigrierte 1937 nach Brasilien und kehrte erst 1964 nach Deutschland zurück. Sie ließ sich in Berlin nieder, wo sie 1993 verstarb. Hans Eduard Sternfeld war Radio-Ingenieur und arbeitete im Dresdner Residenz-Kaufhaus, bis er 1933 wegen seiner jüdischen Herkunft entlassen wurde. Er lebte mit der Nicht-Jüdin Charlotte Müller zusammen. Beide hatten ein Kind, konnten jedoch aufgrund der Nürnberger Gesetze nicht heiraten. Hans Eduard Sternfeld wurde 1937 u. a. wegen „Rassenschande“ verhaftet, jedoch wieder freigelassen. Er floh nach Italien, 1939 in die Schweiz und anschließend nach Marseille, wo er mit seiner Frau 1943 festgenommen wurde. Sie wurden nach Dresden überführt; Charlotte Müller wurde zu 18 Monaten Zuchthaus verurteilt. Hans Eduard Sternfeld wurde in das KZ Auschwitz deportiert und erlebte nach dem Todesmarsch in das KZ Buchenwald die Befreiung. Nach dem Krieg führte er mit seiner Frau ein Radiogeschäft und wurde 1948 als vermeintlicher westlicher Spion denunziert und inhaftiert; er verstarb in der Haft an Tuberkulose. |
|                   | Beilstraße 14 (Lage)                                        | Gruna                         | 8. März 2024                                                                | Hier wohnte Elsa Sternfeld Geb. Michels JG. 1878 Flucht 1939 Brasilien | Walter Sternfeld (1875–1948) war Sohn eines Kaufmanns und heiratete 1902 Elsa Michels. Beide lebten in Berlin und hatten drei Kinder, Gerhard, Inge und Hans Eduard. Die Familie zog 1911 nach Dresden. Walter Sternfeld diente im Ersten Weltkrieg und war später in verschiedenen Fabriken in leitender Funktion tätig, bevor er entlassen wurde. Er floh mit seiner Frau 1939 über Hamburg nach Brasilien. Elsa Sternfeld verstarb 1942 in São Paulo, Walter Sternfeld 1948. Gerhard Sternfeld studierte Medizin und arbeitete in einem Berliner Krankenhaus. Er emigrierte 1936 nach Brasilien, wo er als Arzt mit eigener Praxis praktizierte. Er verstarb 1961 in São Paulo. Inge Sternfeld war promovierte Juristin und in Dresden an Gerichten als Rechtsanwältig tätig. Ihre Zulassung als Anwältin wurde 1933 aufgrund ihrer jüdischen Herkunft entzogen. Sie emigrierte 1937 nach Brasilien und kehrte erst 1964 nach Deutschland zurück. Sie ließ sich in Berlin nieder, wo sie 1993 verstarb. Hans Eduard Sternfeld war Radio-Ingenieur und arbeitete im Dresdner Residenz-Kaufhaus, bis er 1933 wegen seiner jüdischen Herkunft entlassen wurde. Er lebte mit der Nicht-Jüdin Charlotte Müller zusammen. Beide hatten ein Kind, konnten jedoch aufgrund der Nürnberger Gesetze nicht heiraten. Hans Eduard Sternfeld wurde 1937 u. a. wegen „Rassenschande“ verhaftet, jedoch wieder freigelassen. Er floh nach Italien, 1939 in die Schweiz und anschließend nach Marseille, wo er mit seiner Frau 1943 festgenommen wurde. Sie wurden nach Dresden überführt; Charlotte Müller wurde zu 18 Monaten Zuchthaus verurteilt. Hans Eduard Sternfeld wurde in das KZ Auschwitz deportiert und erlebte nach dem Todesmarsch in das KZ Buchenwald die Befreiung. Nach dem Krieg führte er mit seiner Frau ein Radiogeschäft und wurde 1948 als vermeintlicher westlicher Spion denunziert und inhaftiert; er verstarb in der Haft an Tuberkulose. |
|                   | Beilstraße 14 (Lage)                                        | Gruna                         | 8. März 2024                                                                | Hier wohnte Dr. Gerhard Sternfeld JG. 1905 Flucht 1939 Brasilien | Walter Sternfeld (1875–1948) war Sohn eines Kaufmanns und heiratete 1902 Elsa Michels. Beide lebten in Berlin und hatten drei Kinder, Gerhard, Inge und Hans Eduard. Die Familie zog 1911 nach Dresden. Walter Sternfeld diente im Ersten Weltkrieg und war später in verschiedenen Fabriken in leitender Funktion tätig, bevor er entlassen wurde. Er floh mit seiner Frau 1939 über Hamburg nach Brasilien. Elsa Sternfeld verstarb 1942 in São Paulo, Walter Sternfeld 1948. Gerhard Sternfeld studierte Medizin und arbeitete in einem Berliner Krankenhaus. Er emigrierte 1936 nach Brasilien, wo er als Arzt mit eigener Praxis praktizierte. Er verstarb 1961 in São Paulo. Inge Sternfeld war promovierte Juristin und in Dresden an Gerichten als Rechtsanwältig tätig. Ihre Zulassung als Anwältin wurde 1933 aufgrund ihrer jüdischen Herkunft entzogen. Sie emigrierte 1937 nach Brasilien und kehrte erst 1964 nach Deutschland zurück. Sie ließ sich in Berlin nieder, wo sie 1993 verstarb. Hans Eduard Sternfeld war Radio-Ingenieur und arbeitete im Dresdner Residenz-Kaufhaus, bis er 1933 wegen seiner jüdischen Herkunft entlassen wurde. Er lebte mit der Nicht-Jüdin Charlotte Müller zusammen. Beide hatten ein Kind, konnten jedoch aufgrund der Nürnberger Gesetze nicht heiraten. Hans Eduard Sternfeld wurde 1937 u. a. wegen „Rassenschande“ verhaftet, jedoch wieder freigelassen. Er floh nach Italien, 1939 in die Schweiz und anschließend nach Marseille, wo er mit seiner Frau 1943 festgenommen wurde. Sie wurden nach Dresden überführt; Charlotte Müller wurde zu 18 Monaten Zuchthaus verurteilt. Hans Eduard Sternfeld wurde in das KZ Auschwitz deportiert und erlebte nach dem Todesmarsch in das KZ Buchenwald die Befreiung. Nach dem Krieg führte er mit seiner Frau ein Radiogeschäft und wurde 1948 als vermeintlicher westlicher Spion denunziert und inhaftiert; er verstarb in der Haft an Tuberkulose. |
|                   | Beilstraße 14 (Lage)                                        | Gruna                         | 8. März 2024                                                                | Hier wohnte Dr. Inge Sternfeld Verh. Hartwich JG. 1906 Berufsverbot 1933 Flucht 1939 Brasilien                                                                               | Walter Sternfeld (1875–1948) war Sohn eines Kaufmanns und heiratete 1902 Elsa Michels. Beide lebten in Berlin und hatten drei Kinder, Gerhard, Inge und Hans Eduard. Die Familie zog 1911 nach Dresden. Walter Sternfeld diente im Ersten Weltkrieg und war später in verschiedenen Fabriken in leitender Funktion tätig, bevor er entlassen wurde. Er floh mit seiner Frau 1939 über Hamburg nach Brasilien. Elsa Sternfeld verstarb 1942 in São Paulo, Walter Sternfeld 1948. Gerhard Sternfeld studierte Medizin und arbeitete in einem Berliner Krankenhaus. Er emigrierte 1936 nach Brasilien, wo er als Arzt mit eigener Praxis praktizierte. Er verstarb 1961 in São Paulo. Inge Sternfeld war promovierte Juristin und in Dresden an Gerichten als Rechtsanwältig tätig. Ihre Zulassung als Anwältin wurde 1933 aufgrund ihrer jüdischen Herkunft entzogen. Sie emigrierte 1937 nach Brasilien und kehrte erst 1964 nach Deutschland zurück. Sie ließ sich in Berlin nieder, wo sie 1993 verstarb. Hans Eduard Sternfeld war Radio-Ingenieur und arbeitete im Dresdner Residenz-Kaufhaus, bis er 1933 wegen seiner jüdischen Herkunft entlassen wurde. Er lebte mit der Nicht-Jüdin Charlotte Müller zusammen. Beide hatten ein Kind, konnten jedoch aufgrund der Nürnberger Gesetze nicht heiraten. Hans Eduard Sternfeld wurde 1937 u. a. wegen „Rassenschande“ verhaftet, jedoch wieder freigelassen. Er floh nach Italien, 1939 in die Schweiz und anschließend nach Marseille, wo er mit seiner Frau 1943 festgenommen wurde. Sie wurden nach Dresden überführt; Charlotte Müller wurde zu 18 Monaten Zuchthaus verurteilt. Hans Eduard Sternfeld wurde in das KZ Auschwitz deportiert und erlebte nach dem Todesmarsch in das KZ Buchenwald die Befreiung. Nach dem Krieg führte er mit seiner Frau ein Radiogeschäft und wurde 1948 als vermeintlicher westlicher Spion denunziert und inhaftiert; er verstarb in der Haft an Tuberkulose. |
|                   | Beilstraße 14 (Lage)                                        | Gruna                         | 8. März 2024                                                                | Hier wohnte Hans Eduard Sternfeld JG. 1907 Flucht 1939 Frankreich Verhaftet 1943 Gefoltert Deportiert 1943 Auschwitz Todesmarsch 1945 KZ Buchenwald Befreit                  | Walter Sternfeld (1875–1948) war Sohn eines Kaufmanns und heiratete 1902 Elsa Michels. Beide lebten in Berlin und hatten drei Kinder, Gerhard, Inge und Hans Eduard. Die Familie zog 1911 nach Dresden. Walter Sternfeld diente im Ersten Weltkrieg und war später in verschiedenen Fabriken in leitender Funktion tätig, bevor er entlassen wurde. Er floh mit seiner Frau 1939 über Hamburg nach Brasilien. Elsa Sternfeld verstarb 1942 in São Paulo, Walter Sternfeld 1948. Gerhard Sternfeld studierte Medizin und arbeitete in einem Berliner Krankenhaus. Er emigrierte 1936 nach Brasilien, wo er als Arzt mit eigener Praxis praktizierte. Er verstarb 1961 in São Paulo. Inge Sternfeld war promovierte Juristin und in Dresden an Gerichten als Rechtsanwältig tätig. Ihre Zulassung als Anwältin wurde 1933 aufgrund ihrer jüdischen Herkunft entzogen. Sie emigrierte 1937 nach Brasilien und kehrte erst 1964 nach Deutschland zurück. Sie ließ sich in Berlin nieder, wo sie 1993 verstarb. Hans Eduard Sternfeld war Radio-Ingenieur und arbeitete im Dresdner Residenz-Kaufhaus, bis er 1933 wegen seiner jüdischen Herkunft entlassen wurde. Er lebte mit der Nicht-Jüdin Charlotte Müller zusammen. Beide hatten ein Kind, konnten jedoch aufgrund der Nürnberger Gesetze nicht heiraten. Hans Eduard Sternfeld wurde 1937 u. a. wegen „Rassenschande“ verhaftet, jedoch wieder freigelassen. Er floh nach Italien, 1939 in die Schweiz und anschließend nach Marseille, wo er mit seiner Frau 1943 festgenommen wurde. Sie wurden nach Dresden überführt; Charlotte Müller wurde zu 18 Monaten Zuchthaus verurteilt. Hans Eduard Sternfeld wurde in das KZ Auschwitz deportiert und erlebte nach dem Todesmarsch in das KZ Buchenwald die Befreiung. Nach dem Krieg führte er mit seiner Frau ein Radiogeschäft und wurde 1948 als vermeintlicher westlicher Spion denunziert und inhaftiert; er verstarb in der Haft an Tuberkulose. |
|                   | Bergstraße 42 (Lage)                                        | Südvorstadt                   | 24. Sep. 2013                                                               | Hier wohnte Elfriede Maria Scholz geb. Remark Jg. 1903 im Widerstand verhaftet 1943 ‚Wehrkraftzersetzung‘ Frauengefängnis Berlin hingerichtet 16.12.1943 Berlin-Plötzensee   | Zur ausführlichen Biografie siehe Elfriede Scholz. |
|                   | Bergstraße 63 (Lage)                                        | Räcknitz/ Zschertnitz         | 26. Mai 2015                                                                | Hier wohnte Edgar William Hahnewald Jg. 1884 im Widerstand / SPD Flucht 1933 Tschechoslowakei / Schweden                                                                     | Zur ausführlichen Biografie siehe Edgar Hahnewald. |
|                   | Bergstraße 63 (Lage)                                        | Räcknitz/ Zschertnitz         | 26. Mai 2015                                                                | Hier wohnte Anna Hahnewald geb. Brehme Jg. 1891 im Widerstand / SPD Flucht 1933 Tschechoslowakei / Schweden                                                                  | Anna Brehme, die als Metall- und Tabakarbeiterin tätig war, heiratete 1922 Edgar Hahnewald. Beide flohen 1933 über die ČSR nach Schweden. Anna verstarb 1949, Edgar am 6. Januar 1961. |
|                   | Bernhardstraße 37 (Lage)                                    | Südvorstadt                   | 26. Nov. 2012                                                               | Hier wohnte Erich Schapira Jg. 1883 deportiert 1942 Ghetto Warschau ermordet in Auschwitz                                                                                    | Erich Salomon Schapira kam am 2. Juli 1883 in Hannover zur Welt. Er war Direktor der Telefongesellschaft PRITEC und zog 1912 berufsbedingt nach Dresden. Bereits 1910 hatte er Toni Schapira geheiratet, der Ehe entstammten zwei Kinder. Nach 1933 wurde er aus der Firma entlassen. Ab 1934 war Schapira Vorsteher der Jüdischen Gemeinde Dresdens. Seine Frau beging 1942 Selbstmord, Schapira musste in das „Judenhaus“ Fürstenstraße 2 ziehen und Zwangsarbeit leisten. Er wurde 1942 nach Warschau deportiert und von dort in das KZ Auschwitz. |
|                   | Bernhardstraße 37 (Lage)                                    | Südvorstadt                   | 26. Nov. 2012                                                               | Hier wohnte Toni Schapira geb. Hoffmann Jg. 1886 gedemütigt/entrechtet Flucht in den Tod 1.5.1942                                                                            | Toni Schapira wurde am 27. August 1886 in Essen geboren. Im Jahr 1910 heiratete sie Erich Schapira, der Ehe entstammten zwei Kinder, die 1935 und 1938 emigrierten. Nach einer schweren Erkrankung der Tochter durfte Toni Schapira sie in Frankreich besuchen. Ihr wurde gedroht, ihren Mann zu verhaften, sollte sie nicht zurückkehren. Schapira nahm sich am 1. Mai 1942 das Leben. |
|                   | Bernhardstraße 39 (Lage)                                    | Südvorstadt                   | 24. Sep. 2013                                                               | Hier wohnte Richard Steinhart Jg. 1873 deportiert 1942 Theresienstadt ermordet 15.7.1943                                                                                     | Richard Steinhart wurde am 26. Mai 1873 in Merseburg geboren. Er war mit Bertha Steinhart verheiratet; der Ehe entstammten drei Kinder, darunter Kurt Steinhart. Er war Inhaber des Kaufhauses Steinhart in der Kesselsdorfer Straße. Obwohl bereits die Flucht nach Panama organisiert war, blieb das Ehepaar in Deutschland und wurden 1942 nach Theresienstadt deportiert, wo Richard Steinhart umkam. |
|                   | Bernhardstraße 39 (Lage)                                    | Südvorstadt                   | 24. Sep. 2013                                                               | Hier wohnte Bertha Steinhart geb. Auerbach Jg. 1875 deportiert 1942 Theresienstadt 1944 Auschwitz ermordet                                                                   | Bertha Steinhart kam am 1. September 1875 in Tauchau zur Welt. Sie war mit Richard Steinhart verheiratet; der Ehe entstammten drei Kinder. Mit ihrem Mann wurde sie 1942 nach Theresienstadt deportiert und von dort 1944 in das KZ Auschwitz, wo sie ermordet wurde. |
|                   | Bernhardstraße 39 (Lage)                                    | Südvorstadt                   | 24. Sep. 2013                                                               | Hier wohnte Kurt Steinhart Jg. 1903 ‚Schutzhaft‘ 1938 Buchenwald Flucht 1939 Frankreich interniert Drancy deportiert 1942 Auschwitz ermordet 23.6.1942                       | Kurt Steinhart kam am 29. Dezember 1903 in Dresden zu Welt. Er war Inhaber des Kaufhauses Steinhart auf der Kesselsdorfer Straße, das er zwangsverkaufen musste. Er war mit Sonja Steinhart verheiratet; das Paar hatte zwei Kinder. Er wurde 1938 nach Buchenwald deportiert. Die Freilassung erfolgte unter der Auflage, Deutschland zu verlassen. In Paris war er in der Résistance aktiv und wurde 1942 verhaftet, deportiert und in Auschwitz ermordet. |
|                   | Bernhardstraße 39 (Lage)                                    | Südvorstadt                   | 11. Juni 2011                                                               | Hier wohnte Sonja Steinhart geb. Goldschmidt Jg. 1910 interniert 1942 Hellerberge deportiert ermordet in Auschwitz                                                           | Sonja Steinhart kam am 18. November 1910 in Braunschweig zur Welt. Der Ehe mit Kaufhausbesitzer Kurt Steinhart entstammten zwei Kinder. Sie war als Verkäuferin tätig, musste in das „Judenhaus“ Strehlener Straße 52 ziehen und wurde über das „Judenlager Hellerberg“ (1942) mit ihren Kindern nach Auschwitz deportiert. |
|                   | Bernhardstraße 39 (Lage)                                    | Südvorstadt                   | 24. Sep. 2013                                                               | Hier wohnte Gert Steinhart Jg. 1937 interniert 1942 Hellerberge deportiert 1943 Auschwitz ermordet 3.3.1943                                                                  | Gert Steinhart kam am 3. Oktober 1937 in Dresden zur Welt. Seine Eltern waren Kurt und Sonja Steinhart. Er musste mit seiner Schwester und seiner Mutter in das „Judenhaus“ auf der Strehlener Straße ziehen und wurde mit ihnen 1942 in das „Judenlager Hellerberg“ sowie ein Jahr später in das KZ Auschwitz deportiert, wo er ermordet wurde. |
|                   | Bernhardstraße 39 (Lage)                                    | Südvorstadt                   | 24. Sep. 2013                                                               | Hier wohnte Marion Steinhart Jg. 1931 interniert 1942 Hellerberge deportiert 1943 Auschwitz ermordet 3.3.1943                                                                | Marion Steinhart kam am 26. Juli 1931 in Dresden zur Welt. Ihre Eltern waren Kurt und Sonja Steinhart. Sie musste mit ihrem Bruder und ihrer Mutter in das „Judenhaus“ auf der Strehlener Straße ziehen und wurde mit ihnen 1942 in das „Judenlager Hellerberg“ sowie ein Jahr später in das KZ Auschwitz deportiert, wo sie ermordet wurde. |
|                   | Bernhardstraße 39 (Lage)                                    | Südvorstadt                   | 9. Nov. 2020                                                                | Hier wohnte Jenny Goldschmidt Geb. Stern Jg. 1882 Interniert 1942 Hellerberge Deportiert 1943 Auschwitz Ermordet 3.3.1943                                                    | Jenny Goldschmidt war die Mutter von Sonja Steinhart; sie arbeitete als Kontoristin und später Kosmetikerin. Sie musste in das „Judenhaus“ auf der Strehlener Straße ziehen und wurde mit der Familie ihrer Tochter 1942 in das „Judenlager Hellerberg“ sowie ein Jahr später in das KZ Auschwitz deportiert, wo sie ermordet wurde. |
|                   | Bodelschwinghstraße 1 (Lage)                                | Friedrichstadt                | 15. März 2018                                                               | Hier lebte Bertha Kirschbaum verh. Levy Jg. 1896 eingewiesen 1941 Heilanstalt Arnsdorf ‘verlegt’ 7.1.1942 Anstalt Großschweidnitz ermordet 26.4.1942                         | Bertha Kirschbaum, geb. Levy, war vermutlich als Arbeiterin tätig. Sie wurde 1929 geschieden; im Jahr 1934 brachte sie Tochter Ruth zur Welt. Bertha hatte psychische Probleme und war geistig mittelgradig behindert. Sie wurde 1941 in die Anstalt Arnsdorf gebracht und von dort aus 1942 in die Anstalt Großschweidnitz, wo sie 1942 angeblich an Pneumonie starb. Ruth Kirschbaum Ruth Kirschbaum wurde 1934 geboren und galt nach den Rassegesetzen als „Mischling" 1. Grades“. Sie war geistig behindert und wurde nach mehreren Klinikaufenthalten 1941 in die Anstalt Großschweidnitz und von da in die „Kinderfachabteilung“ des Krankenhauses Leipzig-Dösen gebracht, wo sie ermordet wurde. |
|                   | Bodelschwinghstraße 1 (Lage)                                | Friedrichstadt                | 15. März 2018                                                               | Hier lebte Ruth Kirschbaum Jg. 1934 Klinik Löbtauer Str. ‘verlegt’ 18.6.1941 Anstalt Großschweidnitz ‘Kinderfachabteilung’ Leipzig-Dösen ermordet 21.11.1941                 | Bertha Kirschbaum, geb. Levy, war vermutlich als Arbeiterin tätig. Sie wurde 1929 geschieden; im Jahr 1934 brachte sie Tochter Ruth zur Welt. Bertha hatte psychische Probleme und war geistig mittelgradig behindert. Sie wurde 1941 in die Anstalt Arnsdorf gebracht und von dort aus 1942 in die Anstalt Großschweidnitz, wo sie 1942 angeblich an Pneumonie starb. Ruth Kirschbaum Ruth Kirschbaum wurde 1934 geboren und galt nach den Rassegesetzen als „Mischling" 1. Grades“. Sie war geistig behindert und wurde nach mehreren Klinikaufenthalten 1941 in die Anstalt Großschweidnitz und von da in die „Kinderfachabteilung“ des Krankenhauses Leipzig-Dösen gebracht, wo sie ermordet wurde. |
|                   | Bramschstraße 2 (Lage)                                      | Löbtau                        | 22. Juli 2021                                                               | Hier wohnte Arthur Leuschner Jg. 1894 verhaftet 1943 Zwangsarbeit deportiert 1942 Gross-Rosen 1945 Mauthausen ermordet 13.3.1945                                             | Arthur Leuschner kam als Sohn eines Gutsbesitzers unweit von Dresden zur Welt. Er wurde Maschinenputzer bei der Reichsbahn und heiratete 1920; der Ehe entstammten sechs Kinder. Wahrscheinlich war Leuschner Mitglied der Arbeiterbewegung. Er weigerte sich, in die NSDAP einzutreten. Seine Frau ließ sich von ihm 1943 scheiden und einer seiner Söhne fiel im selben Jahr an der Front. Da Arthur Leuschner sich angeblich öffentlich negativ über die Machthaber äußerte, wurde er 1944 verhaftet. Zunächst zu Zwangsarbeit verurteilt, wurde er anschließend in das KZ Groß-Rosen deportiert. Anfang 1945 wurde er in das KZ Mauthausen verbracht, wo er entkräftet verstarb. |
|                   | Brühlscher Garten 1 (Lage)                                  | Innere Altstadt               | 15. März 2018                                                               | Hier wohnte Max Goldschläger Jg. 1898 Flucht 1938 Rumänien Palästina | Max Goldschläger (1898–1988), Inhaber eines Möbelgeschäfts in Dresden, und Sofia Goldschläger (1891–1975) emigrierten mit ihrer Tochter Sabina 1939 nach Rumänien; Tochter Anna (1919–2009) floh über England in die USA. Während Max und Sofia den Krieg überlebten und nach Palästina gingen, wurde Sabina 1941 in Czernowitz verhaftet und in das Lager Obodowka deportiert, wo sie umkam. |
|                   | Brühlscher Garten 1 (Lage)                                  | Innere Altstadt               | 15. März 2018                                                               | Hier wohnte Sofia Goldschläger geb. Wind Jg. 1891 Flucht 1938 Rumänien Palästina                                                                                             | Max Goldschläger (1898–1988), Inhaber eines Möbelgeschäfts in Dresden, und Sofia Goldschläger (1891–1975) emigrierten mit ihrer Tochter Sabina 1939 nach Rumänien; Tochter Anna (1919–2009) floh über England in die USA. Während Max und Sofia den Krieg überlebten und nach Palästina gingen, wurde Sabina 1941 in Czernowitz verhaftet und in das Lager Obodowka deportiert, wo sie umkam. |
|                   | Brühlscher Garten 1 (Lage)                                  | Innere Altstadt               | 15. März 2018                                                               | Hier wohnte Anna Goldschläger Jg. 1919 Flucht 1939 England USA | Max Goldschläger (1898–1988), Inhaber eines Möbelgeschäfts in Dresden, und Sofia Goldschläger (1891–1975) emigrierten mit ihrer Tochter Sabina 1939 nach Rumänien; Tochter Anna (1919–2009) floh über England in die USA. Während Max und Sofia den Krieg überlebten und nach Palästina gingen, wurde Sabina 1941 in Czernowitz verhaftet und in das Lager Obodowka deportiert, wo sie umkam. |
|                   | Brühlscher Garten 1 (Lage)                                  | Innere Altstadt               | 15. März 2018                                                               | Hier wohnte Sabina Goldschläger Jg. 1922 Flucht 1938 Rumänien Lager Obodowka ermordet 1941                                                                                   | Max Goldschläger (1898–1988), Inhaber eines Möbelgeschäfts in Dresden, und Sofia Goldschläger (1891–1975) emigrierten mit ihrer Tochter Sabina 1939 nach Rumänien; Tochter Anna (1919–2009) floh über England in die USA. Während Max und Sofia den Krieg überlebten und nach Palästina gingen, wurde Sabina 1941 in Czernowitz verhaftet und in das Lager Obodowka deportiert, wo sie umkam. |
|                   | Budapester Straße 69 (Lage)                                 | Südvorstadt                   | 26. Okt. 2012                                                               | Hier lebte Else Auguste Seifert Jg. 1902 seit 1928 Patientin in verschiedenen Heil- und Pflegeanstalten ‚verlegt‘ 1940 Pirna-Sonnenstein ermordet 28.8.1940 Aktion T4        | Else Auguste Seifert kam am 6. September 1902 in Hamburg zur Welt. Sie absolvierte eine Ausbildung zur Kunst- und Werkenlehrerin und arbeitete ab 1927 als Zeichenlehrerin in Stettin. Im Jahr 1928 erlitt sie einen Zusammenbruch und wurde von der in Dresden lebenden Familie in die Nervenheilanstalt Dresden eingewiesen und war später unter anderem in der Psychiatrie Arnsdorf untergebracht. Sie wurde zwangssterilisiert. Im Jahr 1940 wurde sie in die Tötungsanstalt Pirna-Sonnenstein deportiert, wo sie im gleichen Jahr ermordet wurde (siehe Aktion T4). |
|                   | Canalettostraße 11 Ecke Georg-Nerlich-Straße (Lage)         | Johannstadt                   | 6. Mai 2025                                                                 | Hier wohnte Betty Roth Geb. Josky Jg. 1870 Deportiert 1942 Theresienstadt Befreit                                                                                            | |
|                   | Carl-Zeiss-Straße 46 (Lage)                                 | Trachau                       | 8. März 2024                                                                | Hier wohnte Friedrich Langhorst Jg. 1872 Im Widerstand / SPD Verhaftet 15.2.1935 Polizeipräsidium Dresden Ermordet 16.2.1935                                                 | Zur ausführlichen Biografie siehe Friedrich Langhorst. |
|                   | Carl-Zeiss-Straße 46 (Lage)                                 | Trachau                       | 8. März 2024                                                                | Hier wohnte Johanna Emilie Langhorst Geb. Weidner Jg. 1870 Im Widerstand / SPD Verhaftet 15.2.1935 Polizeipräsidium Dresden Entlassen 23.2.1935                              | Johanna Emilie Langhorst wurde 1870 in Stassfurt geboren und war als Plätterin tätig. Sie heiratete 1900 den Gewerkschaftssekretär Friedrich Langhorst; 1925 zogen sie nach Dresden. Wie ihr Mann war sie SPD-Mitglied; ab 1933 war die Familie im Widerstand aktiv und verteilte u. a. verbotene Zeitungen. Im Jahr 1935 wurde die Familie verhaftet; Johanna Emilie Langhorst und ihre Tochter kamen nach acht Tagen frei. Friedrich Langhorst kam in der Haft um, die beiden Söhne wurden an die Front geschickt, wo sie starben. Johanna Emilie Langhorst überlebte den Krieg und verstarb 1951. |
|                   | Caspar-David-Friedrich-Straße 15b (Lage)                    | Zschertnitz                   | 26. Okt. 2012                                                               | Hier wohnte Ernst Kreidl Jg. 1878 verhaftet 1941 1942 Buchenwald ermordet 21.5.1942                                                                                          | Ernst Kreidl kam am 11. Mai 1878 in Wittingau zur Welt. Das Wohnhaus auf der Caspar-David-Friedrich-Straße 15b befand sich in seinem Besitz, als es 1940 vom Staat in Besitz genommen und zum „Judenhaus“ erklärt wurde. Zu den Zwangsbewohnern gehörte auch Victor Klemperer. Kreidl wurde 1941 verhaftet und 1942 in das KZ Buchenwald deportiert. |
|                   | Chauseehausstraße 8 (Lage)                                  | Löbtau                        | 29. Sep. 2015                                                               | Hier wohnte Heinz Max Wenk Jg. 1920 Zeuge Jehovas Kriegsdienst verweigert hingerichtet 11.10.1943 Halle/Saale                                                                | Wenk kam am 25. Oktober 1920 zur Welt und verweigerte als Zeuge Jehovas den Kriegsdienst, weswegen er im August 1943 in Torgau zum Tode verurteilt und zwei Monate später hingerichtet wurde. |
|                   | Chemnitzer Straße 119 (Lage)                                | Plauen                        | 24. Sep. 2013                                                               | Hier wohnte Arthur Anton Zinn Jg. 1899 eingewiesen 1916 Heilanstalt Arnsdorf ‚verlegt‘ 31.7.1940 Pirna-Sonnenstein ermordet 31.7.1940 Aktion T4                              | Arthur Zinn wurde 1899 mit einer geistigen Behinderung geboren. Er besuchte vom 24. August 1908 bis 8. März 1909 die Landesanstalt Chemnitz-Altendorf, lebte anschließend wieder bei seiner Familie und war von 1911 bis 1916 Patient der psychiatrischen Abteilung im Krankenhaus Löbtauer Straße in Dresden. Danach lebte er bis Sommer 1940 in der Landesanstalt Arnsdorf. Am 31. Juli 1940 wurde er in die Tötungsanstalt Pirna-Sonnenstein deportiert und wahrscheinlich am selben Tag ermordet. Siehe auch: Video |
|                   | Comeniusstraße 46 (Lage)                                    | Striesen                      | 21. Juli 2021                                                               | Hier wohnte Hans Friedrich Lewy Jg. 1886 Flucht 1935 Frankreich interniert Drancy deportiert 1942 Auschwitz ermordet 30.11.1942                                              | Zur ausführlichen Biografie siehe Hans Lewy. |
|                   | Dresdner Straße 125 (Lage)                                  | Gohlis                        | 29. Sep. 2015                                                               | Hier wohnte Karl Blochwitz Jg. 1899 Zeuge Jehovas verhaftet 1940 Kriegsdienst verweigert hingerichtet 3.4.1940 Bienitz bei Leipzig                                           | Karl Blochwitz kam am 12. April 1899 zur Welt und arbeitete nach dem Ersten Weltkrieg als Koch, verlor seine Anstellung jedoch 1933. Er wurde bis 1939 mehrfach verhaftet, seine Frau sollte sich von ihm scheiden lassen. Im Jahr 1940 wurde er zum Kriegsdienst eingezogen, verweigerte jedoch den Kriegsdienst und wurde zum Tode verurteilt und hingerichtet. |
|                   | Dürerstraße 10 (Lage)                                       | Pirnaische Vorstadt           | 26. Okt. 2012                                                               | Hier wohnte Josef Altbach Jg. 1886 Polenaktion 1938 ermordet im besetzten Polen                                                                                              | Josef Altbach kam am 28. Oktober 1886 in Wyszków zur Welt. Er kam 1926 nach Dresden und arbeitete als Tabakhändler. Sarah Altbach, geb. Fischer, kam am 5. Juli 1882 in Spas zur Welt. Sie heiratete Josef Altbach, der Ehe entstammten zwei Kinder. Im Jahr 1938 wurde das Paar nach Polen abgeschoben und lebte in Beuthen und Lemberg. Ihr weiteres Schicksal ist unbekannt. |
|                   | Dürerstraße 10 (Lage)                                       | Pirnaische Vorstadt           | 26. Okt. 2012                                                               | Hier wohnte Sarah Altbach geb. Langer Jg. 1882 Polenaktion 1938 ermordet im besetzten Polen                                                                                  | Josef Altbach kam am 28. Oktober 1886 in Wyszków zur Welt. Er kam 1926 nach Dresden und arbeitete als Tabakhändler. Sarah Altbach, geb. Fischer, kam am 5. Juli 1882 in Spas zur Welt. Sie heiratete Josef Altbach, der Ehe entstammten zwei Kinder. Im Jahr 1938 wurde das Paar nach Polen abgeschoben und lebte in Beuthen und Lemberg. Ihr weiteres Schicksal ist unbekannt. |
|                   | Elsasser Straße 5 (Lage)                                    | Johannstadt                   | 2. Dez. 2019                                                                | Hier wohnte Eva Stein Geb. Wollheim Jg. 1883 Flucht 1940 Palästina | Eva Stein wurde in Rogasen geboren und wuchs nach dem Tod des Vaters in Berlin auf. Sie erhielt eine kaufmännische Ausbildung und war im Central-Verein deutscher Staatsbürger jüdischen Glaubens als Korrespondentin tätig. Im Jahr 1905 heiratete sie Leopold Stein, Stellvertreter von Rabbiner Jakob Winter in Dresden, wo sie sich niederließ. Der Ehe entstammten zwei Kinder. Nach dem Tod ihres Mannes 1916 wurde Eva Stein Religionslehrerin und war daneben sozial engagiert. Sie floh 1940 nach Palästina, wo sich bereits ihre Tochter aufhielt. Sie verstarb 1958 in Tel Aviv. |
|                   | Fetscherstraße 25 (Lage)                                    | Striesen                      | 7. Mai 2025                                                                 | Hier wohnte Dr. Ludwig Katz Jg. 1885 Deportiert 1942 Ghetto Riga Lager Salaspils Ermordet                                                                                    | |
|                   | Fetscherstraße 25 (Lage)                                    | Striesen                      | 7. Mai 2025                                                                 | Hier wohnte Elisabeth Katz Geb. Flasch Jg. 1894 Deportiert 1942 Ghetto Riga 1944 KZ Stutthof Ermordet                                                                        | |
|                   | Fetscherstraße 25 (Lage)                                    | Striesen                      | 7. Mai 2025                                                                 | Hier wohnte Lothar Joachim Katz Jg. 1923 Deportiert 1942 Ghetto Riga 1944 KZ Stutthof KZ Buchenwald Befreit                                                                  | |
|                   | Fetscherstraße 25 (Lage)                                    | Striesen                      | 7. Mai 2025                                                                 | Hier wohnte Gert Rainer Katz Jg. 1926 Deportiert 1942 Ghetto Riga 1944 KZ Stutthof KZ Buchenwald Befreit                                                                     | |
|                   | Fetscherstraße 34 (Lage)                                    | Striesen                      | 24. Sep. 2013                                                               | Hier wohnte Ernst Schindler Jg. 1855 gedemütigt/entrechtet tot 5.11.1941 | Ernst Schindler kam am 20. Dezember 1855 in Stanislau zur Welt. Er heiratete 1884 die am 21. März 1861 in Gleiwitz geborene Thekla Bermann, der Ehe entstammten drei Kinder. Mit seiner Frau betrieb er eine Vertretung für die Textilbranche. Er verstarb 1941. Nach dem Tod ihres Mannes wurde sie 1942 in das KZ Theresienstadt deportiert, wo sie ermordet wurde. |
|                   | Fetscherstraße 34 (Lage)                                    | Striesen                      | 24. Sep. 2013                                                               | Hier wohnte Thekla Schindler geb. Berman Jg. 1861 deportiert 1942 Theresienstadt ermordet 3.10.1942                                                                          | Ernst Schindler kam am 20. Dezember 1855 in Stanislau zur Welt. Er heiratete 1884 die am 21. März 1861 in Gleiwitz geborene Thekla Bermann, der Ehe entstammten drei Kinder. Mit seiner Frau betrieb er eine Vertretung für die Textilbranche. Er verstarb 1941. Nach dem Tod ihres Mannes wurde sie 1942 in das KZ Theresienstadt deportiert, wo sie ermordet wurde. |
|                   | Förstereistraße 42 (Lage)                                   | Äußere Neustadt               | 2. Dez. 2019                                                                | Hier wohnte Alfred Leupold Jg. 1894 eingewiesen 1938 Heilanstalt Pirna-Sonnenstein ‘verlegt’ 21.4.1941 Heilanstalt Wiesengrund ermordet 14.5.1942                            | Alfred Leupold kam 1894 in Dresden zur Welt, wo er als eines von vier Geschwistern aufwuchs. Er war als Arbeiter tätig und mit der Jüdin Lina Leupold verheiratet; der Ehe entstammten drei Kinder. Alfred Leupold war lange Zeit arbeitslos und erlitt einen Nervenzusammenbruch. Der Druck der Behörden, sich von seiner Ehefrau scheiden zu lassen, setzte ihm psychisch weiter zu, sodass er in die Anstalt Arnsdorf eingewiesen wurde. Im Jahr 1938 folgte die Verlegung in die Heilanstalt Wiesengrund, wo er 1942 ermordet wurde. |
|                   | Franklinstraße 20 (Lage)                                    | Südvorstadt                   | 29. Sep. 2015                                                               | Hier wohnte Samuel Husch Jg. 1868 gedemütigt / entrechtet tot 4.7.1942 | Samuel Husch kam am 1. Februar 1868 in Pudewitz zur Welt und arbeitete bis 1936 als Getreidegroßhändler. Er lebte in Dresden und kam 1942 in das Altersheim Henriettenstift, das als „Judenhaus“ galt. Einer Anfang Juli 1942 angesetzten Deportation entging Husch; am 4. Juli 1942 fand man ihn erhängt in seiner Wohnung vor. |
|                   | Franz-Liszt-Straße Ecke Wiener Straße (Lage)                | Strehlen                      | 21. Sep. 2016                                                               | Hier wohnte Julius Ferdinand Wollf Jg. 1871 gedemütigt / entrechtet Flucht in den Tod 27.2.1942                                                                              | Zur ausführlichen Biografie siehe Julius Ferdinand Wollf. |
|                   | Franz-Liszt-Straße Ecke Wiener Straße (Lage)                | Strehlen                      | 21. Sep. 2016                                                               | Hier wohnte Johanna Sophie Wollf geb. Gutmann Jg. 1877 gedemütigt / entrechtet Flucht in den Tod 27.2.1942                                                                   | Johanna Sophie Wollf, geb. Gutmann, wurde am 18. Oktober 1877 in Mannheim geboren. Angesichts der zunehmenden Repressalien und Demütigungen der Nationalsozialisten entschied sie sich, sich gemeinsam mit ihrem Mann am 27. Februar 1942 mittels Gift das Leben zu nehmen. Sie verstarb später in einem Krankenhaus in Dresden. |
|                   | Bärensteiner Straße 28b (Lage)                              | Wilsdruffer Vorstadt          | 6. Mai 2025                                                                 | Hier wohnte Fritz Weigoldt Jg. 1911 Zeuge Jehovas Verhaftet 25.3.1937 Polizeigefängnis Dresden Gefoltert Ermordet Mai/Juni 1937                                              | |
|                   | Bärensteiner Straße 28b (Lage)                              | Wilsdruffer Vorstadt          | 6. Mai 2025                                                                 | Hier wohnte Hildegard Schäfer Geb. Hempel Verw. Weigoldt Jg. 1914 Zeugin Jehovas Seit 1938 mehrmals Verhaftet 1944 Zuchthaus Waldheim Befreit                                | |
|                   | Bärensteiner Straße 28b (Lage)                              | Wilsdruffer Vorstadt          | 6. Mai 2025                                                                 | Hier wohnte Hans Weigoldt Jg. 1936 Zeuge Jehovas Vater 1937 ermordet Mutter inhaftiert Stiefvater 1942 Hingerichtet Überlebt                                                 | |
|                   | Freiberger Straße 43 (Lage)                                 | Altstadt                      | 21. Juli 2021                                                               | Hier wohnte Margarete Schreiber Jg. 1886 interniert 1942 Hellerberge deportiert 1943 Auschwitz ermordet 3.3.1943                                                             | Im November oder Dezember 2024 wurde der Stolperstein gestohlen. Er soll im Rahmen der nächsten Stolperstein-Verlegungen im Mai 2025 an gleicher Stelle neu verlegt werden. |
|                   | Fritz-Meinhardt-Straße 22 (Lage)                            | Prohlis                       | 29. Sep. 2015                                                               | Hier wohnte Fritz Aron Meinhardt Jg. 1899 mehrmals verhaftet Zwangsarbeit ermordet 23.4.1943 Polizeigefängnis                                                                | Zur ausführlichen Biografie siehe Fritz Meinhardt. |
|                   | Frühlingstraße 12 (Lage)                                    | Äußere Neustadt               | 21. Sep. 2016                                                               | Hier wohnte Hans Otto Jg. 1900 Im Widerstand / KPD Gewerkschafter verhaftet 14.11.1933 Gestapo-Zentrale Berlin Gefoltert Ermordet 24.11.1933                                 | Zur ausführlichen Biografie siehe Hans Otto. |
|                   | Geibelstraße 3 (Lage)                                       | Kaditz                        | 8. März 2024                                                                | Hier wohnte Charlotte Selma Sternfeld Geb. Kreis Jg. 1900 Flucht 1939 Frankreich Verhaftet 1943 Zuchthaus Coswig/Anhalt Aussenlager Griebo Befreit                           | Charlotte Selma Sternfeld wurde 1900 als Charlotte Kreis in Dresden geboren. Sie nahm den Namen ihres ersten Ehemanns an und hieß auch nach der Scheidung Charlotte Müller. Sie arbeitete als Damenschneiderin und lernte den Radioingenieur Hans Eduard Sternfeld (sh. Stolperstein Beilstraße 14) kennen, mit dem sie 1936 einen Sohn bekam. Aufgrund der Nürnberger Rassegesetze durften sie nicht heiraten. Im Jahr 1939 floh sie mir ihrem Sohn in die Schweiz, wo sie mit ihrem Partner zusammentraf; die Familie ging anschließend nach Frankreich und wurde 1943 in Marseille verhaftet und nach Dresden gebracht. Charlotte Müller wurde zu einer Zuchthausstrafe verurteilt, die sie im Strafgefangenenlager Griebo bei Magdeburg verbrachte. Charlotte und Hans Eduard Sternfeld heirateten nach Kriegsende. Charlotte Selma Sternfeld verstarb 1980. |
|                   | Geisingstraße 14 (Ecke Borsbergstraße) (Lage)               | Striesen                      | 23. Sep. 2022                                                               | Hier wohnte Maria Lange Geb. Stephan Jg. 1906 Seit 1935 mehrere Heilanstalten Zwangssterilisiert 1936 'Verlegt' 27.11.1940 Pirna-Sonnenstein Ermordet 27.11.1940 'AKTION T4' | Maria Lange wurde als Maria Stephan 1906 in Bad Kudowa, Schlesien, geboren. Die Familie war streng katholisch; als sie 1931 in Dresden den Schlossergehilfen Alfred Lange heiratete, verstieß die Familie sie. Der Ehe entstammten zwei Kinder. Maria Lange arbeitete als Weißnäherin, doch verarmte die Familie während der Weltwirtschaftskrise und kam in einer Notwohnung unter. Erste psychische Auffälligkeiten zeigten sich bei ihr Ende 1934. Sie wurde in verschiedene Krankenhäuser eingeliefert, darunter nach Pirna-Sonnenstein, wo 1936 ihre Sterilisierung beschlossen wurde. Es folgten Verlegungen nach Leipzig-Dösen und Arnsdorf, bevor sie 1940 im Rahmen der Aktion T4 erneut nach Pirna-Sonnenstein kam, wo sie ermordet wurde. |
|                   | Georg-Nerlich-Straße 2 (Lage)                               | Johannstadt                   | 11. Juni 2011                                                               | Hier wohnte Dr. Leo Fantl Jg. 1885 deportiert 1943 Auschwitz ermordet 8.3.1944                                                                                               | Leo Fantl kam am 25. Februar 1885 in Prag zur Welt. Der promovierte Germanist, Musiker und Judaist arbeitete bei den Dresdner Neuesten Nachrichten, publizierte rege und war in der jüdischen Gemeinde Dresdens musikalisch aktiv. Nach seiner Entlassung 1933 zog er nach Liberec und 1938 nach Prag um. Er wurde 1943 über Theresienstadt nach Auschwitz deportiert. |
|                   | Georg-Nerlich-Straße 2 (Lage)                               | Johannstadt                   | 11. Juni 2011                                                               | Hier wohnte Helene Fantl geb. Stier-Somlo Jg. 1902 deportiert 1943 Auschwitz ermordet 8.3.1944                                                                               | Helene Fantl wurde am 25. Januar 1902 in Bonn als Tochter von Fritz Stier-Somlo geboren. Sie heiratete 1927 Leo Fantl. Die promovierte Germanistin war im Widerstand aktiv und zog nach Liberec und 1938 nach Prag um. Sie wurde 1943 über Theresienstadt nach Auschwitz deportiert. |
|                   | Georg-Nerlich-Straße 2 (Lage)                               | Johannstadt                   | 11. Juni 2011                                                               | Hier wohnte Bedřich Fantl Jg. 1928 deportiert 1943 Auschwitz ermordet 8.3.1944                                                                                               | Bedřich Fantl kam am 14. März 1928 in Dresden zur Welt. Er war der Sohn von Leo und Helene Fantl. |
|                   | Georg-Nerlich-Straße 2 (Lage)                               | Johannstadt                   | 11. Juni 2011                                                               | Hier wohnte Brigitte Fantl Jg. 1931 deportiert 1943 Auschwitz ermordet 8.3.1944                                                                                              | Brigitte Fantl kam am 10. Oktober 1931 in Dresden zur Welt. Sie war die Tochter von Leo und Helene Fantl. |
|                   | Georg-Nerlich-Straße 4 (Lage)                               | Johannstadt                   | 11. Juni 2011                                                               | Hier wohnte Harry Herbert Hirschel Meyer Jg. 1891 deportiert 1942 Riga ermordet 1944 in Dachau                                                                               | Harry Meyer kam am 9. April 1891 in Beuthen zur Welt. In Dresden führte er ein Spielwarengeschäft (Spielwaren-Meyer) auf der Wilsdruffer Straße, das 1936 geschlossen werden musste. Meyer war Geiger und Leiter des Jüdischen Jugendorchesters in Dresden. Im Jahr 1942 nach Riga deportiert, war er zunächst Zwangsarbeiter bei Wolf & Döring; 1944 Deportation über das Ghetto Kauen nach Dachau. |
|                   | Georg-Nerlich-Straße 4 (Lage)                               | Johannstadt                   | 11. Juni 2011, 8. Februar 2024 (Austausch)                                  | Hier wohnte Johanne Meyer geb. Schifter Jg. 1893 deportiert 1942 ermordet 1943 in Riga                                                                                       | Johanne Meyer, geb. Schifter, kam am 30. Dezember 1893 in Potschappel zur Welt. Sie heiratete Harry Meyer und wurde im Januar 1942 in das Ghetto Riga deportiert, wo sie starb. |
|                   | Georg-Nerlich-Straße 4 (Lage)                               | Johannstadt                   | 11. Juni 2011                                                               | Hier wohnte Heinz Meyer Jg. 1923 interniert 1942 Hellerberge deportiert Auschwitz Buchenwald befreit / überlebt                                                              | Zur ausführlichen Biografie von Heinz Wolfgang Meyer siehe Henry Meyer. |
|                   | Georg-Nerlich-Straße 4 (Lage)                               | Johannstadt                   | 11. Juni 2011                                                               | Hier wohnte Fritz Meyer Jg. 1925 interniert 1942 Hellerberge deportiert ermordet 1943 in Auschwitz                                                                           | Fritz Joachim Meyer wurde am 28. Mai 1925 in Dresden als Sohn von Johanne und Harry Meyer geboren. Er spielte Klavier, erhielt Unterricht bei Margarete Anschel und Arthur Chitz und gestaltete mit seinem Bruder Konzerte in Dresden. Im Jahr 1942 wurde er in das „Judenlager Hellerberg“ deportiert und von dort 1943 in das KZ Auschwitz, wo er an Typhus verstarb. |
|                   | Georgplatz (Lage)                                           | Innere Altstadt               | 2. Dez. 2019                                                                | Hier wohnte Alfred Schwarz Jg. 1892 Zwangsarbeit Schutzraumverbot Tot bei Luftangriff 13.2.1945                                                                              | Alfred Schwarz kam in Hamburg-Altona zur Welt. Er war gehörlos und hatte eine Gehbehinderung. Er wurde Damenschneider. Mit Freunden und seinem Bruder Iwan (sh. Stolperstein Schandauer Straße 22) gründete er 1920 den Dresdner Taubstummen Schwimmverein 1920, der noch heute als Dresdner Gehörlosen-Sportverein 1920 e. V. existiert. Alfred Schwarz war mit einer Nicht-Jüdin verheiratet, die als „privilegierte Mischehe“ galt. Erst Ende 1944 musste er Zwangsarbeit verrichten und in das „Judenhaus“ Bautzner Straße 20 ziehen. Zuletzt wohnte er im „Judenhaus“ Sporergasse 2, wo er wie alle Bewohner bei der Bombardierung der Stadt im Februar 1945 ums Leben kam. |
|                   | Gerhart-Hauptmann-Straße 1 (Lage)                           | Südvorstadt                   | 29. Sep. 2015                                                               | Hier wohnte Siegfried Sonnenschein Jg. 1909 Flucht 1939 Shanghai USA | Zur ausführlichen Biografie siehe Siegfried Sonnenschein. |
|                   | Gmünder Straße 7 (Lage)                                     | Laubegast                     | 5. Dez. 2013                                                                | Hier wohnte Irma Wolff geb. Gellner Jg. 1872 deportiert 1944 Theresienstadt befreit/überlebt                                                                                 | Irma Wolff kam am 31. Dezember 1872 in Brüx zur Welt. Sie wurde im Januar 1944 in das KZ Theresienstadt deportiert. Sie überlebte. |
|                   | Goetheallee 14b (Lage)                                      | Blasewitz                     | 22. Juli 2021                                                               | Hier wohnte Jenny Jacoby Geb. Löwald Jg. 1856 deportiert 1942 Theresienstadt ermordet 27.9.1942                                                                              | Jenny Jacobi kam 1856 in Berlin zur Welt. Sie heiratete 1876 den Juwelier Julius Jacoby; der Ehe entstammten sechs Kinder, darunter Alexander und Johann. Die Familie lebte ab 1894 in der Villa Lothringer Weg 2, die Julius Jacoby für die Familie erbauen ließ. Er verstarb 1925, Sohn Alexander führte das Juweliergeschäft am Jüdenhof 1 weiter. Die Villa der Familie wurde 1940 zum „Judenhaus“; unter anderem mussten Victor und Eva Klemperer in das Haus ziehen. Sohn Johann, der als Kunstmaler tätig war, wurde 1942 nach Riga deportiert, wo er im selben Jahr umkam. Alexander Jacoby, dessen Juweliergeschäft bereits 1939 zwangsenteignet worden war, verstarb 1939 an einer Lungenentzündung. Jenny Jacobi wurde 1942 in das KZ Theresienstadt deportiert, wo sie kurz nach der Ankunft verstarb. |
|                   | Goetheallee 14b (Lage)                                      | Blasewitz                     | 22. Juli 2021                                                               | Hier wohnte Johann Jacoby Jg. 1879 deportiert 1942 Riga ermordet 1942 | Jenny Jacobi kam 1856 in Berlin zur Welt. Sie heiratete 1876 den Juwelier Julius Jacoby; der Ehe entstammten sechs Kinder, darunter Alexander und Johann. Die Familie lebte ab 1894 in der Villa Lothringer Weg 2, die Julius Jacoby für die Familie erbauen ließ. Er verstarb 1925, Sohn Alexander führte das Juweliergeschäft am Jüdenhof 1 weiter. Die Villa der Familie wurde 1940 zum „Judenhaus“; unter anderem mussten Victor und Eva Klemperer in das Haus ziehen. Sohn Johann, der als Kunstmaler tätig war, wurde 1942 nach Riga deportiert, wo er im selben Jahr umkam. Alexander Jacoby, dessen Juweliergeschäft bereits 1939 zwangsenteignet worden war, verstarb 1939 an einer Lungenentzündung. Jenny Jacobi wurde 1942 in das KZ Theresienstadt deportiert, wo sie kurz nach der Ankunft verstarb. |
|                   | Goetheallee 14b (Lage)                                      | Blasewitz                     | 23. Sep. 2022                                                               | Hier wohnte Alexander Jacoby Jg. 1889 Gedemütigt / Entrechtet 1939 Geschäft arisiert Tot 7. März 1942                                                                        | Jenny Jacobi kam 1856 in Berlin zur Welt. Sie heiratete 1876 den Juwelier Julius Jacoby; der Ehe entstammten sechs Kinder, darunter Alexander und Johann. Die Familie lebte ab 1894 in der Villa Lothringer Weg 2, die Julius Jacoby für die Familie erbauen ließ. Er verstarb 1925, Sohn Alexander führte das Juweliergeschäft am Jüdenhof 1 weiter. Die Villa der Familie wurde 1940 zum „Judenhaus“; unter anderem mussten Victor und Eva Klemperer in das Haus ziehen. Sohn Johann, der als Kunstmaler tätig war, wurde 1942 nach Riga deportiert, wo er im selben Jahr umkam. Alexander Jacoby, dessen Juweliergeschäft bereits 1939 zwangsenteignet worden war, verstarb 1939 an einer Lungenentzündung. Jenny Jacobi wurde 1942 in das KZ Theresienstadt deportiert, wo sie kurz nach der Ankunft verstarb. |
|                   | Goetheallee 26 (Lage)                                       | Blasewitz                     | 11. Sep. 2014                                                               | Hier wohnte Richard Hepner Jg. 1880 mehrmals „Schutzhaft“ Sachsenhausen befreit/überlebt                                                                                     | Richard Hepner wurde erstmals im Zuge der Novemberpogrome 1938 verhaftet; Mitte 1943 erfolgte die erneute Verhaftung und im Oktober 1944 die Deportation in das KZ Sachsenhausen. Er überlebte und verstarb 1950 in Dresden. Seine Frau Johanna und ihr Sohn Peter zogen nach dem Tod Richards zunächst in die Bundesrepublik und später in die USA. |
|                   | Goetheallee 26 (Lage)                                       | Blasewitz                     | 11. Sep. 2014                                                               | Hier wohnte Johanna Hepner geb. Berlet Jg. 1900 gedemütigt/entrechtet überlebt                                                                                               | Richard Hepner wurde erstmals im Zuge der Novemberpogrome 1938 verhaftet; Mitte 1943 erfolgte die erneute Verhaftung und im Oktober 1944 die Deportation in das KZ Sachsenhausen. Er überlebte und verstarb 1950 in Dresden. Seine Frau Johanna und ihr Sohn Peter zogen nach dem Tod Richards zunächst in die Bundesrepublik und später in die USA. |
|                   | Goetheallee 26 (Lage)                                       | Blasewitz                     | 11. Sep. 2014                                                               | Hier wohnte Peter Hepner Jg. 1928 gedemütigt/entrechtet überlebt | Richard Hepner wurde erstmals im Zuge der Novemberpogrome 1938 verhaftet; Mitte 1943 erfolgte die erneute Verhaftung und im Oktober 1944 die Deportation in das KZ Sachsenhausen. Er überlebte und verstarb 1950 in Dresden. Seine Frau Johanna und ihr Sohn Peter zogen nach dem Tod Richards zunächst in die Bundesrepublik und später in die USA. |
|                   | Großenhainer Straße 194 (Lage)                              | Wilder Mann                   | 28. Sep. 2015                                                               | Hier wohnte Helga Margot Grünewald verh. Weinberg Jg. 1924 Flucht Holland interniert Westerbork deportiert 1943 Sobibor ermordet 23.7.1943                                   | Sie kam am 9. November 1924 in Dresden zur Welt. Sie verlor früh ihren Vater, die Mutter heiratete erneut und verstarb 1936. Helga lebte ab dieser Zeit in der Familie ihres Stiefvaters Arthur Rosenbaum, der erneut heiratete. Die Familie flüchtete 1938 nach Palästina, Helga musste wegen fehlender Papiere zurückbleiben. Sie floh nach Arnheim; im Jahr 1942 heiratete sie Hans Weinberg. Das Paar wurde in Westerborg inhaftiert und von hier 1943 nach Sobibor deportiert, wo sie im Juli 1943 ermordet wurden. |
|                   | Großenhainer Straße 194 (Lage)                              | Wilder Mann                   | 21. Juli 2021                                                               | Hier wohnte Heinz Grunewald Jg. 1920 Flucht 1939 Ecuador | Heinz Grunewald war der ältere Bruder von Helga Margot Grünewald. |
|                   | Gutzkowstraße 32 (Lage)                                     | Südvorstadt                   | 29. Sep. 2015                                                               | Hier wohnte Simon Sigismund Jonas Jg. 1866 Flucht 1938 Holland interniert Westerbork deportiert 1943 Sobibor ermordet 23.7.1943                                              | Simon Sigismund Jonas und Laura Jonas, geb. Loewenthal, waren die Eltern der Fotografin Genja Jonas. Sie lebten ab 1921 bei ihren Kindern in Dresden. Sie konnten zunächst in die Niederlande emigrieren. In Rotterdam wurden beide im März 1943 verhaftet und in das Konzentrationslager Westerbork und von dort in das Vernichtungslager Sobibor deportiert. Hier wurden sie am 23. Juli 1943 ermordet. |
|                   | Gutzkowstraße 32 (Lage)                                     | Südvorstadt                   | 29. Sep. 2015                                                               | Hier wohnte Laura Jonas geb. Loewenthal Jg. 1867 Flucht 1938 Holland interniert Westerbork deportiert 1943 Sobibor ermordet 23.7.1943                                        | Simon Sigismund Jonas und Laura Jonas, geb. Loewenthal, waren die Eltern der Fotografin Genja Jonas. Sie lebten ab 1921 bei ihren Kindern in Dresden. Sie konnten zunächst in die Niederlande emigrieren. In Rotterdam wurden beide im März 1943 verhaftet und in das Konzentrationslager Westerbork und von dort in das Vernichtungslager Sobibor deportiert. Hier wurden sie am 23. Juli 1943 ermordet. |
|                   | Hans-Böheim-Straße 2 (Lage)                                 | Striesen                      | 24. Sep. 2013                                                               | Hier wohnte Aron Höxter Jg. 1892 deportiert 1942 Riga 1944 Stutthof/Burggrafen ermordet Feb. 1945                                                                            | Aron Höxter wurde am 18. November 1892 in Treysa geboren. Er war mit Paula Höxter verheiratet; der Ehe entstammten zwei Kinder. Er war als Lehrer an der Jüdischen Schule in Dresden tätig. Die Familie musste in „Judenhäuser“ in Dresden ziehen. Aron und Paula Höxter wurden 1942 nach Riga deportiert, wo Aron Höxter Zwangsarbeit verrichten musste. Vermutlich wurde er 1944 in das KZ Stutthof deportiert und 1945 unweit von Danzig ermordet. |
|                   | Hans-Böheim-Straße 2 (Lage)                                 | Striesen                      | 24. Sep. 2013                                                               | Hier wohnte Paula Höxter geb. Sachs Jg. 1894 deportiert 1942 Riga ermordet 1.10.1944 Stutthof                                                                                | Paula Höxter kam am 15. Juni 1894 in Bibra zur Welt. Sie war mit Aron Höxter verheiratet; der Ehe entstammten zwei Kinder. Sie musste mit ihrem Mann in verschiedene „Judenhäuser“ in Dresden ziehen und wurde mit ihm 1942 nach Riga deportiert. Im Jahr 1943 erfolgte vermutlich die Deportation in das KZ Kaiserwald sowie im Folgejahr in das KZ Stutthof, wo sie ermordet wurde. |
|                   | Hans-Böheim-Straße 2 (Lage)                                 | Striesen                      | 21. Sep. 2016, 2. Dezember 2019 (Austausch)                                 | Hier wohnte Margot Höxter verh. Natowitz Jg. 1920 Interniert 1942 Hellerberge deportiert 1943 Auschwitz 1945 Todesmarsch befreit                                             | Margot Sophie Höxter, verh. Natowitz, wurde am 20. September 1920 in Bibra geboren. Sie war Schneiderin in Dresden und mit Leonhard Herbert Natowitz verheiratet. Beide wurden zusammen mit seinen Eltern am 23./24.11.1942 zunächst in das „Judenlager Hellerberg“ in Dresden deportiert und am 2. März 1943 in das KZ Auschwitz. Margot hatte in Auschwitz die Häftlingsnummer 37034; sie konnte die Befreiung am 27.01.1945 in Auschwitz erleben. Danach emigrierte sie in die USA, wo sie am 17. Mai 2014 in New York verstarb. |
|                   | Hans-Böheim-Straße 2 (Lage)                                 | Striesen                      | 24. Sep. 2013, 21. September 2016 (Austausch), 2. Dezember 2019 (Austausch) | Hier wohnte Günter Höxter Jg. 1925 Kindertransport 1938 Holland interniert Westerbork deportiert 1942 Auschwitz Todesmarsch tot 2.2.1945                                     | Günter Höxter kam am 5. Mai 1925 in Bibra als einziger Sohn von Aron und Paula Höxter zur Welt. Er floh 1938 mit einem Kindertransport in die Niederlande, von wo er 1942 in das KZ Auschwitz deportiert wurde. Er verstarb im Februar 1945 während eines Todesmarschs. |
|                   | Hans-Sachs-Straße 27 (Lage)                                 | Pieschen Trachenberge         | 24. Sep. 2013                                                               | Hier wohnte Heinz Martin Wendisch Jg. 1913 eingewiesen 1938 Heilanstalt Colditz ‚verlegt‘ 1939 Heilanstalt Großschweidnitz ermordet 19.3.1940                                | Heinz Martin Wendisch wurde 1913 unehelich geboren. Er war geistig behindert und wurde bis zu seinem 16. Lebensjahr von der Familie gepflegt. Im Jahr 1929 wurde er in die Landesanstalt Arnsdorf gegeben und 1938 nach Colditz verlegt, wo er systematisch ausgehungert wurde. Nach seiner Zwangsverlegung nach Großschweidnitz 1939 verstarb er dort 1940 an „allgemeinem Kräfteverfall“. |
|                   | Hauptstraße 19 (Lage)                                       | Innere Neustadt               | 8. März 2024                                                                | Hier wohnte Gustav Agunte Jg. 1887 1942 Ausschluss aus der Reichsmusikkammer Berufsverbot Überlebt                                                                           | Gustav Agunte kam 1887 in Neiße zur Welt. Er war Musiker und spielte professionell Geige. Er heiratete 1912 die Jüdin Anna Erna Lauffer; der Ehe entstammten drei Kinder. Gustav Agunte gründete 1925 die Kapelle Agunte, die er leitete und die häufig im Konzertsender der MIRAG zu hören war. Die Auftritte im Radio endeten 1929; noch 1937 sind Auftritte der Kapelle in Kaffeehäusern nachgewiesen. Gustav Agunte, der sich nicht von seiner jüdischen Ehefrau trennen wollte, wurde 1942 aus der Reichsmusikkammer ausgeschlossen. Anna Erna Agunte wurde zu Zwangsarbeit in der Kartonagenfabrik Bauer verpflichtet und 1944 in das KZ Auschwitz deportiert, wo sie Anfang Januar 1945 verstarb. Gustav Agunte verstarb 1947 in Dresden. |
|                   | Hauptstraße 19 (Lage)                                       | Innere Neustadt               | 8. März 2024                                                                | Hier wohnte Anna Erna Agunte Geb. Lauffer Jg. 1894 Zwangsarbeit Kartonagenfabrik Bauer Deportiert 1944 Auschwitz Ermordet 4.1.1945                                           | Gustav Agunte kam 1887 in Neiße zur Welt. Er war Musiker und spielte professionell Geige. Er heiratete 1912 die Jüdin Anna Erna Lauffer; der Ehe entstammten drei Kinder. Gustav Agunte gründete 1925 die Kapelle Agunte, die er leitete und die häufig im Konzertsender der MIRAG zu hören war. Die Auftritte im Radio endeten 1929; noch 1937 sind Auftritte der Kapelle in Kaffeehäusern nachgewiesen. Gustav Agunte, der sich nicht von seiner jüdischen Ehefrau trennen wollte, wurde 1942 aus der Reichsmusikkammer ausgeschlossen. Anna Erna Agunte wurde zu Zwangsarbeit in der Kartonagenfabrik Bauer verpflichtet und 1944 in das KZ Auschwitz deportiert, wo sie Anfang Januar 1945 verstarb. Gustav Agunte verstarb 1947 in Dresden. |
|                   | Helmholtzstraße 3b (Lage)                                   | Südvorstadt                   | 5. Dez. 2013, 11. Sep. 2014 (Neuverlegung wegen Vandalismus)                | Hier wohnte Dr. Arthur Oskar Chitz Jg. 1882 ‚Schutzhaft‘ 1938 Buchenwald deportiert 1942 Riga ermordet 1944 Riga-Kaiserwald                                                  | Arthur Oskar Chitz kam am 5. September 1884 in Prag zur Welt. Er lernte das Klavier- und Geigenspiel und komponierte. Unter anderem studierte er Musikgeschichte und promovierte 1905 zur Hofmusikkapelle Kaiser Rudolf II. Nach der Heirat mit Gertrud Helene Stern 1907 studierte Chitz an der TH Dresden Chemie, blieb jedoch anschließend als Musiker und Komponist aktiv. Er wurde 1920 musikalischer Leiter des Dresdner Schauspielhauses. Im Jahr 1933 wurde er aus seinen Ämtern entlassen und während der Novemberpogrome 1938 verhaftet und in das KZ Buchenwald deportiert, jedoch 1938 entlassen. Mit seiner Frau musste er 1940 in das „Judenhaus“ Lothringer Weg 2 ziehen. Beide wurden im Januar 1942 nach Riga deportiert, wo sie vermutlich im KZ Kaiserwald umkamen. |
|                   | Helmholtzstraße 3b (Lage)                                   | Südvorstadt                   | 5. Dez. 2013                                                                | Hier wohnte Gertrud Helene Chitz geb. Stern Jg. 1884 deportiert 1942 Riga Riga-Kaiserwald ermordet                                                                           | Gertrud Helene Stern wurde am 24. Mai 1884 in Prag geboren. Sie war als Schriftstellerin, Sängerin, Pianistin und Malerin aktiv. Im Jahr 1907 heiratete sie Arthur Oskar Chitz, der Ehe entstammen zwei Kinder. Mit ihrem Mann musste sie 1940 in das „Judenhaus“ Lothringer Weg 2 ziehen. Beide wurden im Januar 1942 nach Riga deportiert, wo sie vermutlich im KZ Kaiserwald umkamen. |
|                   | Helmholtzstraße 3b (Lage)                                   | Südvorstadt                   | 5. Dez. 2013, 11. Sep. 2014 (Neuverlegung wegen Vandalismus)                | Hier wohnte Hilda Margarete Bock geb. Chitz Jg. 1907 Flucht 1939 Frankreich China USA                                                                                        | Hilda Margarethe Chitz war die Tochter von Arthur Oskar und Gertrud Helene Chitz. Ihr gelang die Flucht. Der Stolperstein wurde nach Vandalismus (Stein wurde herausgebrochen) neu verlegt. Dabei wurden die letzten beiden Zeilen verändert, so hieß es im Original „China/USA (Absatz) überlebt“. |
|                   | Helmholtzstraße 3b (Lage)                                   | Südvorstadt                   | 5. Dez. 2013, 11. Sep. 2014 (Neuverlegung wegen Falschschreibung)           | Hier wohnte Dr. Herman Ernst Sheets Jg. 1908 Flucht 1936 Tschechoslowakei USA                                                                                                | Herman Ernst Sheets war der Sohn von Arthur Oskar und Gertrud Helene Chitz. Ihm gelang über die Tschechoslowakei die Flucht in die USA. Sein Stolperstein wurde ersetzt, weil der Name mit Hermam falschgeschrieben war. Der erste Stolpersteine endete zudem mit dem Wort „überlebt“. |
|                   | Henzestraße 15 (Lage)                                       | Striesen                      | 25. Nov. 2012                                                               | Hier wohnte Selma Nussbaum geb. Braun Jg. 1876 deportiert 1942 Theresienstadt ermordet 29.12.1942                                                                            | Selma Nussbaum wurde am 14. September 1876 in Dortmund geboren. Sie war mit dem Fleischer Leopold Nussbaum († 1926) verheiratet, der Ehe entstammten zwei Töchter. Selma Nussbaum lebte zuletzt im „Judenhaus“ Altenzeller Straße 32 und wurde am 25. August 1942 nach Theresienstadt deportiert. |
|                   | Heynahtsstraße 18 (Lage)                                    | Gruna                         | 7. Mai 2025                                                                 | Hier wohnte Hugo Wilhelm Selling Jg. 1865 Deportiert 1942 Theresienstadt Ermordet 21.1.1943                                                                                  | |
|                   | Heynahtsstraße 18 (Lage)                                    | Gruna                         | 7. Mai 2025                                                                 | Hier wohnte Wilhelmine Selling Geb. Tillack Jg. 1877 Ausgegrenzt/Drangsaliert Tot 13. April 1940                                                                             | |
|                   | Hochschulstraße 20a (Lage)                                  | Südvorstadt                   | 29. Sep. 2015                                                               | Hier wohnte Ilija Stojanovic Jg. 1917 im Widerstand verhaftet 1944 Gefängnis Radeberg 1945 Buchenwald Todesmarsch Flossenbürg befreit / tot 10.5.1945 an den Haftfolgen      | Er wurde am 26. August 1917 im jugoslawischen Bujanovac geboren. Er studierte von 1939 bis 1944 Chemie an der Technischen Hochschule Dresden und war ab 1943 Mitglied der illegalen Studentengruppe BONSS („Bălgarski obšt naróden studéntski săjúz“). Im Jahr 1944 wurde er verhaftet und 1945 in das KZ Buchenwald deportiert. Im April 1945 wurde er auf einen Todesmarsch nach Flossenbürg geschickt. |
|                   | Hochschulstraße/Fußweg Verlängerung Schnorrstraße 20 (Lage) | Südvorstadt                   | 22. Juli 2021                                                               | Hier wohnte Curt Fraenkel Jg. 1900 „Schutzhaft“ 1938 Sachsenhausen Tot an Haftfolgen 19.1.1939                                                                               | Curt Fraenkel kam 1900 in Dresden zur Welt und arbeitete als Vertreter. Er war mit der Kassiererin Dora Hönigsberg verheiratet. Er wurde 1938 verhaftet und in das KZ Sachsenhausen deportiert, wo er Folterung ausgesetzt war. Unterernährt wurde er Anfang 1939 freigelassen und verstarb kurz darauf an den Haftfolgen. Dora Fraenkel lebte zuletzt im „Judenhaus“ Canalettostraße 2 und ab 1942 im „Judenlager Hellerberg“, von wo aus sie 1943 in das KZ Auschwitz deportiert wurde, wo sie umkam. |
|                   | Hochschulstraße/Fußweg Verlängerung Schnorrstraße 20 (Lage) | Südvorstadt                   | 22. Juli 2021                                                               | Hier wohnte Dora Fraenkel Geb. Hönigsberg Jg. 1901 interniert 1942 Hellerberge deportiert 1943 Auschwitz ermordet 1943                                                       | Curt Fraenkel kam 1900 in Dresden zur Welt und arbeitete als Vertreter. Er war mit der Kassiererin Dora Hönigsberg verheiratet. Er wurde 1938 verhaftet und in das KZ Sachsenhausen deportiert, wo er Folterung ausgesetzt war. Unterernährt wurde er Anfang 1939 freigelassen und verstarb kurz darauf an den Haftfolgen. Dora Fraenkel lebte zuletzt im „Judenhaus“ Canalettostraße 2 und ab 1942 im „Judenlager Hellerberg“, von wo aus sie 1943 in das KZ Auschwitz deportiert wurde, wo sie umkam. |
|                   | Hoher Weg 11 (Lage)                                         | Hellerau                      | 7. Mai 2025                                                                 | Hier wohnte Dr. Walter Chrambach Jg. 1887 Denunziert Verhaftet 15.9.1944 Polizeigefängnis Dresden KZ Buchenwald Ermordet 16.12.1944                                          | |
|                   | Holbeinstraße 46 (Lage)                                     | Altstadt                      | 7. Mai 2025                                                                 | Hier wohnte Martin Jaffe Jg. 1884 Deportiert 1942 Theresienstadt Ermordet 1.11.1942                                                                                          | |
|                   | Holbeinstraße 46 (Lage)                                     | Altstadt                      | 7. Mai 2025                                                                 | Hier wohnte Margarethe Jaffe Geb. Flasch Jg. 1896 Deportiert 1942 Theresienstadt 1943 Auschwitz Ermordet                                                                     | |
|                   | Holbeinstraße 46 (Lage)                                     | Altstadt                      | 7. Mai 2025                                                                 | Hier wohnte Wolfgang Norbert Jaffe Jg. 1924 Interniert 1942 Lager Hellerberg Deportiert 1943 Auschwitz 1945 KZ Dachau Befreit                                                | |
|                   | Holbeinstraße 48 (Lage)                                     | Johannstadt                   | 22. Juli 2021                                                               | Hier wohnte Katharina Caro Jg. 1873 deportiert 11.8.1942 Theresienstadt ermordet 24.3.1944                                                                                   | Charlotte, Paula und Katharina Caro waren Schwestern und wohnten gemeinsam in der Dresdner Johannstadt. Sie mussten 1940 in das „Judenhaus“ Ziegelstraße 41 ziehen. Paula und Katharina Caro wurden 1942 in das KZ Theresienstadt deportiert, wo sie 1944 umkamen. Die jüngste Schwester Charlotte wurde in das „Judenlager Hellerberg“ verbracht und leistete in den Goehle-Werken Zwangsarbeit. Wie alle Insassen des Lagers wurde sie 1943 in das KZ Auschwitz deportiert, wo sie ermordet wurde. |
|                   | Holbeinstraße 48 (Lage)                                     | Johannstadt                   | 22. Juli 2021                                                               | Hier wohnte Paula Caro Jg. 1874 deportiert 11.8.1942 Theresienstadt ermordet 23.4.1944                                                                                       | Charlotte, Paula und Katharina Caro waren Schwestern und wohnten gemeinsam in der Dresdner Johannstadt. Sie mussten 1940 in das „Judenhaus“ Ziegelstraße 41 ziehen. Paula und Katharina Caro wurden 1942 in das KZ Theresienstadt deportiert, wo sie 1944 umkamen. Die jüngste Schwester Charlotte wurde in das „Judenlager Hellerberg“ verbracht und leistete in den Goehle-Werken Zwangsarbeit. Wie alle Insassen des Lagers wurde sie 1943 in das KZ Auschwitz deportiert, wo sie ermordet wurde. |
|                   | Holbeinstraße 48 (Lage)                                     | Johannstadt                   | 22. Juli 2021                                                               | Hier wohnte Charlotte Caro Jg. 1889 interniert 1942 Hellerberge deportiert 1943 Auschwitz ermordet 3.3.1943                                                                  | Charlotte, Paula und Katharina Caro waren Schwestern und wohnten gemeinsam in der Dresdner Johannstadt. Sie mussten 1940 in das „Judenhaus“ Ziegelstraße 41 ziehen. Paula und Katharina Caro wurden 1942 in das KZ Theresienstadt deportiert, wo sie 1944 umkamen. Die jüngste Schwester Charlotte wurde in das „Judenlager Hellerberg“ verbracht und leistete in den Goehle-Werken Zwangsarbeit. Wie alle Insassen des Lagers wurde sie 1943 in das KZ Auschwitz deportiert, wo sie ermordet wurde. |
|                   | Holbeinstraße 139 (Lage)                                    | Johannstadt                   | 23. Sep. 2022                                                               | Hier wohnte Martin Grün Jg. 1876 Gedemütigt / Entrechtet Tot 27. Okt. 1939                                                                                                   | Martin Grün kam 1876 in Striesen zur Welt und arbeitete als Kaufmann. Er heiratete 1909 Frieda Johanna Schlesinger aus Dresden, der Ehe entstammten drei Kinder. Martin Grün verstarb 1939 an den Folgen einer Krebserkrankung. Frieda Johanna Grün lebte zuletzt im „Judenhaus“ Chemnitzer Straße 27. Sie wurde 1942 zunächst in das KZ Ravensbrück deportiert und von dort aus nach Auschwitz, wo sie ermordet wurde. |
|                   | Holbeinstraße 139 (Lage)                                    | Johannstadt                   | 23. Sep. 2022                                                               | Hier wohnte Frieda Johanna Grün Geb. Schlesinger Jg. 1878 Verhaftet 29.9.1942 Ravensbrück Deportiert 1942 Auschwitz Ermordet 10.10.1942                                      | Martin Grün kam 1876 in Striesen zur Welt und arbeitete als Kaufmann. Er heiratete 1909 Frieda Johanna Schlesinger aus Dresden, der Ehe entstammten drei Kinder. Martin Grün verstarb 1939 an den Folgen einer Krebserkrankung. Frieda Johanna Grün lebte zuletzt im „Judenhaus“ Chemnitzer Straße 27. Sie wurde 1942 zunächst in das KZ Ravensbrück deportiert und von dort aus nach Auschwitz, wo sie ermordet wurde. |
|                   | Hopfgartenstraße 2 (Lage)                                   | Johannstadt                   | 15. März 2018                                                               | Hier wohnte Otto Ernst Faber Jg. 1896 verhaftet verurteilt § 175 Sachsenhausen ermordet 4.12.1939                                                                            | Otto Ernst Faber kam 1896 in Dresden zur Welt. Er arbeitete als Maler und wurde aufgrund seiner Homosexualität 1939 in das KZ Sachsenhausen deportiert, wo er im selben Jahr ermordet wurde. |
|                   | Hoyerswerdaer Straße 1 (Lage)                               | Innere Neustadt               | 8. März 2024                                                                | Hier wohnte Julius Lewin Jg. 1875 Verhaftet 1941 Polizeigefängnis Dresden Deportiert 1942 Theresienstadt Befreit                                                             | Zur ausführlichen Biografie siehe Julius Lewin. |
|                   | Hoyerswerdaer Straße 1 (Lage)                               | Innere Neustadt               | 8. März 2024                                                                | Hier wohnte Sarah Lewin Geb. Grzebinarz Jg. 1874 Deportiert 1942 Theresienstadt Ermordet 17.10.1942                                                                          | Sarah Grzebinarz war 1874 in Westpreußen zur Welt gekommen. Sie heiratete Julius Lewin; der Ehe entstammten vier Kinder. Julius Lewin war 1941 verhaftet worden, kam jedoch nach kurzer Zeit wieder frei. Das Haus der Familie auf der Kurfürstenstraße 11 wurde zum „Judenhaus“ erklärt. Sarah und Julius Lewin wurden 1942 in das KZ Theresienstadt deportiert, wo Sarah Lewin im selben Jahr verstarb. Julius Lewin wurde 1945 befreit und ging in die USA, wo er 1950 verstarb. |
|                   | Kleinzschachwitzer Ufer 68 (Lage)                           | Kleinzschachwitz              | 5. Dez. 2013                                                                | Hier wohnte Emil Hochberg Jg. 1874 deportiert 1943 Auschwitz ermordet 26.8.1943                                                                                              | Emil Hochberg kam am 10. September 1874 in Osterode zur Welt. Er war mit Martha Hochberg geb. Wetzig verheiratet. Weil er angeblich seinen Judenstern verdeckt hatte, wurde er verhaftet und in das KZ Auschwitz deportiert, wo er umkam. |
|                   | Klingenberger Straße 3 (Lage)                               | Plauen                        | 8. März 2024                                                                | Hier wohnte Gustav Hermann Kottner Jg. 1875 Zeuge Jehovas Inhaftiert 1937-1938 Gefängnis Dresden Verhaftet 1940 Gefoltert Dresden-Plauen Ermordet 20.2.1941                  | Gustav Hermann Kottner kam 1875 in der Nähe von Görlitz zur Welt und war als Schaffner bei der Reichsbahn tätig. Er heiratete 1899 Martha Minna Körbs; der Ehe entstammten vier Kinder. Ab 1919 (Martha) bzw. 1921 (Gustav) war die Familie Mitglied der Zeugen Jehovas, die 1933 verboten wurden. Das Ehepaar engagierte sich aktiv im Widerstand und schmuggelte unter anderem Publikationen der Religionsgemeinschaft. Im Jahr 1936 waren sie an der Flugblattaktion der Zeugen Jehovas beteiligt, die sich gegen das Regime wandte. Im Jahr 1937 wurde zunächst Martha Minna Kottner und kurz darauf Gustav Hermann Kottner verhaftet. Er wurde aufgrund seines Gesundheitszustands zwischenzeitlich freigelassen, 1940 jedoch erneut verhaftet und misshandelt. Er verstarb an den Folgen der Haft 1941. Martha Kottner war 1937 bis 1938 in Haft und wurde 1943 erneut verhaftet und 1945 durch die Alliierten befreit. Sie verstarb 1969. |
|                   | Klingenberger Straße 3 (Lage)                               | Plauen                        | 8. März 2024                                                                | Hier wohnte Martha Kottner Geb. Körbs Jg. 1879 Zeugin Jehovas Inhaftiert 1937-1938 Gefängnis Dresden 1943 München-Stadelheim Traunstein Befreit                              | Gustav Hermann Kottner kam 1875 in der Nähe von Görlitz zur Welt und war als Schaffner bei der Reichsbahn tätig. Er heiratete 1899 Martha Minna Körbs; der Ehe entstammten vier Kinder. Ab 1919 (Martha) bzw. 1921 (Gustav) war die Familie Mitglied der Zeugen Jehovas, die 1933 verboten wurden. Das Ehepaar engagierte sich aktiv im Widerstand und schmuggelte unter anderem Publikationen der Religionsgemeinschaft. Im Jahr 1936 waren sie an der Flugblattaktion der Zeugen Jehovas beteiligt, die sich gegen das Regime wandte. Im Jahr 1937 wurde zunächst Martha Minna Kottner und kurz darauf Gustav Hermann Kottner verhaftet. Er wurde aufgrund seines Gesundheitszustands zwischenzeitlich freigelassen, 1940 jedoch erneut verhaftet und misshandelt. Er verstarb an den Folgen der Haft 1941. Martha Kottner war 1937 bis 1938 in Haft und wurde 1943 erneut verhaftet und 1945 durch die Alliierten befreit. Sie verstarb 1969. |
|                   | Königsbrücker Straße 26 (Lage)                              | Äußere Neustadt               | 15. März 2018                                                               | Hier lebte Robert Schein Jg. 1876 gedemütigt / entrechtet Schutzraumverbot tot bei Luftangriff 13.2.1945                                                                     | Robert Schein wuchs als eines von elf Geschwistern auf. Er war mit der Nicht-Jüdin Martha Schein verheiratet, der Ehe entstammten zwei Kinder. Robert Schein arbeitete als Kaufmann und war Mitinhaber des Textilwarenkaufhauses Meidner & Co. Er musste Zwangsarbeit verrichten; das Paar lebte zuletzt im „Judenhaus“ Sporergasse 2. Kurz vor der geplanten Deportation wurden sie beim Luftangriff auf Dresden im Februar 1945 getötet. |
|                   | Königsbrücker Straße 26 (Lage)                              | Äußere Neustadt               | 15. März 2018                                                               | Hier lebte Martha Schein geb. Ehrich Jg. 1876 gedemütigt / entrechtet Schutzraumverbot tot bei Luftangriff 13.2.1945                                                         | Robert Schein wuchs als eines von elf Geschwistern auf. Er war mit der Nicht-Jüdin Martha Schein verheiratet, der Ehe entstammten zwei Kinder. Robert Schein arbeitete als Kaufmann und war Mitinhaber des Textilwarenkaufhauses Meidner & Co. Er musste Zwangsarbeit verrichten; das Paar lebte zuletzt im „Judenhaus“ Sporergasse 2. Kurz vor der geplanten Deportation wurden sie beim Luftangriff auf Dresden im Februar 1945 getötet. |
|                   | Königsbrücker Straße 37 (Lage)                              | Äußere Neustadt               | 5. Dez. 2013                                                                | Hier wohnte Jacob Urbach Jg. 1893 Flucht 1936 Polen Schicksal unbekannt | Jacob Benjamin Urbach wurde am 5. November 1893 in Alexandrowo geboren. Als Vertreter lebte er ab 1917 in Sachsen. Er war mit Martha Hentschel verheiratet, der Ehe entstammten drei bzw. vier Kinder. Urbach wurde 1936 nach Polen ausgewiesen. Er gilt als verschollen. |
|                   | Königsbrücker Straße 37 (Lage)                              | Äußere Neustadt               | 5. Dez. 2013                                                                | Hier wohnte Martha Urbach geb. Hentschel Jg. 1900 Polenaktion 1938 deportiert Łodz/Litzmannstadt ermordet                                                                    | Martha Hentschel wurde am 17. Mai 1900 geboren. Sie war mit Jacob Benjamin Urbach verheiratet, der Ehe entstammten drei bzw. vier Kinder. Sie wurde vermutlich mit ihrem Sohn Siegfried 1938 nach Polen abgeschoben („Polenaktion“). Sie soll im Ghetto Łódź gelebt haben und gilt als verschollen. |
|                   | Königsbrücker Straße 37 (Lage)                              | Äußere Neustadt               | 5. Dez. 2013                                                                | Hier wohnte Siegfried Urbach Jg. 1920 Polenaktion 1938 deportiert Łodz/Litzmannstadt ermordet                                                                                | Siegfried Urbach war der einzige Sohn von Jacob Benjamin und Martha Urbach. Er kam am 25. März 1920 in Dresden zur Welt und arbeitete in seiner Jugend als Arbeitsbursche. Er wurde vermutlich mit seiner Mutter Martha 1938 nach Polen abgeschoben („Polenaktion“). Er soll im Ghetto Łódź gelebt haben und gilt als verschollen. |
|                   | Königsbrücker Straße 37 (Lage)                              | Äußere Neustadt               | 5. Dez. 2013                                                                | Hier wohnte Fanny Urbach Jg. 1921 Flucht Palästina überlebt | Fanny Urbach war die älteste Tochter von Jacob Benjamin und Martha Urbach. Sie kam am 13. März 1921 in Dresden zur Welt. Ihr gelang die Flucht nach Palästina. |
|                   | Königsbrücker Straße 37 (Lage)                              | Äußere Neustadt               | 5. Dez. 2013                                                                | Hier wohnte Edith Urbach Jg. 1922 Flucht Palästina überlebt | Edith Urbach war die zweite Tochter von Jacob Benjamin und Martha Urbach. Sie kam am 5. Dezember 1922 in Dresden zur Welt. Ihr gelang die Flucht nach Palästina. |
|                   | Königsbrücker Straße 57 (Lage)                              | Äußere Neustadt               | 26. Nov. 2012                                                               | Hier wohnte Nathan Arthur Levi Jg. 1894 verhaftet 1942 Buchenwald ermordet 17.10.1942                                                                                        | Nathan Arthur Levi, auch Levy, kam am 30. August 1894 in Potsdam zur Welt. Er war möglicherweise als Botengänger, Markthelfer oder Krankenpfleger tätig. Nach seiner Verhaftung in Dresden wurde er in das KZ Buchenwald deportiert, wo er umkam. |
|                   | Köpckestraße 1 (Lage)                                       | Innere Neustadt               | 25. Nov. 2012                                                               | Hier wohnte Marianne Schönfelder Jg. 1917 eingewiesen 1938 Heilanstalt Arnsdorf „verlegt“ 1943 Heilanstalt Großschweidnitz ermordet 16.2.1945 Aktion Brandt                  | Zur ausführlichen Biografie siehe Marianne Schönfelder. |
|                   | Krenkelstraße 23 (Lage)                                     | Striesen                      | 2. Dez. 2019                                                                | Hier wohnte Lucie Meyring geb. Hinzelmann Jg. 1896 Flucht 1938 USA | Walter (1891–1985) und Lucie Meyring (1896–1957) lebten in Dresden, wo Walter Inhaber der Firma Infeld and Meyring (Großhandel mit Seiden- und Baumwollwaren) war. Beide hatten eine Tochter, Ingetraut. Walter Meyring wurde 1938 gezwungen, sein Geschäft aufzugeben. Der Familie gelang die Flucht in die USA. |
|                   | Krenkelstraße 23 (Lage)                                     | Striesen                      | 2. Dez. 2019                                                                | Hier wohnte Ingetraut Meyring Jg. 1923 Schulverweis Flucht 1938 USA | Walter (1891–1985) und Lucie Meyring (1896–1957) lebten in Dresden, wo Walter Inhaber der Firma Infeld and Meyring (Großhandel mit Seiden- und Baumwollwaren) war. Beide hatten eine Tochter, Ingetraut. Walter Meyring wurde 1938 gezwungen, sein Geschäft aufzugeben. Der Familie gelang die Flucht in die USA. |
|                   | Krenkelstraße 23 (Lage)                                     | Striesen                      | 2. Dez. 2019                                                                | Hier wohnte Walter Meyring Jg. 1891 Berufsverbot 1938 Flucht 1938 USA | Walter (1891–1985) und Lucie Meyring (1896–1957) lebten in Dresden, wo Walter Inhaber der Firma Infeld and Meyring (Großhandel mit Seiden- und Baumwollwaren) war. Beide hatten eine Tochter, Ingetraut. Walter Meyring wurde 1938 gezwungen, sein Geschäft aufzugeben. Der Familie gelang die Flucht in die USA. |
|                   | Kyffhäuserstraße 15 (Lage)                                  | Blasewitz                     | 23. Sep. 2022                                                               | Hier wohnte Viktor Bodländer Jg. 1868 Deportiert 1942 Theresienstadt Ermordet 13.11.1942                                                                                     | Viktor Bodländer wurde 1868 in Schlesien geboren. Er war gelernter Kaufmann und heiratete Henriette Gitel Benger, die als Drogistin tätig war. Der Ehe entstammten mindestens zwei Kinder. Viktor Bodländer kaufte 1921 die Villa Kyffhäuser Weg 15 und bezog das Haus 1931 auch selbst. Im Jahr 1940 wurde die Villa zum „Judenhaus“ umfunktioniert. Viktor und Henriette Bodländer wurden 1942 in das KZ Theresienstadt deportiert, wo sie im selben Jahr umkamen. |
|                   | Kyffhäuserstraße 15 (Lage)                                  | Blasewitz                     | 23. Sep. 2022                                                               | Hier wohnte Henriette Bodländer Geb. Benger Jg. 1875 Deportiert 1942 Theresienstadt Ermordet 15.10.1942                                                                      | Viktor Bodländer wurde 1868 in Schlesien geboren. Er war gelernter Kaufmann und heiratete Henriette Gitel Benger, die als Drogistin tätig war. Der Ehe entstammten mindestens zwei Kinder. Viktor Bodländer kaufte 1921 die Villa Kyffhäuser Weg 15 und bezog das Haus 1931 auch selbst. Im Jahr 1940 wurde die Villa zum „Judenhaus“ umfunktioniert. Viktor und Henriette Bodländer wurden 1942 in das KZ Theresienstadt deportiert, wo sie im selben Jahr umkamen. |
|                   | Laubegaster Ufer 22 (Lage)                                  | Laubegast                     | 8. März 2024                                                                | Hier wohnte Alois Blum Jg. 1891 Deportiert 1942 Auschwitz 1944 KZ Buchenwald 1945 KZ Bergen-Belsen Befreit                                                                   | Die Familie Blum gehörte den Sinti an und war eine Schaustellerfamilie, die ein Wander-Marionettentheater betrieb. Vater Alois Blum diente im Ersten Weltkrieg. Er heiratete 1915 Antonie „Toni“ Richter; der Ehe entstammten die Kinder Willy Richter, Anna, Hugo, Therese, Elisabeth, Elli, Ella, Willy, Dora und Rudolf Blum. Zuletzt lebte die Familie von 1934 bis 1938 in Dresden. Im Jahr 1938 erhielt sie Berufsverbot, war jedoch noch bis 1942 in Hoyerswerda tätig, wo schließlich die Gewerbegenehmigung entzogen wurde. Alois Blum kam in Haft, musste Zwangsarbeit leisten und wurde schließlich in das KZ Bergen-Belsen deportiert, wo er 1945 befreit wurde. Seine Söhne Willy und Rudolf Blum wurden 1944 in das KZ Buchenwald und kurz darauf in das KZ Auschwitz deportiert, wo sie ermordet wurden. Alle anderen Familienmitglieder wurde in verschiedene Konzentrationslager deportiert, überlebten den Krieg jedoch. Nur Ella Blum konnte Anfang der 1940er-Jahre untertauchen. Toni Blum verstarb 1968, Alois Blum 1982. |
|                   | Laubegaster Ufer 22 (Lage)                                  | Laubegast                     | 8. März 2024                                                                | Hier wohnte Toni Blum Geb. Richter Jg. 1893 Deportiert 1943 Auschwitz 1944 KZ Ravensbrück Todesmarsch Überlebt                                                               | Die Familie Blum gehörte den Sinti an und war eine Schaustellerfamilie, die ein Wander-Marionettentheater betrieb. Vater Alois Blum diente im Ersten Weltkrieg. Er heiratete 1915 Antonie „Toni“ Richter; der Ehe entstammten die Kinder Willy Richter, Anna, Hugo, Therese, Elisabeth, Elli, Ella, Willy, Dora und Rudolf Blum. Zuletzt lebte die Familie von 1934 bis 1938 in Dresden. Im Jahr 1938 erhielt sie Berufsverbot, war jedoch noch bis 1942 in Hoyerswerda tätig, wo schließlich die Gewerbegenehmigung entzogen wurde. Alois Blum kam in Haft, musste Zwangsarbeit leisten und wurde schließlich in das KZ Bergen-Belsen deportiert, wo er 1945 befreit wurde. Seine Söhne Willy und Rudolf Blum wurden 1944 in das KZ Buchenwald und kurz darauf in das KZ Auschwitz deportiert, wo sie ermordet wurden. Alle anderen Familienmitglieder wurde in verschiedene Konzentrationslager deportiert, überlebten den Krieg jedoch. Nur Ella Blum konnte Anfang der 1940er-Jahre untertauchen. Toni Blum verstarb 1968, Alois Blum 1982. |
|                   | Laubegaster Ufer 22 (Lage)                                  | Laubegast                     | 8. März 2024                                                                | Hier wohnte Willy Richter Jg. 1914 Deportiert 1943 Auschwitz 1944 KZ Sachsenhausen 1945 'Sondereinheit Dirlewanger' Desertiert Überlebt                                      | Die Familie Blum gehörte den Sinti an und war eine Schaustellerfamilie, die ein Wander-Marionettentheater betrieb. Vater Alois Blum diente im Ersten Weltkrieg. Er heiratete 1915 Antonie „Toni“ Richter; der Ehe entstammten die Kinder Willy Richter, Anna, Hugo, Therese, Elisabeth, Elli, Ella, Willy, Dora und Rudolf Blum. Zuletzt lebte die Familie von 1934 bis 1938 in Dresden. Im Jahr 1938 erhielt sie Berufsverbot, war jedoch noch bis 1942 in Hoyerswerda tätig, wo schließlich die Gewerbegenehmigung entzogen wurde. Alois Blum kam in Haft, musste Zwangsarbeit leisten und wurde schließlich in das KZ Bergen-Belsen deportiert, wo er 1945 befreit wurde. Seine Söhne Willy und Rudolf Blum wurden 1944 in das KZ Buchenwald und kurz darauf in das KZ Auschwitz deportiert, wo sie ermordet wurden. Alle anderen Familienmitglieder wurde in verschiedene Konzentrationslager deportiert, überlebten den Krieg jedoch. Nur Ella Blum konnte Anfang der 1940er-Jahre untertauchen. Toni Blum verstarb 1968, Alois Blum 1982. |
|                   | Laubegaster Ufer 22 (Lage)                                  | Laubegast                     | 8. März 2024                                                                | Hier wohnte Anna Blum Jg. 1919 Deportiert 1943 Auschwitz 1944 KZ Ravensbrück KZ-Außenlager Graslitz Befreit                                                                  | Die Familie Blum gehörte den Sinti an und war eine Schaustellerfamilie, die ein Wander-Marionettentheater betrieb. Vater Alois Blum diente im Ersten Weltkrieg. Er heiratete 1915 Antonie „Toni“ Richter; der Ehe entstammten die Kinder Willy Richter, Anna, Hugo, Therese, Elisabeth, Elli, Ella, Willy, Dora und Rudolf Blum. Zuletzt lebte die Familie von 1934 bis 1938 in Dresden. Im Jahr 1938 erhielt sie Berufsverbot, war jedoch noch bis 1942 in Hoyerswerda tätig, wo schließlich die Gewerbegenehmigung entzogen wurde. Alois Blum kam in Haft, musste Zwangsarbeit leisten und wurde schließlich in das KZ Bergen-Belsen deportiert, wo er 1945 befreit wurde. Seine Söhne Willy und Rudolf Blum wurden 1944 in das KZ Buchenwald und kurz darauf in das KZ Auschwitz deportiert, wo sie ermordet wurden. Alle anderen Familienmitglieder wurde in verschiedene Konzentrationslager deportiert, überlebten den Krieg jedoch. Nur Ella Blum konnte Anfang der 1940er-Jahre untertauchen. Toni Blum verstarb 1968, Alois Blum 1982. |
|                   | Laubegaster Ufer 22 (Lage)                                  | Laubegast                     | 8. März 2024                                                                | Hier wohnte Hugo Blum Jg. 1920 Deportiert 1943 Auschwitz 1944 KZ Sachsenhausen 1945 'Sondereinheit Dirlewange'r Desertiert Überlebt                                          | Die Familie Blum gehörte den Sinti an und war eine Schaustellerfamilie, die ein Wander-Marionettentheater betrieb. Vater Alois Blum diente im Ersten Weltkrieg. Er heiratete 1915 Antonie „Toni“ Richter; der Ehe entstammten die Kinder Willy Richter, Anna, Hugo, Therese, Elisabeth, Elli, Ella, Willy, Dora und Rudolf Blum. Zuletzt lebte die Familie von 1934 bis 1938 in Dresden. Im Jahr 1938 erhielt sie Berufsverbot, war jedoch noch bis 1942 in Hoyerswerda tätig, wo schließlich die Gewerbegenehmigung entzogen wurde. Alois Blum kam in Haft, musste Zwangsarbeit leisten und wurde schließlich in das KZ Bergen-Belsen deportiert, wo er 1945 befreit wurde. Seine Söhne Willy und Rudolf Blum wurden 1944 in das KZ Buchenwald und kurz darauf in das KZ Auschwitz deportiert, wo sie ermordet wurden. Alle anderen Familienmitglieder wurde in verschiedene Konzentrationslager deportiert, überlebten den Krieg jedoch. Nur Ella Blum konnte Anfang der 1940er-Jahre untertauchen. Toni Blum verstarb 1968, Alois Blum 1982. |
|                   | Laubegaster Ufer 22 (Lage)                                  | Laubegast                     | 8. März 2024                                                                | Hier wohnte Therese Blum Jg. 1921 Deportiert 1943 Auschwitz 1944 KZ Ravensbrück KZ-Außenlager Graslitz Überlebt                                                              | Die Familie Blum gehörte den Sinti an und war eine Schaustellerfamilie, die ein Wander-Marionettentheater betrieb. Vater Alois Blum diente im Ersten Weltkrieg. Er heiratete 1915 Antonie „Toni“ Richter; der Ehe entstammten die Kinder Willy Richter, Anna, Hugo, Therese, Elisabeth, Elli, Ella, Willy, Dora und Rudolf Blum. Zuletzt lebte die Familie von 1934 bis 1938 in Dresden. Im Jahr 1938 erhielt sie Berufsverbot, war jedoch noch bis 1942 in Hoyerswerda tätig, wo schließlich die Gewerbegenehmigung entzogen wurde. Alois Blum kam in Haft, musste Zwangsarbeit leisten und wurde schließlich in das KZ Bergen-Belsen deportiert, wo er 1945 befreit wurde. Seine Söhne Willy und Rudolf Blum wurden 1944 in das KZ Buchenwald und kurz darauf in das KZ Auschwitz deportiert, wo sie ermordet wurden. Alle anderen Familienmitglieder wurde in verschiedene Konzentrationslager deportiert, überlebten den Krieg jedoch. Nur Ella Blum konnte Anfang der 1940er-Jahre untertauchen. Toni Blum verstarb 1968, Alois Blum 1982. |
|                   | Laubegaster Ufer 22 (Lage)                                  | Laubegast                     | 8. März 2024                                                                | Hier wohnte Elisabeth Blum Jg. 1923 Deportiert 1943 Auschwitz 1944 KZ Ravensbrück KZ-Außenlager Graslitz Todesmarsch Überlebt                                                | Die Familie Blum gehörte den Sinti an und war eine Schaustellerfamilie, die ein Wander-Marionettentheater betrieb. Vater Alois Blum diente im Ersten Weltkrieg. Er heiratete 1915 Antonie „Toni“ Richter; der Ehe entstammten die Kinder Willy Richter, Anna, Hugo, Therese, Elisabeth, Elli, Ella, Willy, Dora und Rudolf Blum. Zuletzt lebte die Familie von 1934 bis 1938 in Dresden. Im Jahr 1938 erhielt sie Berufsverbot, war jedoch noch bis 1942 in Hoyerswerda tätig, wo schließlich die Gewerbegenehmigung entzogen wurde. Alois Blum kam in Haft, musste Zwangsarbeit leisten und wurde schließlich in das KZ Bergen-Belsen deportiert, wo er 1945 befreit wurde. Seine Söhne Willy und Rudolf Blum wurden 1944 in das KZ Buchenwald und kurz darauf in das KZ Auschwitz deportiert, wo sie ermordet wurden. Alle anderen Familienmitglieder wurde in verschiedene Konzentrationslager deportiert, überlebten den Krieg jedoch. Nur Ella Blum konnte Anfang der 1940er-Jahre untertauchen. Toni Blum verstarb 1968, Alois Blum 1982. |
|                   | Laubegaster Ufer 22 (Lage)                                  | Laubegast                     | 8. März 2024                                                                | Hier wohnte Elli Blum Jg. 1924 Deportiert 1943 Auschwitz 1944 KZ Ravensbrück Todesmarsch Überlebt                                                                            | Die Familie Blum gehörte den Sinti an und war eine Schaustellerfamilie, die ein Wander-Marionettentheater betrieb. Vater Alois Blum diente im Ersten Weltkrieg. Er heiratete 1915 Antonie „Toni“ Richter; der Ehe entstammten die Kinder Willy Richter, Anna, Hugo, Therese, Elisabeth, Elli, Ella, Willy, Dora und Rudolf Blum. Zuletzt lebte die Familie von 1934 bis 1938 in Dresden. Im Jahr 1938 erhielt sie Berufsverbot, war jedoch noch bis 1942 in Hoyerswerda tätig, wo schließlich die Gewerbegenehmigung entzogen wurde. Alois Blum kam in Haft, musste Zwangsarbeit leisten und wurde schließlich in das KZ Bergen-Belsen deportiert, wo er 1945 befreit wurde. Seine Söhne Willy und Rudolf Blum wurden 1944 in das KZ Buchenwald und kurz darauf in das KZ Auschwitz deportiert, wo sie ermordet wurden. Alle anderen Familienmitglieder wurde in verschiedene Konzentrationslager deportiert, überlebten den Krieg jedoch. Nur Ella Blum konnte Anfang der 1940er-Jahre untertauchen. Toni Blum verstarb 1968, Alois Blum 1982. |
|                   | Laubegaster Ufer 22 (Lage)                                  | Laubegast                     | 8. März 2024                                                                | Hier wohnte Ella Blum Jg. 1925 Gedemütigt / Entrechtet Überlebt | Die Familie Blum gehörte den Sinti an und war eine Schaustellerfamilie, die ein Wander-Marionettentheater betrieb. Vater Alois Blum diente im Ersten Weltkrieg. Er heiratete 1915 Antonie „Toni“ Richter; der Ehe entstammten die Kinder Willy Richter, Anna, Hugo, Therese, Elisabeth, Elli, Ella, Willy, Dora und Rudolf Blum. Zuletzt lebte die Familie von 1934 bis 1938 in Dresden. Im Jahr 1938 erhielt sie Berufsverbot, war jedoch noch bis 1942 in Hoyerswerda tätig, wo schließlich die Gewerbegenehmigung entzogen wurde. Alois Blum kam in Haft, musste Zwangsarbeit leisten und wurde schließlich in das KZ Bergen-Belsen deportiert, wo er 1945 befreit wurde. Seine Söhne Willy und Rudolf Blum wurden 1944 in das KZ Buchenwald und kurz darauf in das KZ Auschwitz deportiert, wo sie ermordet wurden. Alle anderen Familienmitglieder wurde in verschiedene Konzentrationslager deportiert, überlebten den Krieg jedoch. Nur Ella Blum konnte Anfang der 1940er-Jahre untertauchen. Toni Blum verstarb 1968, Alois Blum 1982. |
|                   | Laubegaster Ufer 22 (Lage)                                  | Laubegast                     | 8. März 2024                                                                | Hier wohnte Willy Blum Jg. 1928 Deportiert 1943 Auschwitz 1944 KZ Buchenwald 1944 Auschwitz Ermordet                                                                         | Die Familie Blum gehörte den Sinti an und war eine Schaustellerfamilie, die ein Wander-Marionettentheater betrieb. Vater Alois Blum diente im Ersten Weltkrieg. Er heiratete 1915 Antonie „Toni“ Richter; der Ehe entstammten die Kinder Willy Richter, Anna, Hugo, Therese, Elisabeth, Elli, Ella, Willy, Dora und Rudolf Blum. Zuletzt lebte die Familie von 1934 bis 1938 in Dresden. Im Jahr 1938 erhielt sie Berufsverbot, war jedoch noch bis 1942 in Hoyerswerda tätig, wo schließlich die Gewerbegenehmigung entzogen wurde. Alois Blum kam in Haft, musste Zwangsarbeit leisten und wurde schließlich in das KZ Bergen-Belsen deportiert, wo er 1945 befreit wurde. Seine Söhne Willy und Rudolf Blum wurden 1944 in das KZ Buchenwald und kurz darauf in das KZ Auschwitz deportiert, wo sie ermordet wurden. Alle anderen Familienmitglieder wurde in verschiedene Konzentrationslager deportiert, überlebten den Krieg jedoch. Nur Ella Blum konnte Anfang der 1940er-Jahre untertauchen. Toni Blum verstarb 1968, Alois Blum 1982. |
|                   | Laubegaster Ufer 22 (Lage)                                  | Laubegast                     | 8. März 2024                                                                | Hier wohnte Dora Blum Jg. 1930 Deportiert 1943 Auschwitz 1944 KZ Ravensbrück Todesmarsch Überlebt                                                                            | Die Familie Blum gehörte den Sinti an und war eine Schaustellerfamilie, die ein Wander-Marionettentheater betrieb. Vater Alois Blum diente im Ersten Weltkrieg. Er heiratete 1915 Antonie „Toni“ Richter; der Ehe entstammten die Kinder Willy Richter, Anna, Hugo, Therese, Elisabeth, Elli, Ella, Willy, Dora und Rudolf Blum. Zuletzt lebte die Familie von 1934 bis 1938 in Dresden. Im Jahr 1938 erhielt sie Berufsverbot, war jedoch noch bis 1942 in Hoyerswerda tätig, wo schließlich die Gewerbegenehmigung entzogen wurde. Alois Blum kam in Haft, musste Zwangsarbeit leisten und wurde schließlich in das KZ Bergen-Belsen deportiert, wo er 1945 befreit wurde. Seine Söhne Willy und Rudolf Blum wurden 1944 in das KZ Buchenwald und kurz darauf in das KZ Auschwitz deportiert, wo sie ermordet wurden. Alle anderen Familienmitglieder wurde in verschiedene Konzentrationslager deportiert, überlebten den Krieg jedoch. Nur Ella Blum konnte Anfang der 1940er-Jahre untertauchen. Toni Blum verstarb 1968, Alois Blum 1982. |
|                   | Laubegaster Ufer 22 (Lage)                                  | Laubegast                     | 8. März 2024                                                                | Hier wohnte Rudolf Blum Jg. 1934 Deportiert 1943 Auschwitz 1944 KZ Buchenwald 1944 Auschwitz Ermordet                                                                        | Die Familie Blum gehörte den Sinti an und war eine Schaustellerfamilie, die ein Wander-Marionettentheater betrieb. Vater Alois Blum diente im Ersten Weltkrieg. Er heiratete 1915 Antonie „Toni“ Richter; der Ehe entstammten die Kinder Willy Richter, Anna, Hugo, Therese, Elisabeth, Elli, Ella, Willy, Dora und Rudolf Blum. Zuletzt lebte die Familie von 1934 bis 1938 in Dresden. Im Jahr 1938 erhielt sie Berufsverbot, war jedoch noch bis 1942 in Hoyerswerda tätig, wo schließlich die Gewerbegenehmigung entzogen wurde. Alois Blum kam in Haft, musste Zwangsarbeit leisten und wurde schließlich in das KZ Bergen-Belsen deportiert, wo er 1945 befreit wurde. Seine Söhne Willy und Rudolf Blum wurden 1944 in das KZ Buchenwald und kurz darauf in das KZ Auschwitz deportiert, wo sie ermordet wurden. Alle anderen Familienmitglieder wurde in verschiedene Konzentrationslager deportiert, überlebten den Krieg jedoch. Nur Ella Blum konnte Anfang der 1940er-Jahre untertauchen. Toni Blum verstarb 1968, Alois Blum 1982. |
|                   | Laubegaster Ufer 23 (Lage)                                  | Laubegast                     | 5. Dez. 2013                                                                | Hier wohnte Richard Roy gedemütigt/entrechtet tot 15.9.1935 | Richard Roy war mit Marie Roy verheiratet. Er starb am 15. September 1935 „im Zusammenhang mit den Nürnberger Gesetzen“, der Grund ist nicht bekannt. |
|                   | Laubegaster Ufer 23 (Lage)                                  | Laubegast                     | 5. Dez. 2013                                                                | Hier wohnte Marie Roy geb. Langer Jg. 1895 interniert 1942 Hellerberge deportiert 1943 Auschwitz ermordet 3.3.1943                                                           | Marie Langer kam am 30. September 1895 oder 96 in Dresden zur Welt. Die Verkäuferin heiratete in zweiter Ehe Richard Roy. Sie musste in das „Judenhaus“ Maxstraße 1 ziehen und Zwangsarbeit leisten. Sie wurde 1942 in das „Judenlager Hellerberg“ und 1943 in das KZ Auschwitz deportiert, wo sie ermordet wurde. |
|                   | Laubestraße 4 (Lage)                                        | Striesen                      | 21. Sep. 2016                                                               | Hier wohnte Hedwig Löwenstamm Jg. 1891 interniert 1942 Hellerberge deportiert 1943 Auschwitz ermordet 3.3.1943                                                               | Hedwig Löwenstamm wurde am 19. Juli 1891 als Tochter von Salo und Elisabeth Löwenstamm in Meißen geboren. Anfang der 1920er Jahre zog sie von Meißen nach Dresden. Im Zusammenhang mit den ab 1938 zunehmenden Repressionen gegen jüdische Dresdner musste Hedwig Löwenstamm in sogenannte Judenhäuser ziehen, zunächst in der Cranachstraße 6, dann in der Ziegelstraße 41. Ab November 1942 verrichtete sie bei Zeiss Ikon Zwangsarbeit. Im März 1943 deportierte man alle Zwangsarbeiter des Kamerabauers nach Auschwitz, wo Löwenstamm vermutlich am 3. März 1943 ermordet wurde. Von ihren Geschwistern überlebte nur Erwin Löwenstamm. Bruder Willy wurde nach Riga deportiert und dort 1942 ermordet. Ihr Bruder Kurt wurde in Auschwitz ermordet. |
|                   | Laubestraße 24 (Lage)                                       | Striesen                      | 11. Sep. 2014                                                               | Hier wohnte Max Steinhart Jg. 1881 „Schutzhaft“ 1938 Buchenwald deportiert 1942 Riga 1944 Dachau ermordet 1944 Auschwitz                                                     | Kaufmann Max Steinhart kam am 22. Juli 1881 in Tachau zur Welt. Er war mit Bertha Steinhart verheiratet, der Ehe entstammten die Kinder Gerald, Edith und Irwin. Er kam 1904 nach Sachsen und wurde 1927 eingebürgert. Er führte in Dresden ein Kaufhaus. Er wurde im Zuge der Pogromnacht 1938 in das KZ Buchenwald deportiert; nach seiner Rückkehr lebte er mit Ehefrau und Tochter Edith im „Judenhaus“ Strehlener Straße 52. Mit Frau und Tochter wurde er 1942 in das Ghetto Riga und anschließend nach Strasdenhof deportiert. Nach weiteren Deportationen nach Dachau und Auschwitz verliert sich seine Spur. |
|                   | Laubestraße 24 (Lage)                                       | Striesen                      | 11. Sep. 2014                                                               | Hier wohnte Bertha Steinhart geb. Brauch Jg. 1892 deportiert 1942 Riga 1944 Stutthof ermordet 19.11.1944 Riga-Strasdenhof                                                    | Bertha Steinhart kam am 7. August oder 9. März 1892 in Neudorf zur Welt. Mit Tochter und Ehemann lebte sie im „Judenhaus“ Strehlener Straße 52, wurde 1942 in das Ghetto Riga und anschließend nach Strasdenhof deportiert. Möglicherweise wurde sie anschließend nach Stutthof deportiert; ihre Spur verliert sich. |
|                   | Laubestraße 24 (Lage)                                       | Striesen                      | 11. Sep. 2014                                                               | Hier wohnte Edith Steinhart Jg. 1921 deportiert 1942 Riga 1944 Stutthof 1944 Riga-Strasdenhof ermordet                                                                       | Edith Steinhart kam am 13. Januar 1918 in Dresden zur Welt. Mit ihren Eltern musste sie ins „Judenhaus“ Strehlener Straße 52 ziehen und wurde von dort in das Lager Riga deportiert. Ihr weiteres Schicksal ist unbekannt. |
|                   | Laubestraße 24 (Lage)                                       | Striesen                      | 11. Sep. 2014                                                               | Hier wohnte Gerald Steinhart Jg. 1914 Flucht 1939 England USA | Gerald Steinhart wurde am 19. Februar 1914 in Dresden geboren. Ihm gelang möglicherweise die Flucht. |
|                   | Laubestraße 24 (Lage)                                       | Striesen                      | 11. Sep. 2014                                                               | Hier wohnte Irwin Steinhart Jg. 1918 Flucht 1939 England USA | Irwin Steinhart wurde am 13. Januar 1918 in Dresden geboren. Ihm gelang möglicherweise die Flucht. Der Stolperstein wurde am 28. September 2015 wegen eines Schreibfehlers neu verlegt. |
|                   | Laubestraße 24 (Lage)                                       | Striesen                      | 2. Dez. 2019                                                                | Hier wohnte Markus Rosengarten Jg. 1876 Deportiert 1942 Theresienstadt Ermordet 15.9.1942                                                                                    | Markus Rosengarten war ab 1898 mit Julche (auch Julie) Joseph verheiratet. Beide führten in Bad Ems ein Fahrrad- und Nähmaschinengeschäft. Der Ehe entstammten die drei Kinder, Moritz, Walter Julius und Rosa (verst. 1907). Die Familie zog 1912 nach Dresden, wo Markus Rosengarten Bezirksdirektor der Lebensversicherungs AG wurde. Er verlor 1938 seine Position und musste in das „Judenhaus“ Altenzeller Straße 41 ziehen. Julche Rosengarten wurde durch die Gestapo schwer misshandelt. Beide wurden 1942 in das KZ Theresienstadt deportiert, wo sie 1942 ermordet wurden. Sohn Moritz gelang die Flucht nach Uruguay, Sohn Walter Julius emigrierte nach Frankreich und floh nach Jahren der Haft in die Schweiz, bevor er sich nach Kriegsende in der BRD niederließ. |
|                   | Laubestraße 24 (Lage)                                       | Striesen                      | 2. Dez. 2019                                                                | Hier wohnte Julche 'Julie' Rosengarten Geb. Joseph Jg. 1868 Deportiert 1942 Theresienstadt Ermordet 30.11.1942                                                               | Markus Rosengarten war ab 1898 mit Julche (auch Julie) Joseph verheiratet. Beide führten in Bad Ems ein Fahrrad- und Nähmaschinengeschäft. Der Ehe entstammten die drei Kinder, Moritz, Walter Julius und Rosa (verst. 1907). Die Familie zog 1912 nach Dresden, wo Markus Rosengarten Bezirksdirektor der Lebensversicherungs AG wurde. Er verlor 1938 seine Position und musste in das „Judenhaus“ Altenzeller Straße 41 ziehen. Julche Rosengarten wurde durch die Gestapo schwer misshandelt. Beide wurden 1942 in das KZ Theresienstadt deportiert, wo sie 1942 ermordet wurden. Sohn Moritz gelang die Flucht nach Uruguay, Sohn Walter Julius emigrierte nach Frankreich und floh nach Jahren der Haft in die Schweiz, bevor er sich nach Kriegsende in der BRD niederließ. |
|                   | Laubestraße 24 (Lage)                                       | Striesen                      | 2. Dez. 2019                                                                | Hier wohnte Moritz Rosengarten Jg. 1900 Flucht 1933 Uruguay | Markus Rosengarten war ab 1898 mit Julche (auch Julie) Joseph verheiratet. Beide führten in Bad Ems ein Fahrrad- und Nähmaschinengeschäft. Der Ehe entstammten die drei Kinder, Moritz, Walter Julius und Rosa (verst. 1907). Die Familie zog 1912 nach Dresden, wo Markus Rosengarten Bezirksdirektor der Lebensversicherungs AG wurde. Er verlor 1938 seine Position und musste in das „Judenhaus“ Altenzeller Straße 41 ziehen. Julche Rosengarten wurde durch die Gestapo schwer misshandelt. Beide wurden 1942 in das KZ Theresienstadt deportiert, wo sie 1942 ermordet wurden. Sohn Moritz gelang die Flucht nach Uruguay, Sohn Walter Julius emigrierte nach Frankreich und floh nach Jahren der Haft in die Schweiz, bevor er sich nach Kriegsende in der BRD niederließ. |
|                   | Laubestraße 24 (Lage)                                       | Striesen                      | 9. Nov. 2020                                                                | Hier wohnte Walter Julius Rosengarten Jg. 1910 Flucht 1933 Frankreich 1942 Schweiz                                                                                           | Markus Rosengarten war ab 1898 mit Julche (auch Julie) Joseph verheiratet. Beide führten in Bad Ems ein Fahrrad- und Nähmaschinengeschäft. Der Ehe entstammten die drei Kinder, Moritz, Walter Julius und Rosa (verst. 1907). Die Familie zog 1912 nach Dresden, wo Markus Rosengarten Bezirksdirektor der Lebensversicherungs AG wurde. Er verlor 1938 seine Position und musste in das „Judenhaus“ Altenzeller Straße 41 ziehen. Julche Rosengarten wurde durch die Gestapo schwer misshandelt. Beide wurden 1942 in das KZ Theresienstadt deportiert, wo sie 1942 ermordet wurden. Sohn Moritz gelang die Flucht nach Uruguay, Sohn Walter Julius emigrierte nach Frankreich und floh nach Jahren der Haft in die Schweiz, bevor er sich nach Kriegsende in der BRD niederließ. |
|                   | Lehnertstraße 8 (Lage)                                      | Weißer Hirsch                 | 22. Juli 2021                                                               | Hier wohnte Heinz Steinberg Jg. 1897 „Schutzhaft“ 1938 Sachsenhausen Flucht 1939 Frankreich Zwangsarbeit 1940 Bou Arfa / Marokko befreit                                     | Heinz Steinberg wurde 1897 in Gelsenkirchen geboren. Er war als Kaufmann tätig und wohnte in einer Pension auf dem Weißen Hirsch, wo er 1938 verhaftet und in das KZ Sachsenhausen deportiert wurde. Er hatte Ausreisepapiere nach Frankreich und kam Ende 1938 aus dem KZ frei. In Frankreich galt er als unerwünschte Person und kam in ein Sammellager und von dort nach Marokko, wo er zwischen 1940 und 1943 Zwangsarbeit verrichtete. Anschließend lebte er in Casablanca, wo er nach 1945 als Kaufmann tätig war. Er lebte später in Peru und England, wo er 1968 verstarb. |
|                   | Leipziger Straße 72 (Lage)                                  | Pieschen                      | 28. Sep. 2015                                                               | Hier wohnte Kurt Schlosser Jg. 1900 im Widerstand/KPD verhaftet 3.12.1943 „Hochverrat und Feindbegünstigung“ hingerichtet 16.8.1944 Landgericht                              | Zur ausführlichen Biografie siehe Kurt Schlosser. |
|                   | Lene-Glatzer-Straße 23 (Lage)                               | Blasewitz                     | 15. März 2018                                                               | Hier wohnte Dr. Werner Hofmann Jg. 1878 Berufsverbot 1934 Flucht in den Tod 3.3.1939                                                                                         | Werner Hofmann war studierter Elektrotechniker und war zunächst für die Porzellanfabrik Hermsdorf in Freiberg tätig. Für die Porzellanmanufaktur Kahla projektierte und baute er ein Werk in Freiberg und leitete von 1906 bis 1930 die Freiberger Porzellanfabrik. Er war ab 1924 Ehrensenator der Bergakademie Freiberg und erhielt 1929 die Ehrendoktorwürde der Bergakademie. Er ging 1930 in Rente und siedelte im Folgejahr nach Dresden über. Nach 1933 wurde sein Ehrendoktortitel aberkannt und sein Name aus den Unterlagen der Akademie getilgt. Aufgrund der staatlichen Schikanen beging Hofmann 1939 Suizid. |
|                   | Leubener Straße 2 (Lage)                                    | Laubegast                     | 5. Dez. 2013                                                                | Hier arbeitete Joseph Fränkel Jg. 1888 interniert 1942 Hellerberge deportiert 1943 Auschwitz ermordet 3.3.1943                                                               | Kurzbiografie siehe Ehepaar Fränkel, Oberer Kreuzweg 6. |
|                   | Liebigstraße 23 (Lage)                                      | Südvorstadt                   | 24. Sep. 2013                                                               | Hier wohnte Josef Rabinowitsch Jg. 1864 deportiert 1942 Theresienstadt ermordet 1. Oktober 1942                                                                              | Josef Rabinowitsch wurde am 19. Oktober 1864 im litauischen Haindan geboren. Er war mit Selma Rabinowitsch verheiratet, der Ehe entstammte Sohn Martin Herbert. Er arbeitete als Kaufmann. Das Paar musste mit der Familie seines Sohnes in das „Judenhaus“ Schweizer Straße ziehen und wurde 1942 in das KZ Theresienstadt deportiert. |
|                   | Liebigstraße 23 (Lage)                                      | Südvorstadt                   | 24. Sep. 2013                                                               | Hier wohnte Selma Rabinowitsch geb. Jacoby Jg. 1872 deportiert 1942 Theresienstadt ermordet 6.10.1942                                                                        | Selma Rabinowitsch wurde am 13. Februar 1872 in Schwetz geboren. Sie war mit Kaufmann Josef Rabinowitsch verheiratete, der Ehe entstammte ein Sohn. Sie musste mit ihrem Mann und der Familie ihres Sohnes in das „Judenhaus“ Schweizer Straße ziehen und wurde 1942 in das KZ Theresienstadt deportiert. |
|                   | Liebigstraße 23 (Lage)                                      | Südvorstadt                   | 24. Sep. 2013                                                               | Hier wohnte Martin Herbert Rabinowitsch Jg. 1895 verhaftet 1941 Buchenwald ermordet                                                                                          | Martin Herbert Rabinowitsch kam am 25. Mai 1895 in Dresden als Sohn von Josef und Selma Rabinowitsch zur Welt. Vermutlich übernahm er in den 1930er-Jahren das Geschäft seines Vaters. Er war mit Hertha Ruth Rabinowitsch verheiratet; der Ehe entstammte ein Sohn. Er musste mit seiner Familie und seinen Eltern in das „Judenhaus“ Schweizer Straße ziehen und wurde von dort 1941 nach Buchenwald deportiert. |
|                   | Liebigstraße 23 (Lage)                                      | Südvorstadt                   | 24. Sep. 2013                                                               | Hier wohnte Hertha Ruth Rabinowitsch geb. Kann Jg. 1904 deportiert 1942 Riga ermordet                                                                                        | Hertha Ruth Rabinowitsch kam am 30. Juni 1904 in Berlin oder Dresden zur Welt. Sie besuchte das Lyzeum und war anschließend als kaufmännische Korrespondentin tätig. Sie war mit Martin Herbert Rabinowitsch verheiratet, der Ehe entstammte Sohn Stefan. Mit ihren Schwiegereltern und ihrer Familie musste sie in das „Judenhaus“ Schweizer Straße ziehen. Sie wurde 1942 in das Ghetto Riga deportiert und dort ermordet. |
|                   | Liebigstraße 23 (Lage)                                      | Südvorstadt                   | 24. Sep. 2013                                                               | Hier wohnte Stefan Rabinowitsch Jg. 1936 deportiert 1942 Riga ermordet | Stefan Rabinowitsch kam am 30. März 1936 als Sohn von Herbert Martin und Hertha Ruth Rabinowitsch in Dresden zur Welt. Er musste mit seiner Familie in das „Judenhaus“ Schweizer Straße ziehen. Er wurde 1942 mit seiner Mutter in das Ghetto Riga deportiert und dort ermordet. |
|                   | Lortzingstraße 1 (Lage)                                     | Johannstadt                   | 11. Sep. 2014                                                               | Hier wohnte Hildegard Rau Jg. 1917 eingewiesen 1944 Heilanstalt Arnsdorf „verlegt“ 19.5.1944 Heilanstalt Großschweidnitz ermordet 25.6.1944                                  | Hildegard Marie Elisabeth Rau kam am 28. Oktober 1917 in Dresden zur Welt. Sie litt früh an Angstzuständen und war seit ihrer Jugendzeit wegen epileptischen Anfällen in Behandlung. Sie wurde zwangssterilisiert und nach einem schweren Anfall 1944 zunächst in das Stadtkrankenhaus Löbtau, anschließend in die Landesanstalt Arnsdorf und schließlich in die Sächsische Landesheilanstalt Großschweidnitz verlegt. Sie erhielt hier überdosiert Luminal und verstarb 1944 infolge einer Lungenentzündung. |
|                   | Louisenstraße 12 (Lage)                                     | Äußere Neustadt               | 26. Okt. 2012                                                               | Hier wohnte Justine Kleiner geb. Kaplan Jg. 1891 deportiert 1942 Riga ermordet in Riga-Kaiserwald                                                                            | Justine Kleiner kam am 18./31. Januar 1891 in Warschau zur Welt. Sie war mit Uhrmacher Markus Kleiner (1879–1933) verheiratet, der Ehe entstammten vier Kinder. Justine Kleiner lebte ab 1917 in Dresden und arbeitete als Krankenpflegerin. Im Jahr 1942 wurde sie nach Riga und anschließend in das KZ Riga-Kaiserwald deportiert. |
|                   | Louisenstraße 12 (Lage)                                     | Äußere Neustadt               | 26. Okt. 2012                                                               | Hier wohnte Moses Kleiner Jg. 1918 deportiert 1942 Riga Schicksal unbekannt                                                                                                  | Moses Kleiner kam am 4. November 1918 zur Welt. Er war einer von drei Söhnen von Markus und Justine Kleiner. Mitte Januar 1942 wurde er in das Polizeihaftlager Salaspils deportiert. Über sein weiteres Schicksal ist nichts bekannt. |
|                   | Louisenstraße 12 (Lage)                                     | Äußere Neustadt               | 26. Okt. 2012                                                               | Hier wohnte Heinrich Kleiner Jg. 1920 deportiert 1941 Theresienstadt 1942 Riga Schicksal unbekannt                                                                           | Heinrich Kleiner kam am 18. Januar 1920 in Dresden zur Welt. Er war einer von drei Söhnen von Markus und Justine Kleiner. Er wurde nach Theresienstadt und Riga deportiert und gilt seit 1942 als verschollen. |
|                   | Louisenstraße 12 (Lage)                                     | Äußere Neustadt               | 26. Okt. 2012                                                               | Hier wohnte Marie Kleiner Jg. 1922 tot 6.6.1940 Todesursache nie geklärt | Marie Kleiner kam am 21. Oktober 1922 als einzige Tochter von Markus und Justine Kleiner in Dresden zur Welt. Sie verstarb 1940 aus ungeklärten Gründen in Dresden. |
|                   | Lukasstraße 3 (Lage)                                        | Südvorstadt (Dresden)         | 23. Mai 2016                                                                | Hier wohnte Dr. Friedrich L. Berlowitz Jg. 1897 Flucht 1936 Palästina | Dr. Friedrich Leopold Berlowitz wurde am 24.3.1897 in Eydtkuhnen in Ostpreußen geboren. Aufgrund von Pogromen während des Russischen Bürgerkriegs floh die Familie nach Königsberg, wo Friedrich ein Zahnmedizinstudium aufnahm und es mit der Verteidigung seiner Dissertation 1921 abschloss. 1931 wurde er zum Vorstand der Zionistischen Vereinigung Deutschland der Ortsgruppe Dresden gewählt. Ferner engagierte sich Friedrich Berlowitz 1931/1932 als Freimaurer in der Fraternitasloge. Seine Zahnarztpraxis befand sich in der Johannstadt. 1936 floh er mit seiner Familie über Triest nach Haifa, wo er bis zu seinem Ruhestand 1960 eine Zahnarztpraxis leitete. Er starb am 7.6.1963 in Ramat Gan, in der Nähe von Tel Aviv. |
|                   | Lukasstraße 3 (Lage)                                        | Südvorstadt (Dresden)         | 23. Mai 2016                                                                | Hier wohnte Cilly Berlowitz geb. Rowelsky Jg. 1900 Flucht 1936 Palästina | Cecilia „Cilly“ Berlowitz wurde am 2.6.1900 in Saillen/Insterburg geboren. Sie heiratete Friedrich Leopold Berlowitz und zog mit ihm nach Dresden. An der Semperoper war sie als Sängerin und Korrepetitorin tätig und gehörte dem liberal-intellektuellen Bürgertum sowie dem Bekanntenkreis von Victor Klemperer an. 1936 floh sie mit ihrer Familie über Triest nach Haifa. Sie starb am 14.9.1985 in Ramat Gan (Tel Hashomer) in der Nähe von Tel Aviv. Zwei ihrer Schwestern wurden im KZ Majdanek bei Lublin ermordet, andere Schwestern und Brüder wanderten in die USA aus. |
|                   | Lukasstraße 3 (Lage)                                        | Südvorstadt (Dresden)         | 23. Mai 2016                                                                | Hier wohnte Doris Ruth Berlowitz verh. Levy Jg. 1925 Flucht 1936 Palästina                                                                                                   | Zur ausführlichen Biografie siehe Ruth Levy-Berlowitz. |
|                   | Mansfelder Straße 17 (Lage)                                 | Striesen                      | 21. Sep. 2016                                                               | Hier wohnte Arthur Juliusburger Jg. 1888 mehrmals verhaftet Zwangsarbeit ermordet 23.4.1943 Polizeigefängnis                                                                 | Arthur Juliusburger wurde am 6. Juni 1888 im oberschlesischen Belk im Kreis Rybnik geboren. Er war verheiratet mit Martha Juliusburger, geb. Zeidler. Arthur war Konfektionär, Kaufmann und Inhaber der 1858 gegründeten Firma Carl Meyer, Fachgeschäft für Herren- und Knabenkleidung. Im Juli 1942 leistete er Zwangsarbeit im Goehle-Werk, wo jüdische Zwangsarbeiter von der Firma ZEISS unter anderem zum Montieren von Torpedozündern gezwungen wurden. Nach einer ersten Verhaftung im Juli 1942 für 3 Wochen wurde er am 21.4.1943 erneut verhaftet und zusammen mit Fritz Meinhardt ins Polizeigefängnis Dresden gebracht. Nach 2 Tagen waren beide tot. |
|                   | Mansfelder Straße 17 (Lage)                                 | Striesen                      | 21. Sep. 2016                                                               | Hier wohnte Martha Juliusburger geb. Zeidler Jg. 1891 gedemütigt, entrechtet überlebt                                                                                        | Martha Juliusburger, geb. Zeidler, wurde am 6.07.1891 in Dippoldiswalde geboren. Sie war verheiratet mit Artur Juliusburger und überlebte als nichtjüdische Frau die Shoa. |
|                   | Mansfelder Straße 17 (Lage)                                 | Striesen                      | 8. März 2024                                                                | Hier wohnte Hermann Lewin JG. 1904 Flucht 1938 Dänemark USA | Hermann Lewin war der Sohn von Julius und Sarah Lewin (sh. Stolperstein Hoyerswerdaer Str. 1). Er wurde Mitinhaber des Familienunternehmens Yramos und reiste nach Griechenland und auf den Balkan, um vor Ort Rohtabak für die Dresdner Produktion zu kaufen. Er heiratete 1935 in Berlin Else Zorek. Nachdem die Firma 1938 zwangsverkauft werden musste und Hermann Lewin kurzzeitig in Haft kam, flohen er und seine Frau über Dänemark in die USA. |
|                   | Mansfelder Straße 17 (Lage)                                 | Striesen                      | 8. März 2024                                                                | Hier wohnte Else Lewin Geb. Zorek JG. 1914 Flucht 1938 Dänemark USA | Hermann Lewin war der Sohn von Julius und Sarah Lewin (sh. Stolperstein Hoyerswerdaer Str. 1). Er wurde Mitinhaber des Familienunternehmens Yramos und reiste nach Griechenland und auf den Balkan, um vor Ort Rohtabak für die Dresdner Produktion zu kaufen. Er heiratete 1935 in Berlin Else Zorek. Nachdem die Firma 1938 zwangsverkauft werden musste und Hermann Lewin kurzzeitig in Haft kam, flohen er und seine Frau über Dänemark in die USA. |
|                   | Marschnerstraße 21 (Lage)                                   | Johannstadt                   | 28. Sep. 2015                                                               | Hier wohnte Otto Kastner Jg. 1880 verhaftet 1937 Flucht in den Tod 21.2.1938 Polizeigefängnis                                                                                | Otto Kastner kam am 19. Oktober 1880 in Görlitz zur Welt. Im Jahr 1910 heiratete er die am 4. April 1877 geborene Alexandrine Jacoby aus Dresden. Der Ehe entstammte der am 4. Januar 1913 in Dresden geborene Sohn Hans Werner. Otto war ab 1920 als Kinderarzt in Dresden tätig und 1933 zwangsweise in den Ruhestand versetzt. Er wurde 1935 und 1937 angeklagt und im zweiten Prozess zu fünf Monaten Haft verurteilt. Er soll sich am 21. Februar 1938 erhängt haben. Alexandrine hatte nach anfänglichem Interesse für Musik Medizin studiert und arbeitete als Schulärztin, bis ihr 1934 die Arbeitserlaubnis entzogen wurde. Sie zog mit ihrem Sohn nach dem Tod des Mannes nach Berlin. Sie organisierte für ihren Sohn 1939 die Flucht nach England. Alexandrine wurde 1942 nach Trawniki deportiert. |
|                   | Marschnerstraße 21 (Lage)                                   | Johannstadt                   | 28. Sep. 2015                                                               | Hier wohnte Alexandrine Kastner geb. Jacoby Jg. 1877 deportiert 1942 Ghetto Warschau ermordet.                                                                               | Otto Kastner kam am 19. Oktober 1880 in Görlitz zur Welt. Im Jahr 1910 heiratete er die am 4. April 1877 geborene Alexandrine Jacoby aus Dresden. Der Ehe entstammte der am 4. Januar 1913 in Dresden geborene Sohn Hans Werner. Otto war ab 1920 als Kinderarzt in Dresden tätig und 1933 zwangsweise in den Ruhestand versetzt. Er wurde 1935 und 1937 angeklagt und im zweiten Prozess zu fünf Monaten Haft verurteilt. Er soll sich am 21. Februar 1938 erhängt haben. Alexandrine hatte nach anfänglichem Interesse für Musik Medizin studiert und arbeitete als Schulärztin, bis ihr 1934 die Arbeitserlaubnis entzogen wurde. Sie zog mit ihrem Sohn nach dem Tod des Mannes nach Berlin. Sie organisierte für ihren Sohn 1939 die Flucht nach England. Alexandrine wurde 1942 nach Trawniki deportiert. |
|                   | Marschnerstraße 21 (Lage)                                   | Johannstadt                   | 28. Sep. 2015                                                               | Hier wohnte Hans-Werner Kastner Jg. 1913 Flucht 1939 England | Otto Kastner kam am 19. Oktober 1880 in Görlitz zur Welt. Im Jahr 1910 heiratete er die am 4. April 1877 geborene Alexandrine Jacoby aus Dresden. Der Ehe entstammte der am 4. Januar 1913 in Dresden geborene Sohn Hans Werner. Otto war ab 1920 als Kinderarzt in Dresden tätig und 1933 zwangsweise in den Ruhestand versetzt. Er wurde 1935 und 1937 angeklagt und im zweiten Prozess zu fünf Monaten Haft verurteilt. Er soll sich am 21. Februar 1938 erhängt haben. Alexandrine hatte nach anfänglichem Interesse für Musik Medizin studiert und arbeitete als Schulärztin, bis ihr 1934 die Arbeitserlaubnis entzogen wurde. Sie zog mit ihrem Sohn nach dem Tod des Mannes nach Berlin. Sie organisierte für ihren Sohn 1939 die Flucht nach England. Alexandrine wurde 1942 nach Trawniki deportiert. |
|                   | Martin-Luther-Platz 6 (Lage)                                | Äußere Neustadt               | 10. Okt. 2022                                                               | Hier wohnte Annemarie Hänel Jg. 1930 Seit 1938 mehrere Heilanstalten 'Verlegt' 2.10.1940 Pirna-Sonnenstein Ermordet 2.10.1940 'Aktion T4'                                    | |
|                   | Mathildenstraße 15 (Lage)                                   | Pirnaische Vorstadt           | 15. März 2018                                                               | Hier wohnte Salcia Geyer geb. Kandel Jg. 1883 deportiert 1942 Riga 1943 Auschwitz ermordet Nov. 1943                                                                         | Salcia Geyer war mit Paul Pinchas Geyer verheiratet; der Ehe entstammten die Kinder Cäcilie, Minna und Max. Paul Pinchas Geyer verstarb bereits 1931; Salcia Geyer wurde 1942 nach Riga und 1943 in das KZ Auschwitz deportiert, wo sie ermordet wurde. Cäcilia und Minna gelang die Flucht nach England, Max Geyer wurde 1938 in das KZ Dachau deportiert, im Folgejahr jedoch freigelassen. Ihm gelang ebenfalls die Flucht nach England. |
|                   | Mathildenstraße 15 (Lage)                                   | Pirnaische Vorstadt           | 15. März 2018                                                               | Hier wohnte Cäcilie Geyer Jg. 1912 Flucht 1939 England | Salcia Geyer war mit Paul Pinchas Geyer verheiratet; der Ehe entstammten die Kinder Cäcilie, Minna und Max. Paul Pinchas Geyer verstarb bereits 1931; Salcia Geyer wurde 1942 nach Riga und 1943 in das KZ Auschwitz deportiert, wo sie ermordet wurde. Cäcilia und Minna gelang die Flucht nach England, Max Geyer wurde 1938 in das KZ Dachau deportiert, im Folgejahr jedoch freigelassen. Ihm gelang ebenfalls die Flucht nach England. |
|                   | Mathildenstraße 15 (Lage)                                   | Pirnaische Vorstadt           | 15. März 2018                                                               | Hier wohnte Minna Geyer Jg. 1914 Flucht 1939 England | Salcia Geyer war mit Paul Pinchas Geyer verheiratet; der Ehe entstammten die Kinder Cäcilie, Minna und Max. Paul Pinchas Geyer verstarb bereits 1931; Salcia Geyer wurde 1942 nach Riga und 1943 in das KZ Auschwitz deportiert, wo sie ermordet wurde. Cäcilia und Minna gelang die Flucht nach England, Max Geyer wurde 1938 in das KZ Dachau deportiert, im Folgejahr jedoch freigelassen. Ihm gelang ebenfalls die Flucht nach England. |
|                   | Mathildenstraße 15 (Lage)                                   | Pirnaische Vorstadt           | 15. März 2018                                                               | Hier wohnte Max Geyer Jg. 1918 ‘Schutzhaft’ 1938 Dachau Flucht 1939 England                                                                                                  | Salcia Geyer war mit Paul Pinchas Geyer verheiratet; der Ehe entstammten die Kinder Cäcilie, Minna und Max. Paul Pinchas Geyer verstarb bereits 1931; Salcia Geyer wurde 1942 nach Riga und 1943 in das KZ Auschwitz deportiert, wo sie ermordet wurde. Cäcilia und Minna gelang die Flucht nach England, Max Geyer wurde 1938 in das KZ Dachau deportiert, im Folgejahr jedoch freigelassen. Ihm gelang ebenfalls die Flucht nach England. |
|                   | Max-Sachs-Straße 2 (Lage)                                   | Briesnitz                     | 11. Juni 2011                                                               | Hier wohnte Dr. Max Sachs Jg. 1883 verhaftet 1935 KZ Sachsenburg ermordet 27.9.1935                                                                                          | Zur vollständigen Biografie siehe Max Sachs. |
|                   | Max-Sachs-Straße 2 (Lage)                                   | Briesnitz                     | 26. Nov. 2012                                                               | Hier wohnte Maria Sachs geb. Meyer Alter unbekannt unfreiwillig verzogen 1935 Bielefeld überlebt                                                                             | Maria Friederike Adele Sachs war die Ehefrau von Max Sachs. Beide heirateten 1910, der Ehe entstammten zwei Kinder. Kurz nach der Heirat zog die Familie nach Dresden. Nach der zweiten Verhaftung Max Sachs’ wurde das Wohnhaus der Familie zwangsenteignet; Maria Sachs ging nach Bielefeld, wo ihr Mann beigesetzt wurde. |
|                   | Max-Sachs-Straße 2 (Lage)                                   | Briesnitz                     | 26. Nov. 2012                                                               | Hier wohnte Claire Ehrmann geb. Sachs Jg. 1916 Flucht 1935 Holland Frankreich Portugal USA überlebt                                                                          | Ursula Klara „Claire“ Ehrmann (geb. Sachs) kam am 13. Januar 1916 in Dresden zur Welt. Sie war die zweite Tochter von Max und Maria Sachs. Während der NS-Zeit hatte sie Kontakt zu verbotenen Untergrundorganisationen der SPD und wurde ebenfalls verfolgt. Über Holland und Frankreich gelang ihr die Flucht in die USA, wo sie sich in der Frauenrechtsbewegung engagierte. |
|                   | Max-Sachs-Straße 2 (Lage)                                   | Briesnitz                     | 26. Nov. 2012                                                               | Hier wohnte Edith Kaufmann geb. Sachs Jg. 1912 Flucht 1935 Holland Frankreich USA überlebt                                                                                   | Edith Kaufmann kam am 11. November 1912 (oder 1911) in Dresden als erste Tochter von Max und Maria Sachs zur Welt. Nach der Deportation des Vaters gelang ihr die Flucht. |
|                   | Melanchthonstraße 23 (Lage)                                 | Innere Neustadt               | 11. Sep. 2014                                                               | Hier wohnte Joseph Fränkel Jg. 1888 interniert 1942 Hellerberge deportiert 1943 Auschwitz ermordet 3.3.1943                                                                  | Joseph Fränkel wurde am 18. Juni 1888 in Schneidemühl geboren. Er arbeitete als Textilkaufmann. Im Jahr 1935 heiratete er Ida Steinhart, Inhaberin des Kaufhauses Max Steinhart. Fränkel wurde mit seiner Frau 1942 in das „Judenlager Hellerberg“ deportiert und von dort 1943 in das KZ Auschwitz, wo beide umkamen. |
|                   | Melanchthonstraße 23 (Lage)                                 | Innere Neustadt               | 11. Sep. 2014                                                               | Hier wohnte Ida Fränkel geb. Steinhart Jg. 1887 interniert 1942 Hellerberge deportiert 1943 Auschwitz ermordet 3.3.1943                                                      | Ida Fränkel kam am 9. Dezember 1887 in Tachau zur Welt. Sie war in erster Ehe mit Max Steinhart verheiratet; aus dieser Ehe entstammten zwei Kinder. Die Ehe mit Joseph Fränkel wurde 1935 geschlossen. Das Ehepaar wurde 1942 in das „Judenlager Hellerberg“ deportiert und von dort 1943 in das KZ Auschwitz, wo beide umkamen. |
|                   | Mendelssohnallee 10 (Lage)                                  | Blasewitz                     | 2. Dez. 2019                                                                | Hier wohnte Bruno Gimpel Jg. 1886 Berufsverbot 1935 Flucht in den Tod 28.4.1943                                                                                              | Zur ausführlichen Biografie siehe Bruno Gimpel. |
|                   | Mendelssohnallee 10 (Lage)                                  | Blasewitz                     | 2. Dez. 2019                                                                | Hier wohnte Irene Gimpel geb. Herzing Jg. 1895 Berufsverbot 1933 gedemütigt / entrechtet mit Hilfe überlebt                                                                  | Irene Gimpel war die Tochter des Kunstmalers Andreas Herzing. Sie arbeitete als Musiklehrerin und heiratete 1923 den Maler Bruno Gimpel. Während der NS-Zeit weigerte sie sich, sich von ihrem Ehemann zu trennen, und wurde mit einem Berufsverbot belegt. Sie überlebte den Krieg und verstarb 1978 in Dresden. |
|                   | Mosczinskystraße 14 (Lage)                                  | Seevorstadt                   | 21. Sep. 2016                                                               | Hier wohnte Max Schweriner Jg. 1877 deportiert 1942 Theresienstadt 1944 Auschwitz ermordet                                                                                   | Max Schweriner wurde am 8. Mai 1877 in Greifenberg geboren. Er betrieb in Dresden die Fabrikation und ein Geschäft für Herrenwäsche. Verheiratet war er mit Käthe Schweriner; sie hatten einen Sohn und eine Tochter. Gemeinsam wurden sie am 28. Juli 1942 zunächst nach Theresienstadt und am 15. Mai 1944 nach Auschwitz deportiert, wo sie ermordet wurden. Ihrem Sohn Emil gelang über mehrere Länder die Flucht. |
|                   | Mosczinskystraße 14 (Lage)                                  | Seevorstadt                   | 21. Sep. 2016                                                               | Hier wohnte Käthe Viktoria Schweriner geb. Marwitz Jg. 1883 deportiert 1942 Theresienstadt 1944 Auschwitz ermordet                                                           | Käthe Viktoria Schweriner, geb. Marwitz, Ehefrau von Max Schweriner, wurde am 4. Juli 1883 in Dresden geboren. Gemeinsam mit ihrem Mann wurde sie am 28. Juli 1942 zunächst nach Theresienstadt und am 15. Mai 1944 nach Auschwitz deportiert, wo beide ermordet wurden. |
|                   | Mosczinskystraße 14 (Lage)                                  | Seevorstadt                   | 11. Juni 2011                                                               | Hier wohnte Thea Liebermann geb. Katz Jg. 1908 deportiert 1943 ermordet in Auschwitz                                                                                         | Thea Liebermann kam am 1. Oktober 1908 oder 1910 in Beuthen zur Welt. Ab 1935 lebte sie mit ihrem Mann Emil Liebermann in Dresden. Der Ehe entstammten vier Kinder. Ihrem Mann gelang 1939 die Emigration. Thea Liebermann wurde 1942 in das „Judenlager Hellerberg“ und 1943 nach Auschwitz deportiert. |
|                   | Mosczinskystraße 14 (Lage)                                  | Seevorstadt                   | 11. Juni 2011                                                               | Hier wohnte Klaus Peter Liebermann Jg. 1932 deportiert 1943 ermordet in Auschwitz                                                                                            | Klaus Peter Liebermann kam am 25. August 1932 in Breslau als Sohn von Emil und Thea Liebermann zur Welt. Er wurde 1942 mit seiner Mutter in das „Judenlager Hellerberg“ und 1943 nach Auschwitz deportiert. |
|                   | Mosczinskystraße 14 (Lage)                                  | Seevorstadt                   | 11. Juni 2011                                                               | Hier wohnte Gabriele Ruth Liebermann Jg. 1934 deportiert 1943 ermordet in Auschwitz                                                                                          | Gabriele Ruth Liebermann wurde am 2. Juni 1934 in Dresden als Tochter von Emil und Thea Liebermann geboren. Vermutlich verbrachte sie ihre letzten Lebensjahre in Breslau bei ihren Großeltern, die 1942 deportiert wurden. Sie gilt als verschollen. |
|                   | Mosczinskystraße 14 (Lage)                                  | Seevorstadt                   | 11. Juni 2011                                                               | Hier wohnte Wolfgang Dietrich Liebermann Jg. 1937 deportiert 1943 ermordet in Auschwitz                                                                                      | Wolfgang Dietrich Liebermann kam am 30. Juni 1937 in Dresden als Sohn von Emil und Thea Liebermann zur Welt. Vermutlich verbrachte er seine letzten Lebensjahre in Breslau bei seinen Großeltern, die 1942 deportiert wurden. Er wurde 1942 nach Grüssau und von dort im Mai 1942 nach Osten deportiert. Über sein weiteres Schicksal ist nichts bekannt. |
|                   | Mosczinskystraße 14 (Lage)                                  | Seevorstadt                   | 11. Juni 2011                                                               | Hier wohnte Denny Liebermann Jg. 1939 deportiert 1945 ermordet in Auschwitz                                                                                                  | Denny Liebermann wurde am 30. September 1939 als Sohn von Emil und Thea Liebermann in Dresden geboren. Vermutlich verbrachte er seine letzten Lebensjahre in Breslau bei seinen Großeltern, die 1942 deportiert wurden. Er gilt als verschollen. |
|                   | Nicolaistraße 6a (Lage)                                     | Johannstadt                   | 6. Mai 2025                                                                 | Hier wohnte Paul Nathan Löwenstein Jg. 1887 Interniert 1942 Lager Hellerberg Deportiert 1943 Auschwitz Ermordet 3.3.1943                                                     | |
|                   | Nicolaistraße 6a (Lage)                                     | Johannstadt                   | 6. Mai 2025                                                                 | Hier wohnte Johanna Löwenstein Geb. Roth Jg. 1892 Interniert 1942 Lager Hellerberg Deportiert 1943 Auschwitz Ermordet 3.3.1943                                               | |
|                   | Niederwaldstraße 30 (Lage)                                  | Striesen                      | 25. Nov. 2012                                                               | Hier wohnte Sally Saul Jg. 1882 Schicksal unbekannt | Sally Saul wurde am 21. November 1882 in Preußisch Stargard geboren. Er arbeitete als Kaufmann in Dresden und handelte mit Getreide- und Futtermitteln. Seine Ehefrau Elsa Margareta Schneider kam am 19. Dezember 1893 in Dresden zur Welt. Das Paar emigrierte wahrscheinlich nach Dänemark, wo beide deportiert wurden. Über ihr weiteres Schicksal ist nichts bekannt. |
|                   | Niederwaldstraße 30 (Lage)                                  | Striesen                      | 25. Nov. 2012                                                               | Hier wohnte Elsa Margareta Saul geb. Schneider Jg. 1893 Schicksal unbekannt                                                                                                  | Sally Saul wurde am 21. November 1882 in Preußisch Stargard geboren. Er arbeitete als Kaufmann in Dresden und handelte mit Getreide- und Futtermitteln. Seine Ehefrau Elsa Margareta Schneider kam am 19. Dezember 1893 in Dresden zur Welt. Das Paar emigrierte wahrscheinlich nach Dänemark, wo beide deportiert wurden. Über ihr weiteres Schicksal ist nichts bekannt. |
|                   | Nürnberger Straße 28g (Lage)                                | Südvorstadt                   | 21. Sep. 2016                                                               | Hier wohnte Margareta Beate Schmitz geb. Egerström Jg. 1902 eingewiesen 1938 Heilanstalt Hartheck ‘verlegt’ 23.4.1941 Heilanstalt Wiesengrund ermordet 17.8.1941             | Margareta Beate Schmits, geb. Egerström, wurde am 1.4.1902 in Schweden geboren. Sie war Kunststudentin in Dresden und lebte nach ihrer Heirat in Berlin und nach Scheidung 1934 mit ihrer Tochter Ingrid in Dresden. Als „Geisteskranke“ wurde sie 1938 in verschiedene Nervenkliniken eingeliefert, wo ihre Zwangssterilisation veranlasst wurde, wie es das 1933 von den Nationalsozialisten erlassene „Gesetz zur Verhütung erbkranken Nachwuchses“ vorschrieb. Am 23. April 1941 wurde sie in die Heil- und Pflegeanstalt Wiesengrund, dem heutigen tschechischen Dobrany, überführt, wo sie im Alter von 39 Jahren ums Leben kam. Im Totenregister wurde als Todesursache vermerkt: an „Lungenentzündung“; einer der üblichen offiziellen NS-Euphemismen für „ermordet“. |
|                   | Oberer Kreuzweg 6 (Lage)                                    | Innere Neustadt               | 11. Sep. 2014                                                               | Hier wohnte Alfred Steinhart Jg. 1909 deportiert 1943 ermordet in Auschwitz                                                                                                  | Alfred Steinhart war der Sohn von Max und Ida Steinhart (später Fränkel, sh. Melanchthonstraße 23). Er kam am 17. Februar 1907 in Dresden zur Welt. Er war Inhaber eines Haushaltwarengeschäfts und wurde enteignet. Er wurde vermutlich nach Auschwitz deportiert, wo er umkam. |
|                   | Oberer Kreuzweg 6 (Lage)                                    | Innere Neustadt               | 11. Sep. 2014                                                               | Hier wohnte Herta Steinhart verh. Saalheimer Jg. 1915 Flucht 1938 England Kanada                                                                                             | Herta Steinhart wurde am 27. November 1915 in Dresden geboren; ihre Eltern waren Max und Ida Steinhart (später Fränkel), ihr Bruder Alfred. Ihr gelang die Flucht. |
| Weitere Bilder \| | Oeserstraße 5 (Lage)                                        | Loschwitz                     | 15. März 2018                                                               | Hier wohnte Emanuel Goldberg Jg. 1881 Flucht 1933 Frankreich 1937 Palästina                                                                                                  | Zur ausführlichen Biografie siehe Emanuel Goldberg. |
| Weitere Bilder \| | Oeserstraße 5 (Lage)                                        | Loschwitz                     | 2. Dez. 2019                                                                | Hier wohnte Sophie Goldberg geb. Posniak Jg. 1886 Flucht 1933 Frankreich 1937 Palästina                                                                                      | Sophie Posniak (1886–1968) heiratete 1907 den Chemiker und späteren Leiter von Zeiss Ikon Emanuel Goldberg; der Ehe entstammten die Kinder Herbert (1914–2010) Goldberg und Renate Eva (1922–2015). Nachdem ihr Mann 1933 durch SA-Männer entführt worden war, floh die Familie im selben Jahr nach Paris und ging von dort aus nach Palästina. Herbert wanderte die die USA aus. |
| Weitere Bilder \| | Oeserstraße 5 (Lage)                                        | Loschwitz                     | 2. Dez. 2019                                                                | Hier wohnte Herbert Goldberg Jg. 1914 Flucht 1933 Frankreich 1937 USA | Sophie Posniak (1886–1968) heiratete 1907 den Chemiker und späteren Leiter von Zeiss Ikon Emanuel Goldberg; der Ehe entstammten die Kinder Herbert (1914–2010) Goldberg und Renate Eva (1922–2015). Nachdem ihr Mann 1933 durch SA-Männer entführt worden war, floh die Familie im selben Jahr nach Paris und ging von dort aus nach Palästina. Herbert wanderte die die USA aus. |
| Weitere Bilder \| | Oeserstraße 5 (Lage)                                        | Loschwitz                     | 2. Dez. 2019                                                                | Hier wohnte Renate Eva Goldberg Jg. 1922 Flucht 1933 Frankreich 1937 Palästina                                                                                               | Sophie Posniak (1886–1968) heiratete 1907 den Chemiker und späteren Leiter von Zeiss Ikon Emanuel Goldberg; der Ehe entstammten die Kinder Herbert (1914–2010) Goldberg und Renate Eva (1922–2015). Nachdem ihr Mann 1933 durch SA-Männer entführt worden war, floh die Familie im selben Jahr nach Paris und ging von dort aus nach Palästina. Herbert wanderte die die USA aus. |
|                   | Ostra-Allee (Kronentor) (Lage)                              | Innere Altstadt               | 2. Dez. 2019                                                                | Hier arbeitete Fritz Isidor van Emden Jg. 1898 Berufsverbot 1933 Flucht 1936 England                                                                                         | Zur ausführlichen Biografie siehe Fritz van Emden. |
|                   | Pestalozzistraße 1 (Lage)                                   | Innere Altstadt               | 25. Nov. 2012                                                               | Hier wohnte Leizer Kohn Jg. 1884 Polenaktion 1938 ermordet im besetzten Polen                                                                                                | Leizer bzw. Leon Kohn wurde am 8. März 1884 geboren. Im Jahr 1911 heiratete er Berta Kohn, das Paar hatte fünf Kinder. Leizer Kohn war in Dresden als Fleisch- und Wurstwarenhändler tätig und besaß ein eigenes Geschäft. Im Jahr 1938 wurde er nach Polen abgeschoben und lebte dort mit seiner Familie in Przemyśl. Über das weitere Schicksal ist nichts bekannt. |
|                   | Pestalozzistraße 1 (Lage)                                   | Innere Altstadt               | 25. Nov. 2012                                                               | Hier wohnte Bela Kohn geb. Podhorzer Jg. 1885 Polenaktion 1938 ermordet im besetzten Polen                                                                                   | Berta bzw. Beile Kohn, geb. Podhover (auch Podhorcer bzw. Pordhotzer) kam um 1885 zur Welt. Sie war die Ehefrau von Leizer Kohn, den sie 1911 ehelichte. Das Paar hatte fünf Kinder. Berta Kohn wurde im Oktober 1938 nach Polen abgeschoben und lebte dort mit ihrer Familie in Przemyśl. Über das weitere Schicksal ist nichts bekannt. |
|                   | Pestalozzistraße 1 (Lage)                                   | Innere Altstadt               | 25. Nov. 2012                                                               | Hier wohnte Regina Kohn Jg. 1919 Polenaktion 1938 ermordet im besetzten Polen                                                                                                | Regina Kohn wurde am 25. März 1919 in Dresden geboren. Sie war eine Tochter von Leizer und Berta Kohn. Mit ihren Eltern wurde sie 1938 nach Polen abgeschoben und lebte dort mit ihrer Familie in Przemyśl. Über das weitere Schicksal ist nichts bekannt. |
|                   | Pestalozzistraße 1 (Lage)                                   | Innere Altstadt               | 25. Nov. 2012                                                               | Hier wohnte Edith Kohn Jg. 1920 Polenaktion 1938 ermordet im besetzten Polen                                                                                                 | Edith Kohn wurde am 3. April 1920 in Dresden geboren. Sie war eine Tochter von Leizer und Berta Kohn. Mit ihren Eltern wurde sie 1938 nach Polen abgeschoben und lebte dort mit ihrer Familie in Przemyśl. Von 1939 bis 1940 lebte sie in Novi Schokly und plante dort die Emigration nach Palästina. Sie kehrte kurz vor der Ausreise zu ihren Eltern nach Przemyśl zurück. Über das weitere Schicksal ist nichts bekannt. |
|                   | Pestalozzistraße 1 (Lage)                                   | Innere Altstadt               | 25. Nov. 2012                                                               | Hier wohnte Fanny Kohn Jg. 1922 Polenaktion 1938 ermordet im besetzten Polen                                                                                                 | Fanny Kohn kam am 5. Dezember 1922 in Dresden zur Welt. Sie war eine Tochter von Leizer und Berta Kohn. Mit ihren Eltern wurde sie 1938 nach Polen abgeschoben und lebte dort mit ihrer Familie in Przemyśl. Über das weitere Schicksal ist nichts bekannt. |
|                   | Pestalozzistraße 17 (Lage)                                  | Pirnaische Vorstadt           | 21. Sep. 2016                                                               | Hier wohnte Ignatz Isaak Natowitz Jg. 1885 interniert 1942 Hellerberge deportiert 1943 Auschwitz ermordet 3.3.1943                                                           | Ignatz Isaak Natowitz wurde am 26. September 1885 in Kalwaria in Polen geboren. Er war verheiratet mit Feiga Sofia, geb. Weinsieder. Gemeinsam hatten sie zwei Kinder: Günther und Leonard. Ignatz war als Chemigraph tätig und engagierte er sich als stellvertretender Vorsitzender des Vereins Jüdischer Händler und Angestellter Dresdens. Das Paar wurde zunächst in das „Judenhaus“ Cranachstraße 6 eingewiesen, am 23./24.11.1942 in das „Judenlager Hellerberg“ bei Dresden und im März 1943 nach Auschwitz-Birkenau deportiert. Vermutlich wurden sie unmittelbar nach der Ankunft ermordet. |
|                   | Pestalozzistraße 17 (Lage)                                  | Pirnaische Vorstadt           | 21. Sep. 2016                                                               | Hier wohnte Feiga Fanny Natowitz geb. Weinsieder Jg. 1888 interniert 1942 Hellerberge deportiert 1943 ermordet in Auschwitz                                                  | Feiga Sofia Natowitz, geb. Weinsieder wurde am 1. April 1888 in Kolomea, damals Polen, heute Ukraine, geboren. Sie war verheiratet mit Ignatz Isaak Natowitz. Gemeinsam hatten sie zwei Söhne: Günther und Leonard. Das Paar wurde zunächst in das „Judenhaus“ Cranachstraße 6 eingewiesen, am 23./24.11.1942 in das „Judenlager Hellerberg“ bei Dresden und im März 1943 nach Auschwitz-Birkenau deportiert. Vermutlich wurden sie unmittelbar nach der Ankunft ermordet. |
|                   | Pestalozzistraße 17 (Lage)                                  | Pirnaische Vorstadt           | 21. Sep. 2016                                                               | Hier wohnte Leonard Natowitz Jg. 1914 interniert 1942 Hellerberge deportiert 1943 Auschwitz 1945 Todesmarsch Buchenwald befreit                                              | Leonard Natowitz, Sohn von Ignatz und Feiga Natowitz, wurde am 11. Oktober 1914 in Dresden geboren. Er heiratete Margot Sophie, geb. Höxter. Er schloss ein Lehrerseminar in Würzburg ab und unterrichtete als Lehrer an der Jüdischen Schule in Dresden. Beide wurden, zusammen mit seinen Eltern, in das „Judenlager Hellerberg“ in Dresden am 23./24.11.1942 deportiert. Von dort wurden sie am 2. März 1943 in das KZ Auschwitz deportiert. Er hatte die Häftlingsnummer 105486 und musste größtenteils in der Kohlengrube arbeiten. Bei der Evakuierung am 22. Januar 1945 gelangte er mit dem sogenannten Todesmarsch nach Buchenwald und wurde dort im April 1945 befreit. Nach einem Wiedertreffen in Dresden wanderten beide nach Amerika aus. |
|                   | Pestalozzistraße 17 (Lage)                                  | Pirnaische Vorstadt           | 21. Sep. 2016                                                               | Hier wohnte Günther Natowitz Jg. 1922 Kindertransport 1939 Holland interniert / deportiert Auschwitz Sachsenhausen befreit                                                   | Günter Natowitz, Sohn von Ignatz und Feiga Natowitz, wurde am 15.8.1922 in Dresden geboren. Er feierte am 24.8.1935 seine Bar Mitzwa. Mit dem Kindertransport gelangte er im Jahr 1939 in die Niederlande, wurde interniert und nach Auschwitz deportiert. Er hatte die Häftlingsnummer 150744. Von Auschwitz wurde er in das KZ Sachsenhausen deportiert, wo er am 23. April 1945 befreit wurde. |
|                   | Pfotenhauer Straße 16 (Lage)                                | Johannstadt                   | 28. Sep. 2015                                                               | Hier wohnte Oskar Steinhart Jg. 1883 deportiert 1942 Riga ermordet Nov. 1943 Auschwitz                                                                                       | Oskar Steinhart kam am 8. Februar 1883 in Tachau zur Welt. Seine Geschwister waren Ida Fränkel, Max Steinhart und Rosa Steinhart (sh. Stolpersteineinträge). Oskar war mit Bertra Rosenberger, geboren am 10. Dezember 1881 in Haid verheiratet. Erich, geboren am 29. März 1912, und Herbert, geboren am 18. Januar 1914, kamen in Dresden zur Welt. Die Familie wurde 1942 in das Ghetto Riga deportiert, das Ehepaar wurde 1943 in Auschwitz ermordet. Erich Steinhart gilt als verschollen; seine Spur verliert sich im Lager Buchenwald. Herbert wurde im KZ Natzweiler ermordet. |
|                   | Pfotenhauer Straße 16 (Lage)                                | Johannstadt                   | 28. Sep. 2015                                                               | Hier wohnte Berta Steinhart geb. Rosenberger Jg. 1881 deportiert 1942 Riga ermordet 5.11.1943 Auschwitz                                                                      | Oskar Steinhart kam am 8. Februar 1883 in Tachau zur Welt. Seine Geschwister waren Ida Fränkel, Max Steinhart und Rosa Steinhart (sh. Stolpersteineinträge). Oskar war mit Bertra Rosenberger, geboren am 10. Dezember 1881 in Haid verheiratet. Erich, geboren am 29. März 1912, und Herbert, geboren am 18. Januar 1914, kamen in Dresden zur Welt. Die Familie wurde 1942 in das Ghetto Riga deportiert, das Ehepaar wurde 1943 in Auschwitz ermordet. Erich Steinhart gilt als verschollen; seine Spur verliert sich im Lager Buchenwald. Herbert wurde im KZ Natzweiler ermordet. |
|                   | Pfotenhauer Straße 16 (Lage)                                | Johannstadt                   | 28. Sep. 2015                                                               | Hier wohnte Erich Steinhart Jg. 1912 deportiert 1942 Riga 1944 Stutthof ermordet in Buchenwald                                                                               | Oskar Steinhart kam am 8. Februar 1883 in Tachau zur Welt. Seine Geschwister waren Ida Fränkel, Max Steinhart und Rosa Steinhart (sh. Stolpersteineinträge). Oskar war mit Bertra Rosenberger, geboren am 10. Dezember 1881 in Haid verheiratet. Erich, geboren am 29. März 1912, und Herbert, geboren am 18. Januar 1914, kamen in Dresden zur Welt. Die Familie wurde 1942 in das Ghetto Riga deportiert, das Ehepaar wurde 1943 in Auschwitz ermordet. Erich Steinhart gilt als verschollen; seine Spur verliert sich im Lager Buchenwald. Herbert wurde im KZ Natzweiler ermordet. |
|                   | Pfotenhauer Straße 16 (Lage)                                | Johannstadt                   | 28. Sep. 2015                                                               | Hier wohnte Herbert Steinhart Jg. 1914 deportiert 1942 Riga 1944 Stutthof ermordet 27.11.1944 Natzweiler                                                                     | Oskar Steinhart kam am 8. Februar 1883 in Tachau zur Welt. Seine Geschwister waren Ida Fränkel, Max Steinhart und Rosa Steinhart (sh. Stolpersteineinträge). Oskar war mit Bertra Rosenberger, geboren am 10. Dezember 1881 in Haid verheiratet. Erich, geboren am 29. März 1912, und Herbert, geboren am 18. Januar 1914, kamen in Dresden zur Welt. Die Familie wurde 1942 in das Ghetto Riga deportiert, das Ehepaar wurde 1943 in Auschwitz ermordet. Erich Steinhart gilt als verschollen; seine Spur verliert sich im Lager Buchenwald. Herbert wurde im KZ Natzweiler ermordet. |
|                   | Pillnitzer Straße 34 (Lage)                                 | Pirnaische Vorstadt           | 21. Sep. 2016                                                               | Hier wohnte Hans Nagelstock Jg. 1906 mehrmals verhaftet wegen § 175 Gefängnis Bautzen 1941 Sachsenhausen ermordet 16.2.1942                                                  | Hans Nagelstock wurde am 1. August 1906 in Dresden geboren. Er war als Kaufmann tätig. Aufgrund seiner Homosexualität wurde er mehrfach verhaftet. Im Januar 1941 wurde er mit der Häftlingsnummer 35.056 und den Häftlingskategorien als „Berufsverbrecher“, §175 und als Jude in das KZ Sachsenhausen deportiert, wo er 1942 ermordet wurde. |
|                   | Pirnaische Straße 9 (Lage)                                  | Pirnaische Vorstadt           | 23. Sep. 2022                                                               | Hier wohnte Alfred Michaelis JG. 1887 Verhaftet Jan. 1942 Buchenwald Sachsenhausen Ermordet 30.6.1942                                                                        | Alfred Michaelis kam 1887 in Adlig Briesen zur Welt und heiratete 1941 Bertha Adler. Aus erster Ehe stammte Tochter Annelies Irma. Alfred Michaelis war als Kaufmann tätig und als ehemaliger Schwiegersohn von Julius Kornblum Mitinhaber des Warenhauses Ludwig Bach & Co. auf der Wettiner Straße. Das Paar musste in das „Judenhaus“ Fürstenstraße 2 ziehen. Alfred Michaelis wurde mehrfach verhaftet und schließlich in das KZ Sachsenhausen deportiert, wo er 1942 ermordet wurde. Bertha und Annelies Irma Michaelis mussten 1942 im „Judenlager Hellerberg“ wohnen, von wo aus sie 1943 in das KZ Auschwitz deportiert wurden. Hier wurde Bertha Ende 1943 oder Anfang 1944 ermordet; Annelies Irma wurde nervenkrank und im März 1944 ermordet. |
|                   | Pirnaische Straße 9 (Lage)                                  | Pirnaische Vorstadt           | 23. Sep. 2022                                                               | Hier wohnte Bertha Michaelis Geb. Adler JG. 1892 Deportiert 1943 Ermordet in Auschwitz                                                                                       | Alfred Michaelis kam 1887 in Adlig Briesen zur Welt und heiratete 1941 Bertha Adler. Aus erster Ehe stammte Tochter Annelies Irma. Alfred Michaelis war als Kaufmann tätig und als ehemaliger Schwiegersohn von Julius Kornblum Mitinhaber des Warenhauses Ludwig Bach & Co. auf der Wettiner Straße. Das Paar musste in das „Judenhaus“ Fürstenstraße 2 ziehen. Alfred Michaelis wurde mehrfach verhaftet und schließlich in das KZ Sachsenhausen deportiert, wo er 1942 ermordet wurde. Bertha und Annelies Irma Michaelis mussten 1942 im „Judenlager Hellerberg“ wohnen, von wo aus sie 1943 in das KZ Auschwitz deportiert wurden. Hier wurde Bertha Ende 1943 oder Anfang 1944 ermordet; Annelies Irma wurde nervenkrank und im März 1944 ermordet. |
|                   | Pirnaische Straße 9 (Lage)                                  | Pirnaische Vorstadt           | 23. Sep. 2022                                                               | Hier wohnte Annelies Irma Michaelis JG. 1924 Interniert 1942 Hellerberge Deportiert 1943 Auschwitz Ermordet 15.3.1943                                                        | Alfred Michaelis kam 1887 in Adlig Briesen zur Welt und heiratete 1941 Bertha Adler. Aus erster Ehe stammte Tochter Annelies Irma. Alfred Michaelis war als Kaufmann tätig und als ehemaliger Schwiegersohn von Julius Kornblum Mitinhaber des Warenhauses Ludwig Bach & Co. auf der Wettiner Straße. Das Paar musste in das „Judenhaus“ Fürstenstraße 2 ziehen. Alfred Michaelis wurde mehrfach verhaftet und schließlich in das KZ Sachsenhausen deportiert, wo er 1942 ermordet wurde. Bertha und Annelies Irma Michaelis mussten 1942 im „Judenlager Hellerberg“ wohnen, von wo aus sie 1943 in das KZ Auschwitz deportiert wurden. Hier wurde Bertha Ende 1943 oder Anfang 1944 ermordet; Annelies Irma wurde nervenkrank und im März 1944 ermordet. |
|                   | Rabenauer Straße 32 (Lage)                                  | Naußlitz                      | 9. Nov. 2020                                                                | Hier wohnte Theresia Freudenfels Geb. Steinhart Jg. 1885 Gedemütigt/Entrechtet Tot 31.1.1942                                                                                 | Theresia Steinhart kam 1885 in Breslau zur Welt und heiratete 1907 Georg Freudenfels. Der Ehe entstammten zwei Kinder, die jeweils kurz nach der Geburt starben. Theresia Freudenfels war seit den späten 1910er-Jahren verwitwet und verstarb Ende Januar 1942 in Dresden. |
|                   | Räcknitzstraße 11 (Lage)                                    | Seevorstadt                   | 22. Juli 2021                                                               | Hier wohnte Haydee Schmidt Geb. Grünwald Jg. 1884 deportiert 1942 Auschwitz ermordet 31.3.1943                                                                               | Haydee Schmidt war die Tochter der Schriftstellerin Sidonie Grünwald-Zerkowitz und des Fabrikanten Leopold Grünwald. Sie kam 1884 in Wien zur Welt und wurde zur Harfenistin ausgebildet. Sie lebte mit ihrem ersten Mann, dem Musiker Ludwig Andreas Kloo, in England, und war in zweiter Ehe ab 1910 mit dem Musiker Franz Karl Paul Schmidt verheiratet, der bei der Sächsischen Staatskapelle Dresden spielte. Im Jahr der zweiten Heirat konvertierte Haydee Schmidt zum evangelisch-lutherischen Glauben. Sie trat ab 1902 regelmäßig in Konzerten als Harfenistin auf und war ab 1926 als Hochschullehrerin für Harfe auch am Dresdner Konservatorium tätig. Im Jahr 1939 wurde sie aus der Reichsmusikkammer ausgeschlossen und 1942 in das KZ Auschwitz deportiert, wo sie 1943 verstarb. |
|                   | Regensburger Straße 3 (Lage)                                | Plauen                        | 4. Nov. 2009                                                                | Hier wohnte Chaim Levin Jg. 1866 deportiert 7.9.1942 Theresienstadt ermordet 15.12.1942                                                                                      | Kaufmann Chaim Lewin kam am 25. November 1866 in Aschmjany zur Welt. Seine erste Frau, mit der er vier Kinder hatte, verstarb 1923. Chaim Lewin war in zweiter Ehe mit Anna Barwich verheiratet. Er musste seine letzten Jahre im „Judenhaus“ Pirnaische Straße 23 verbringen und wurde 1942 nach Theresienstadt deportiert. |
|                   | Regensburger Straße 15 (Lage)                               | Plauen                        | 26. Nov. 2012                                                               | Hier wohnte Herbert Samuel Jg. 1894 interniert 1942 Hellerberge deportiert 1943 ermordet in Auschwitz                                                                        | Herbert Samuel kam am 12. Mai 1894 in Stolp zur Welt. Er war als Kaufmann für Getreide- und Futtermittel tätig. Aus der Ehe mit Kinderpädagogin Ellen Samuel entstammte ein Sohn. Samuel musste in das „Judenhaus“ Röhrhofsgasse 16 ziehen und wurde 1942 in das „Judenlager Hellerberg“ deportiert. Im Jahr 1943 wurde er in das KZ Auschwitz deportiert. |
|                   | Riesaer Straße 40 (Lage)                                    | Pieschen                      | 21. Juli 2021                                                               | Hier wohnte Georg Friedrich Schweizer Jg. 1870 Mitglied SPD „Schutzhaft“ 1933 Hohnstein 1934 krank entlassen                                                                 | Georg Friedrich Schweizer kam 1870 in Schwäbisch Hall zur Welt. Er arbeitete als Buchbinder und heiratete 1896 in Dresden Louise Martha Wiesner. Der Ehe entstammten fünf Kinder, darunter der 1901 geborene Sohn Ludwig Alexander. Georg Friedrich Schweizer, der in Dresden Stadtverordneter der SPD war, wurde 1933 inhaftiert und schwer misshandelt. Erst 1934 wurde er aus dem KZ Honstein entlassen und kehrte zu seiner Familie zurück. Sohn Ludwig Alexander galt als geistig zurückgeblieben und befand sich seit seiner Jugend wiederholt in medizinischer Behandlung; 26 Jahre lebte er in der Landesanstalt Arnsdorf. Im Jahr 1935 wurde er zwangssterilisiert und 1941 nach Pirna-Sonnenstein verbracht, wo er im selben Jahr im Rahmen der Aktion T4 umgebracht wurde. Louise Martha Schweizer, die sehr unter dem Schicksal des Mannes und Sohnes litt, verstarb 1942. |
|                   | Riesaer Straße 40 (Lage)                                    | Pieschen                      | 21. Juli 2021                                                               | Hier wohnte Louise Martha Schweizer geb. Wiesner Jg. 1874 gedemütigt/entrechtet                                                                                              | Georg Friedrich Schweizer kam 1870 in Schwäbisch Hall zur Welt. Er arbeitete als Buchbinder und heiratete 1896 in Dresden Louise Martha Wiesner. Der Ehe entstammten fünf Kinder, darunter der 1901 geborene Sohn Ludwig Alexander. Georg Friedrich Schweizer, der in Dresden Stadtverordneter der SPD war, wurde 1933 inhaftiert und schwer misshandelt. Erst 1934 wurde er aus dem KZ Honstein entlassen und kehrte zu seiner Familie zurück. Sohn Ludwig Alexander galt als geistig zurückgeblieben und befand sich seit seiner Jugend wiederholt in medizinischer Behandlung; 26 Jahre lebte er in der Landesanstalt Arnsdorf. Im Jahr 1935 wurde er zwangssterilisiert und 1941 nach Pirna-Sonnenstein verbracht, wo er im selben Jahr im Rahmen der Aktion T4 umgebracht wurde. Louise Martha Schweizer, die sehr unter dem Schicksal des Mannes und Sohnes litt, verstarb 1942. |
|                   | Riesaer Straße 40 (Lage)                                    | Pieschen                      | 21. Juli 2021                                                               | Hier wohnte Ludwig Alexander Schweizer Jg. 1901 seit 1914 mehrere Heilanstalten „verlegt“ 26.5.1941 Pirna-Sonnenstein ermordet 26.5.1941 Aktion T4                           | Georg Friedrich Schweizer kam 1870 in Schwäbisch Hall zur Welt. Er arbeitete als Buchbinder und heiratete 1896 in Dresden Louise Martha Wiesner. Der Ehe entstammten fünf Kinder, darunter der 1901 geborene Sohn Ludwig Alexander. Georg Friedrich Schweizer, der in Dresden Stadtverordneter der SPD war, wurde 1933 inhaftiert und schwer misshandelt. Erst 1934 wurde er aus dem KZ Honstein entlassen und kehrte zu seiner Familie zurück. Sohn Ludwig Alexander galt als geistig zurückgeblieben und befand sich seit seiner Jugend wiederholt in medizinischer Behandlung; 26 Jahre lebte er in der Landesanstalt Arnsdorf. Im Jahr 1935 wurde er zwangssterilisiert und 1941 nach Pirna-Sonnenstein verbracht, wo er im selben Jahr im Rahmen der Aktion T4 umgebracht wurde. Louise Martha Schweizer, die sehr unter dem Schicksal des Mannes und Sohnes litt, verstarb 1942. |
|                   | Rietschelstraße 15 (Lage)                                   | Pirnaische Vorstadt           | 21. Sep. 2016                                                               | Hier wohnte Leo Leiser Langer Jg. 1887 ‘Polenaktion’ 1938 Beythen / Bytom ermordet im besetzten Polen                                                                        | Leo Langer wurde am 5. Dezember 1887 in damals zu Polen gehörenden Spas geboren. Er hatte acht weitere Geschwister. Seit Beginn des 20. Jahrhunderts lebte er in Dresden. Im Ersten Weltkrieg kämpfte er in der deutschen Armee an der Ostfront und geriet in russische Gefangenschaft. Nach seiner Befreiung erhielt er ein Verdienstkreuz. Am 30. Juni 1913 wurde sein Sohn Max Langer geboren, fast zehn Jahre später, am 25. August 1923 wurde Antonie, genannt Toni, Langer geboren. Zusammen mit seiner Ehefrau Rosa (Reisel) Langer, geb. Adler, betrieb er ein Möbel- und Antiquitätengeschäft sowie eine Schuhwarenhandlung. Beide hatten 2 Kinder: Max und Toni. Mit dem Machtantritt der Nationalsozialisten waren sie zunehmenden Repressalien ausgesetzt. Im Rahmen der sog. „Polenaktion“ zwischen dem 28. und 29. Oktober 1938 ließ Reinhard Heydrich, der Chef des SS-Sicherheitsdienstes, alle polnisch-stämmigen Juden verhaften und schob sie nach Polen ab. Bis auf Max, der sich retten konnte, war die Familie Langer davon betroffen. Vermutlich wurden sie 1942 in einem Vernichtungslager ermordet. |
|                   | Rietschelstraße 15 (Lage)                                   | Pirnaische Vorstadt           | 21. Sep. 2016                                                               | Hier wohnte Rosa Langer geb. Adler Jg. 1887 ‘Polenaktion’ 1938 Beythen / Bytom ermordet im besetzten Polen                                                                   | Rosa/Reisel Langer wurde am 5. Dezember 1887 im damals zu Polen gehörenden Roschnjatiw als Rosa/Reisel Adler, genannt Morgenstern, geboren. Sie hatte sieben weitere Geschwister. Seit Beginn des 20. Jahrhunderts lebte sie in Dresden und betrieb mit ihrem Ehemann Leiser Leo Langer ein Möbel- und Antiquitätengeschäft sowie eine Schuhwarenhandlung. Beide hatten 2 Kinder: Max und Toni. Mit dem Machtantritt der Nationalsozialisten waren sie zunehmenden Repressalien ausgesetzt. Im Rahmen der sog. „Polenaktion“ zwischen dem 28. und 29. Oktober 1938 ließ Reinhard Heydrich, der Chef des SS-Sicherheitsdienstes, alle polnisch-stämmigen Juden verhaften und schob sie nach Polen ab. Bis auf Max, der sich retten konnte, war die Familie Langer davon betroffen. Vermutlich wurden sie 1942 in einem Vernichtungslager ermordet. |
|                   | Rietschelstraße 15 (Lage)                                   | Pirnaische Vorstadt           | 21. Sep. 2016                                                               | Hier wohnte Max Langer Jg. 1913 Flucht 1936 Palästina | Max Langer wurde am 30. Juni 1913 als erstes Kind von Rosa und Leo Langer in Dresden geboren. Er besuchte das Wettiner Gymnasium und war auch in der deutsch-jüdischen Pfadfindergruppe Blau-Weiß tätig. Später war er in der KPD aktiv. Nach Machtantritt der Nationalsozialisten riet ihm sein Vater, Dresden zu verlassen. Er besorgte sich ein Ausreisezertifikat für zwei Personen nach Palästina, heiratete zum Schein seine Cousine Ester Edelstein und wanderte mit ihr 1936 aus, wodurch er sie vor der Ermordung rettete. Nach ihrer Scheidung heiratete Max die aus Holland stammende Flora Elisabeth Langer, geb. Hamburg. Max Langer starb am 8. November 2000 in Israel. |
|                   | Rietschelstraße 15 (Lage)                                   | Pirnaische Vorstadt           | 21. Sep. 2016                                                               | Hier wohnte Toni Langer Jg. 1923 ‘Polenaktion’ 1938 Beuthen / Bytom ermordet im besetzten Polen                                                                              | Antonie (Toni) Langer wurde am 25. August 1923 als zweites Kind von Rosa und Leo Langer in Dresden geboren. Mit ihren Eltern wurde sie bei der sogenannten „Polenaktion“ nach Polen abgeschoben. Vermutlich wurden sie 1942 in einem Vernichtungslager bei Lemberg ermordet. |
|                   | Rietschelstraße 19 (Lage)                                   | Pirnaische Vorstadt           | 11. Sep. 2014                                                               | Hier wohnte Owadie Leib Zwecher Jg. 1880 „Polenaktion“ 1938 Bentschen/Zbaszyn ermordet im besetzten Polen                                                                    | Owadie Leib Zwecher wurde am 9. Juni 1880 in Kolomea geboren. Er war mit Chane Zwecher verheiratet; der Ehe entstammten die Kinder Malka Lea und Chaskel Kurt. Er war als Kaufmann tätig und wurde mit Ehefrau und Tochter 1938 nach Polen abgeschoben; sein Schicksal ist unbekannt. |
|                   | Rietschelstraße 19 (Lage)                                   | Pirnaische Vorstadt           | 11. Sep. 2014                                                               | Hier wohnte Chane Zwecher geb. Fränkel Jg. 1879 „Polenaktion“ 1938 Bentschen/Zbaszyn ermordet im besetzten Polen                                                             | Chane Zwecher wurde am 23. Oktober 1879 in Buckow geboren. Sie wurde mit Ehemann und Tochter 1938 nach Polen abgeschoben und gilt als verschollen. |
|                   | Rietschelstraße 19 (Lage)                                   | Pirnaische Vorstadt           | 11. Sep. 2014                                                               | Hier wohnte Malka Lea Zwecher Jg. 1919 „Polenaktion“ 1938 Bentschen/Zbaszyn ermordet im besetzten Polen                                                                      | Malka Lea Zwecher wurde am 21. Juli 1919 in Dresden geboren. Sie wurde mit ihren Eltern 1938 nach Polen abgeschoben; möglicherweise gelang ihr die Emigration. |
|                   | Rietschelstraße 19 (Lage)                                   | Pirnaische Vorstadt           | 11. Sep. 2014                                                               | Hier wohnte Chaskel Kurt Zwecher Jg. 1912 Flucht 1939 Italien Palästina | Chaskel Kurt Zwecher kam am 11. November 1912 in Dresden zur Welt und engagierte sich im jüdischen Kulturleben der Stadt. Er studierte Jura und nach seinem Ausschluss Jüdische Theologie in Breslau. Nach kurzer Inhaftierung in Dresden 1939 gelang ihm im selben Jahr die Flucht. |
|                   | Rietschelstraße 28 (Lage)                                   | Pirnaische Vorstadt           | 11. Sep. 2014                                                               | Hier wohnte Albert Hirsch Jg. 1900 verhaftet 1943 Mauthausen befreit/überlebt                                                                                                | Albert Hirsch, geboren am 2. Februar oder Dezember 1900 in Borghorst, war ab 1929 mit Fanny Hirsch verheiratet; der Ehe entstammte Sohn Manfred. Er wurde 1938 verhaftet und in das KZ Buchenwald deportiert. Er emigrierte nach seiner Freilassung 1939 in die Niederlande, wurde verhaftet und nach Dresden gebracht, 1939 erneut verhaftet und ab 1941 Zwangsarbeiter im Goehle-Werk in Dresden. Ab 1942 lebte die Familie im „Judenhaus“ Sporergasse 2 und wurde 1942 in das „Judenlager Hellerberg“ und 1943 in das KZ Auschwitz deportiert. Im Jahr 1945 kam Hirsch in das KZ Mauthausen, wo er befreit wurde. |
|                   | Rietschelstraße 28 (Lage)                                   | Pirnaische Vorstadt           | 11. Sep. 2014                                                               | Hier wohnte Fanny Hirsch geb. Schneck Jg. 1901 interniert 1942 Hellerberge deportiert 1943 Auschwitz ermordet 3.3.1943                                                       | Fanny Hirsch wurde am 17. September 1901 als Tochter von Abraham und Pessia Schneck (sh. Seestraße 7) in Dresden geboren. Der 1929 geschlossenen Ehe mit Albert Hirsch entstammte ein Sohn. Ab 1941 musste sie Zwangsarbeit im Goehle-Werk in Dresden leisten und 1942 in das „Judenhaus“ Sporergasse 2 ziehen. Im Jahr 1942 wurde sie in das „Judenlager Hellerberg“ und 1943 in das KZ Auschwitz deportiert, wo sie umkam. |
|                   | Rietschelstraße 28 (Lage)                                   | Pirnaische Vorstadt           | 11. Sep. 2014                                                               | Hier wohnte Manfred Hirsch Jg. 1929 interniert 1942 Hellerberge deportiert 1943 Auschwitz ermordet 3.3.1943                                                                  | Manfred Hirsch, geboren am 10. November 1929 in Dresden, musste mit seinen Eltern 1942 in das „Judenhaus“ Sporergasse 2 ziehen. Im Jahr 1942 wurde er in das „Judenlager Hellerberg“ und 1943 in das KZ Auschwitz deportiert, wo er umkam. |
|                   | Robert-Blum-Straße 1 Ecke Kleine Marienbrücke (Lage)        | Innere Neustadt               | 11. Juni 2011                                                               | Hier wohnte Zalko Bialaschewsky Jg. 1865 deportiert 1942 Theresienstadt ermordet 7.2.1943                                                                                    | Kaufmann Zalko Bialaschewsky wurde am 15. Oktober 1865 in Grajewo geboren und zog 1897 nach Dresden. Mit seiner Frau Tauba († 1933) hatte er vier Kinder. Zuletzt musste Bialaschewsky, der 1920 die deutsche Staatsbürgerschaft erhalten hatte, im „Judenhaus“ Kaiserstraße 1 leben. Er wurde 1942 nach Theresienstadt deportiert. |
|                   | Röhrhofsgasse 18 (Lage)                                     | Altstadt                      | 21. Juli 2021                                                               | Hier wohnte Jona Hönigsberg Jg. 1879 Flucht 1939 verhaftet 20.10.1938 1939 Zuchthaus Waldheim entlassen 1941 Tot an Haftfolgen in Hannover 6.5.1941                          | Jona Hönigsberg kam 1879 in Stanislau zur Welt und war als Kaufmann tätig. Um 1900 kam er nach Dresden. Er war mit Klara Geller verheiratet, der Ehe entstammte Tochter Dora (sh. Stolperstein Hochschulstraße/Fußweg Verlängerung Schnorrstraße 20). Jona Hönigsberg wurde 1938 inhaftiert und im Folgejahr zu zwei Jahren Zuchthaus verurteilt, die er in Waldheim verbrachte. Er erkrankte dort an Lungentuberkulose, an der er 1941 verstarb. Klara Hönigsberg wurde 1939 nach Polen deportiert, wo sie sehr wahrscheinlich ermordet wurde. |
|                   | Röhrhofsgasse 18 (Lage)                                     | Altstadt                      | 21. Juli 2021                                                               | Hier wohnte Klara ‘Chaye’ Hönigsberg geb. Geller Jg. 1880 ausgewiesen nach Polen 1939 Schicksal unbekannt / ermordet im besetzten Polen                                      | Jona Hönigsberg kam 1879 in Stanislau zur Welt und war als Kaufmann tätig. Um 1900 kam er nach Dresden. Er war mit Klara Geller verheiratet, der Ehe entstammte Tochter Dora (sh. Stolperstein Hochschulstraße/Fußweg Verlängerung Schnorrstraße 20). Jona Hönigsberg wurde 1938 inhaftiert und im Folgejahr zu zwei Jahren Zuchthaus verurteilt, die er in Waldheim verbrachte. Er erkrankte dort an Lungentuberkulose, an der er 1941 verstarb. Klara Hönigsberg wurde 1939 nach Polen deportiert, wo sie sehr wahrscheinlich ermordet wurde. |
|                   | Rosa-Menzer-Straße 19 (Lage)                                | Striesen                      | 24. Sep. 2013                                                               | Hier wohnte Rosa Menzer geb. Litwin Jg. 1886 im Widerstand verhaftet 1934 Zuchthaus Waldheim 1940 Ravensbrück ‚verlegt‘ Mai 1942 Bernburg ermordet 28.5.1942                 | Zur ausführlichen Biografie siehe Rosa Menzer. |
|                   | Rosenstraße 31 (Lage)                                       | Altstadt                      | 21. Juli 2021                                                               | Hier wohnte George Steinhart Jg. 1879 verhaftet Gefängnis Dresden Hellerberge Flucht in den Tod 31.1.1935                                                                    | George Steinhart wurde 1879 im polnischen Iława geboren und arbeitete als Elektriker. Er war Jude. Im Jahr 1916 heiratete er und wurde Vater eines Sohnes, Theodor Waldemar Steinhart. Das Ehepaar trennte sich 1932 und George Steinhart lebte anschließend bei seiner Schwägerin. Nachdem George Steinhart Anfang 1935 festgenommen worden war, nahm er sich Ende Januar 1935 das Leben. Sohn Theodor Waldemar floh nach dem Tod des Vaters nach Prag, von wo aus er 1942 in das KZ Theresienstadt und später nach Auschwitz deportiert wurde, wo er 1944 umkam. |
|                   | Rosenstraße 31 (Lage)                                       | Altstadt                      | 23. Sep. 2022                                                               | Hier wohnte Theodor Waldemar Steinhart JG. 1916 Flucht Tschechoslowakei Deportiert 1942 Theresienstadt 1944 Auschwitz Ermordet                                               | George Steinhart wurde 1879 im polnischen Iława geboren und arbeitete als Elektriker. Er war Jude. Im Jahr 1916 heiratete er und wurde Vater eines Sohnes, Theodor Waldemar Steinhart. Das Ehepaar trennte sich 1932 und George Steinhart lebte anschließend bei seiner Schwägerin. Nachdem George Steinhart Anfang 1935 festgenommen worden war, nahm er sich Ende Januar 1935 das Leben. Sohn Theodor Waldemar floh nach dem Tod des Vaters nach Prag, von wo aus er 1942 in das KZ Theresienstadt und später nach Auschwitz deportiert wurde, wo er 1944 umkam. |
|                   | Rückertstraße 12 (Lage)                                     | Pieschen                      | 5. Dez. 2013                                                                | Hier wohnte Kurt Mosberg Jg. 1911 verhaftet 1940 Sachsenhausen 1941 Dachau verlegt 3.3.1942 Schloss Hartheim ermordet 3.3.1942                                               | Kurt Mosberg kam am 13. April 1911 in Dresden zur Welt. Mit seiner Partnerin Ella Greif hatte er ein Kind. Er arbeitete als Galvaniseur. Er wurde vermutlich in das KZ Sachsenhausen und 1940 in das KZ Dachau deportiert. Er kam mit einem „Invalidentransport“ 1942 in die Tötungsanstalt Hartheim in Österreich und wurde hier nach der Ankunft 1942 vergast. |
|                   | Rudolf-Leonhard-Straße 36 (Lage)                            | Hechtviertel                  | 28. Sep. 2015                                                               | Hier wohnte Walter Karl Schäfer Jg. 1910 Zeuge Jehovas verhaftet 1942 Kriegsdienst verweigert hingerichtet 26.9.1942 Brandenburg-Görden                                      | Walter Karl Schäfer kam am 28. November 1910 in Dresden zur Welt. Als Zeuge Jehovas verweigerte er den Kriegsdienst, wurde im August 1942 zum Tode verurteilt und im September 1942 hingerichtet. |
|                   | Saarstraße 30 (Lage)                                        | Coschütz                      | 29. Sep. 2015                                                               | Hier wohnte Hans Schulze Jg. 1920 Zeuge Jehovas verhaftet 1941 Kriegsdienst verweigert hingerichtet 9.5.1941 Brandenburg-Görden                                              | Hans Schulze kam am 21. November 1920 in Dresden zur Welt. Als Zeuge Jehovas verweigerte er den Kriegsdienst, wurde im April 1941 zum Tode verurteilt und im Mai 1941 hingerichtet. |
|                   | Schäferstraße 9 (Lage)                                      | Friedrichstadt (Dresden)      | 23. Sep. 2022                                                               | Hier wohnte Wilhelm Nollert JG. 1895 Zeuge Jehovas Verhaftet 7.1.1937 Buchenwald 1942 Dachau Deportiert 1944 Majdanek Ermordet 2.3.1944                                      | Wilhelm Nollert kam 1895 in Ludwigshafen zur Welt und wuchs bei Pflegeeltern auf. Er absolvierte eine Ausbildung zum Gärtner. Er war Soldat im Ersten Weltkrieg und kehrte als Kriegsinvalide zurück. Er ließ sich in Dresden nieder und arbeitete in einer Nähmaschinenfabrik. Im Jahr 1931 heiratete er Gertrud Drechsler. Das Ehepaar Nollert gehörte ab 1928 den Zeugen Jehovas an und unterstützte die Gemeinschaft in den 1930er-Jahren im Widerstand. Wilhelm Nollert wurde 1935 entlassen. Aufgrund ihrer Aktivitäten im Widerstand wurden beide 1937 verhaftet. Ende 1937 wurde Wilhelm Nollert in das KZ Buchenwald und 1942 in das KZ Dachau deportiert. Als er als nicht mehr arbeitsfähig galt, wurde er 1944 in das Lager Majdanek deportiert und dort ermordet. Gertrud Nollert wurde in die KZs Moringen, Lichtenburg und Ravensbrück deportiert; in Ravensbrück leistete sie in einem Außenkommando Zwangsarbeit. Gertrud Nollert überlebte und verstarb 1996. |
|                   | Schäferstraße 9 (Lage)                                      | Friedrichstadt (Dresden)      | 23. Sep. 2022                                                               | Hier wohnte Gertrud Nollert Geb. Drechsler JG. 1906 Zeugin Jehovas Verhaftet 30.12.1936 Moringen 1938 Lichtenburg 1939 Ravensbrück Befreit 15.10.1942                        | Wilhelm Nollert kam 1895 in Ludwigshafen zur Welt und wuchs bei Pflegeeltern auf. Er absolvierte eine Ausbildung zum Gärtner. Er war Soldat im Ersten Weltkrieg und kehrte als Kriegsinvalide zurück. Er ließ sich in Dresden nieder und arbeitete in einer Nähmaschinenfabrik. Im Jahr 1931 heiratete er Gertrud Drechsler. Das Ehepaar Nollert gehörte ab 1928 den Zeugen Jehovas an und unterstützte die Gemeinschaft in den 1930er-Jahren im Widerstand. Wilhelm Nollert wurde 1935 entlassen. Aufgrund ihrer Aktivitäten im Widerstand wurden beide 1937 verhaftet. Ende 1937 wurde Wilhelm Nollert in das KZ Buchenwald und 1942 in das KZ Dachau deportiert. Als er als nicht mehr arbeitsfähig galt, wurde er 1944 in das Lager Majdanek deportiert und dort ermordet. Gertrud Nollert wurde in die KZs Moringen, Lichtenburg und Ravensbrück deportiert; in Ravensbrück leistete sie in einem Außenkommando Zwangsarbeit. Gertrud Nollert überlebte und verstarb 1996. |
|                   | Schäferstraße 17 (Lage)                                     | Friedrichstadt                | 6. Mai 2025                                                                 | Hier wohnte Walter Hempel Jg. 1895 Zeuge Jehovas Seit 1934 mehrmals Verhaftet Zuletzt 16.11.1943 Todesurteil 13.12.1944 Volksgerichtshof KZ Dachau Befreit                   | |
|                   | Schäferstraße 17 (Lage)                                     | Friedrichstadt                | 6. Mai 2025                                                                 | Hier wohnte Helene Hempel Geb. Ganenz Jg. 1893 Zeugin Jehovas Seit 1936 mehrmals Verhaftet ‘ Zuletzt 16.11.1943 München-Stadelheim Entlassen 26.4.1945                       | |
|                   | Schandauer Straße 22 (Lage)                                 | Striesen                      | 2. Dez. 2019                                                                | Hier wohnte Iwan Schwarz Jg. 1893 Zwangsarbeit Schutzraumverbot Tot bei Luftangriff 13.2.1945                                                                                | Iwan Schwarz kam 1893 in Dresden zur Welt. Wie sein Bruder Alfred (sh. Stolperstein Georgplatz) war er gehörlos und hatte eine Gehbehinderung. Er wurde Maschinist. Mit Freunden gründete er 1920 den Dresdner Taubstummen Schwimmverein 1920, der noch heute als Dresdner Gehörlosen-Sportverein 1920 e. V. existiert. Alfred Schwarz war mit einer Nicht-Jüdin verheiratet, die als „privilegierte Mischehe“ galt. Erst Ende 1944 musste er Zwangsarbeit verrichten und in das „Judenhaus“ Sporergasse 2 umziehen, wo er wie alle Bewohner bei der Bombardierung der Stadt im Februar 1945 ums Leben kam. |
|                   | Schloßplatz, Katholische Hofkirche, Haupteingang (Lage)     | Innere Altstadt               | 11. Juni 2011                                                               | Hier wirkte Kaplan Alojs Andritzki Jg. 1914 verhaftet 1941 Dachau ermordet 3.2.1943                                                                                          | Zur ausführlichen Biografie siehe Alojs Andritzki. |
|                   | Schloßstraße 2 (Lage)                                       | Altstadt                      | 23. Sep. 2022                                                               | Hier arbeitete Robert Eger Geb. 1893 'Schutzhaft' 1938 Buchenwald Verhaftet 15.10.1942 Polizeigefängnis Deportiert 1942 Auschwitz Ermordet 1.1.1943                          | Siehe Stolperstein Robert Eger, Wasastraße 7. |
|                   | Schlüterstraße 22b (Lage)                                   | Gruna                         | 4. Nov. 2009                                                                | Hier wohnte Clara Weiss geb. Nathan Jg. 1889 deportiert 1942 Lager Hellerberge ermordet 1943 in Auschwitz                                                                    | Clara Weiss kam am 22. Juni 1889 in Zduny zur Welt. Sie war mit Tuchhändler Hermann Weiss verheiratet; der Ehe entstammten zwei Kinder. Sie musste zuletzt in das „Judenhaus“ Fiedlerstraße 3 ziehen und wurde 1942 in das „Judenlager Hellerberg“ sowie 1943 nach Auschwitz deportiert. |
|                   | Schlüterstraße 22b (Lage)                                   | Gruna                         | 4. Nov. 2009                                                                | Hier wohnte Eva Weiss Jg. 1921 Lager Hellerberge ermordet 1943 in Auschwitz                                                                                                  | Eva Weiss kam am 28. Juli 1921 in Dresden als Tochter von Hermann und Clara Weiss zur Welt. Sie spielte im Verein Handball und arbeitete ab 1940 als Sprechstundenhilfe bei Arzt Willy Katz. Sie wurde 1942 in das „Judenlager Hellerberg“ und 1943 in das KZ Auschwitz deportiert. |
|                   | Schlüterstraße 23 (Lage)                                    | Gruna                         | 8. März 2024                                                                | Hier wohnte Berthold Altmann JG. 1882 Interniert 1942 Dresden-Hellerberg Deportiert 1943 Auschwitz Ermordet 3.3.1943                                                         | Berthold Altmann kam 1882 in Graudenz zur Welt und lebte bis 1922 in Berlin, wo er als Kaufmann tätig war. Er heiratete 1923 die Witwe Julia Levy und lebte mit ihr in Dresden. Er wurde Inhaber eines Stickereigeschäfts, das seiner Frau gehörte und das bis 1935 bestand. Zwischen 1940 und 1942 musste die Familie in Dresdens „Judenhäusern“ leben, ab 1942 im „Judenlager Hellerberg“. Berthold Altmann wurde zu Zwangsarbeit verpflichtet. Im Jahr 1943 wurde das Ehepaar wie alle Bewohner des Lagers in das KZ Auschwitz deportiert, wo sie ermordet wurden. |
|                   | Schlüterstraße 23 (Lage)                                    | Gruna                         | 8. März 2024                                                                | Hier wohnte Julia Altmann Geb. Levy Verw. Löwenstein JG. 1888 Interniert 1942 Dresden-Hellerberg Deportiert 1943 Auschwitz Ermordet 3.3.1943                                 | Berthold Altmann kam 1882 in Graudenz zur Welt und lebte bis 1922 in Berlin, wo er als Kaufmann tätig war. Er heiratete 1923 die Witwe Julia Levy und lebte mit ihr in Dresden. Er wurde Inhaber eines Stickereigeschäfts, das seiner Frau gehörte und das bis 1935 bestand. Zwischen 1940 und 1942 musste die Familie in Dresdens „Judenhäusern“ leben, ab 1942 im „Judenlager Hellerberg“. Berthold Altmann wurde zu Zwangsarbeit verpflichtet. Im Jahr 1943 wurde das Ehepaar wie alle Bewohner des Lagers in das KZ Auschwitz deportiert, wo sie ermordet wurden. |
|                   | Schurichtstraße 3 (Lage)                                    | Räcknitz/ Zschertnitz         | 26. Nov. 2012                                                               | Hier wohnte Ruth Jahrreiss geb. Mannheim Jg. 1902 „Schutzhaft“ 1942 deportiert 1942 Auschwitz ermordet 23.12.1942                                                            | Ruth Jahrreiß, auch Jahreiß, wurde am 2. Januar 1902 in Berlinchen geboren. Sie war Zeichenlehrerin. Mit ihrem Ehemann Robert Otto Jahrreiß, der kein Jude war, hatte sie zwei Söhne. Sie wurde zur Zwangsarbeit verpflichtet und vermutlich nach einer Denunziation 1942 verhaftet und in das KZ Auschwitz deportiert. |
|                   | Schweizer Straße Ecke Kaitzer Straße (Lage)                 | Südvorstadt                   | 29. Sep. 2015                                                               | Hier wohnte Bertha Kaps geb. Beck Jg. 1882 Deportiert 1943 Auschwitz ermordet 1.11.1943                                                                                      | Bertha Kaps war die Tochter von Aurelie Beck. |
|                   | Schweizer Straße 5 (Lage)                                   | Südvorstadt                   | 29. Sep. 2015                                                               | Hier wohnte Aurelie Beck geb. Simon Jg. 1856 deportiert 1942 Theresienstadt ermordet 8.9.1942                                                                                | Aurelie Beck wurde am 20. Dezember 1856 in Horschitz als Tochter von Salomon Simon und Sophie Mandelbaum geboren. Sie zog Mitte der 1880er-Jahre mit ihrem Mann und den gemeinsamen Kindern nach Dresden, wo die Familie zum Protestantismus konvertierte. Nach dem Tod ihres Mannes 1932 lebte sie bei ihrer Tochter und später im Altersheim Henriettenstift („Judenhaus“), von wo aus sie nach Theresienstadt deportiert wurde. |
|                   | Seestraße 7 (Lage)                                          | Innere Altstadt               | 11. Sep. 2014                                                               | Hier wohnte Abraham Jacob Schneck Jg. 1874 deportiert 1942 Theresienstadt ermordet 18.12.1943 Auschwitz                                                                      | Abraham Jacob Schneck kam am 20. September 1874 in Kolomea zur Welt. Der Ehe mit Pessia entstammten die Kinder Rosa, Leon, Betty und Fanny (verh. Hirsch, sh. Rietschelstraße 28). Er arbeitete als Kaufmann und musste mit seiner Frau in das „Judenhaus“ Röhrsdorfgasse 16 ziehen. Beide wurden 1942 nach Theresienstadt und 1943 in das KZ Auschwitz deportiert, wo sie umkamen. |
|                   | Seestraße 7 (Lage)                                          | Innere Altstadt               | 11. Sep. 2014                                                               | Hier wohnte Pessia Schneck geb. Prinsterstein Jg. 1876 deportiert 1942 Theresienstadt ermordet 18.12.1943 Auschwitz                                                          | Pessia Schneck, geboren am 13. September 1876 in Kolomea, wurde mit ihrem Mann 1942 nach Theresienstadt und 1943 in das KZ Auschwitz deportiert, wo sie umkamen. |
|                   | Seestraße 7 (Lage)                                          | Innere Altstadt               | 11. Sep. 2014                                                               | Hier wohnte Rosa Schneck Jg. 1905 interniert 1942 Hellerberge deportiert 1943 Auschwitz ermordet 3.3.1943                                                                    | Rosa Schneck kam am 21. oder 24. Januar 1905 in Dresden zur Welt. Sie wurde 1942 in das „Judenlager Hellerberg“ sowie 1943 in das KZ Auschwitz deportiert, wo sie umkam. |
|                   | Seestraße 7 (Lage)                                          | Innere Altstadt               | 11. Sep. 2014                                                               | Hier wohnte Leon Schneck Jg. 1914 „Schutzhaft“ 1939 deportiert 1940 ermordet im besetzten Polen                                                                              | Leon Schneck, geboren am 22. Juni 1914 in Dresden, wurde 1939 verhaftet und Ende 1939 oder Anfang 1940 nach Lublin deportiert, wo er umkam. |
|                   | Seestraße 7 (Lage)                                          | Innere Altstadt               | 28. Sep. 2015                                                               | Hier wohnte Betty Schneck Jg. 1907 interniert 1942 Hellerberge deportiert 1943 Auschwitz ermordet 3.3.1943                                                                   | Betty Schneck, geboren am 8. Oktober 1907 in Dresden, war die Schwester von Leon und Rosa Schneck. Sie war die Mutter von Jutta (geboren am 9. Juli 1938 in Dresden) und Tana (geboren am 16. Juni 1940 in Dresden). Sie wurde mit ihren Töchtern im November 1942 in das „Judenlager Hellerberg“ deportiert und von dort im März 1943 nach Auschwitz-Birkenau, wo sie vermutlich sofort ermordet wurden. |
|                   | Seestraße 7 (Lage)                                          | Innere Altstadt               | 28. Sep. 2015                                                               | Hier wohnte Tana Schneck Jg. 1940 interniert 1942 Hellerberge deportiert 1943 Auschwitz ermordet 3.3.1943                                                                    | Betty Schneck, geboren am 8. Oktober 1907 in Dresden, war die Schwester von Leon und Rosa Schneck. Sie war die Mutter von Jutta (geboren am 9. Juli 1938 in Dresden) und Tana (geboren am 16. Juni 1940 in Dresden). Sie wurde mit ihren Töchtern im November 1942 in das „Judenlager Hellerberg“ deportiert und von dort im März 1943 nach Auschwitz-Birkenau, wo sie vermutlich sofort ermordet wurden. |
|                   | Seestraße 7 (Lage)                                          | Innere Altstadt               | 28. Sep. 2015                                                               | Hier wohnte Jutta Schneck Jg. 1938 interniert 1942 Hellerberge deportiert 1943 Auschwitz ermordet 3.3.1943                                                                   | Betty Schneck, geboren am 8. Oktober 1907 in Dresden, war die Schwester von Leon und Rosa Schneck. Sie war die Mutter von Jutta (geboren am 9. Juli 1938 in Dresden) und Tana (geboren am 16. Juni 1940 in Dresden). Sie wurde mit ihren Töchtern im November 1942 in das „Judenlager Hellerberg“ deportiert und von dort im März 1943 nach Auschwitz-Birkenau, wo sie vermutlich sofort ermordet wurden. |
|                   | Seestraße 7 (Lage)                                          | Innere Altstadt               | 2. Dez. 2019                                                                | Hier wohnte Markus Hundert Jg. 1906 Flucht 1934 Frankreich interniert Drancy deportiert 1942 Auschwitz ermordet 13.8.1942                                                    | Markus Hundert kam 1906 in Stanislau zur Welt und war in Dresden Facharbeiter bei der Firma Spengler. Wie sein Bruder Berl war er Mitglied der KPD und floh 1934 nach Frankreich, wo er in Paris mit anderen Parteimitgliedern zusammenlebte. Er wurde verhaftet und von Drancy aus in das KZ Auschwitz deportiert, wo er im August 1942 ermordet wurde. Berl (auch Bernhard) Hundert hatte eine Ausbildung zum Kaufmann absolviert, lebte seit 1921 in Dresden und war Inhaber der Textil- und Möbelhandlung Berl Hundert. Er war mit Heni (auch Hencia) Vogel verheiratet, der Ehe entstammte Sohn Isel (auch Isydor). Alle drei wurden 1938 nach Polen abgeschoben und mussten 1941 in das Ghetto Stanislau ziehen, wo sie 1942 ermordet wurden. |
|                   | Seestraße 7 (Lage)                                          | Innere Altstadt               | 2. Dez. 2019                                                                | Hier wohnte Berl Hundert Jg. 1899 'Polenaktion' 1938 1941 Ghetto Stanislau ermordet 1942                                                                                     | Markus Hundert kam 1906 in Stanislau zur Welt und war in Dresden Facharbeiter bei der Firma Spengler. Wie sein Bruder Berl war er Mitglied der KPD und floh 1934 nach Frankreich, wo er in Paris mit anderen Parteimitgliedern zusammenlebte. Er wurde verhaftet und von Drancy aus in das KZ Auschwitz deportiert, wo er im August 1942 ermordet wurde. Berl (auch Bernhard) Hundert hatte eine Ausbildung zum Kaufmann absolviert, lebte seit 1921 in Dresden und war Inhaber der Textil- und Möbelhandlung Berl Hundert. Er war mit Heni (auch Hencia) Vogel verheiratet, der Ehe entstammte Sohn Isel (auch Isydor). Alle drei wurden 1938 nach Polen abgeschoben und mussten 1941 in das Ghetto Stanislau ziehen, wo sie 1942 ermordet wurden. |
|                   | Seestraße 7 (Lage)                                          | Innere Altstadt               | 2. Dez. 2019                                                                | Hier wohnte Heni Hundert Geb. Vogel Jg. 1904 'Polenaktion' 1938 1941 Ghetto Stanislau ermordet 1942                                                                          | Markus Hundert kam 1906 in Stanislau zur Welt und war in Dresden Facharbeiter bei der Firma Spengler. Wie sein Bruder Berl war er Mitglied der KPD und floh 1934 nach Frankreich, wo er in Paris mit anderen Parteimitgliedern zusammenlebte. Er wurde verhaftet und von Drancy aus in das KZ Auschwitz deportiert, wo er im August 1942 ermordet wurde. Berl (auch Bernhard) Hundert hatte eine Ausbildung zum Kaufmann absolviert, lebte seit 1921 in Dresden und war Inhaber der Textil- und Möbelhandlung Berl Hundert. Er war mit Heni (auch Hencia) Vogel verheiratet, der Ehe entstammte Sohn Isel (auch Isydor). Alle drei wurden 1938 nach Polen abgeschoben und mussten 1941 in das Ghetto Stanislau ziehen, wo sie 1942 ermordet wurden. |
|                   | Seestraße 7 (Lage)                                          | Innere Altstadt               | 2. Dez. 2019                                                                | Hier wohnte Isel Hundert Jg. 1925 'Polenaktion' 1938 1941 Ghetto Stanislau ermordet 1942                                                                                     | Markus Hundert kam 1906 in Stanislau zur Welt und war in Dresden Facharbeiter bei der Firma Spengler. Wie sein Bruder Berl war er Mitglied der KPD und floh 1934 nach Frankreich, wo er in Paris mit anderen Parteimitgliedern zusammenlebte. Er wurde verhaftet und von Drancy aus in das KZ Auschwitz deportiert, wo er im August 1942 ermordet wurde. Berl (auch Bernhard) Hundert hatte eine Ausbildung zum Kaufmann absolviert, lebte seit 1921 in Dresden und war Inhaber der Textil- und Möbelhandlung Berl Hundert. Er war mit Heni (auch Hencia) Vogel verheiratet, der Ehe entstammte Sohn Isel (auch Isydor). Alle drei wurden 1938 nach Polen abgeschoben und mussten 1941 in das Ghetto Stanislau ziehen, wo sie 1942 ermordet wurden. |
|                   | Semperstraße 3b (Lage)                                      | Südvorstadt                   | 22. Juli 2021                                                               | Hier wohnte Mary Gertrud Cronheim Jg. 1870 deportiert 1942 Theresienstadt 1944 Auschwitz ermordet                                                                            | Mary (auch Marie) Gertrud Cronheim wurde 1870 in Leipzig geboren. Sie hatte eine Zwillingsschwester, die jung verstarb. Elisabeth Virginie war die ältere Schwester von Mary Gertrud Cronheim. Beide Frauen blieben wahrscheinlich unverheiratet und lebten in den 1930er-Jahren zusammen auf der Semperstraße 3b. Elisabeth Cronheims letzte gemeldete Adresse war Schnorrstraße 65, wo sie 1938 verstarb. Mary Cronheim musste in das „Judenhaus“ Zeughausstraße 1 ziehen. Sie wurde 1942 nach Theresienstadt und 1944 nach Auschwitz deportiert, wo sie ermordet wurde. |
|                   | Semperstraße 3b (Lage)                                      | Südvorstadt                   | 22. Juli 2021                                                               | Hier wohnte Elisabeth Cronheim Jg. 1860 gedemütigt / entrechtet tot 1938 | Mary (auch Marie) Gertrud Cronheim wurde 1870 in Leipzig geboren. Sie hatte eine Zwillingsschwester, die jung verstarb. Elisabeth Virginie war die ältere Schwester von Mary Gertrud Cronheim. Beide Frauen blieben wahrscheinlich unverheiratet und lebten in den 1930er-Jahren zusammen auf der Semperstraße 3b. Elisabeth Cronheims letzte gemeldete Adresse war Schnorrstraße 65, wo sie 1938 verstarb. Mary Cronheim musste in das „Judenhaus“ Zeughausstraße 1 ziehen. Sie wurde 1942 nach Theresienstadt und 1944 nach Auschwitz deportiert, wo sie ermordet wurde. |
|                   | Sophienstraße 16 (Lage)                                     | Altstadt                      | 29. Sep. 2015                                                               | Hier arbeitete Hermann Max Dietze Jg. 1901 Zeuge Jehovas verhaftet 1933 Hohnstein 1935 Sachsenburg tot an Haftfolgen 28.9.1938                                               | Max Hermann Dietze kam am 20. Juli 1901 in Auerbach zur Welt. Er absolvierte eine Lehre an der Porzellanmanufaktur Meißen und war als Miterfinder stimmbarer Porzellanglocken unter anderem an der Entwicklung des Porzellanglockenspiels der Frauenkirche Meißen und des Dresdner Zwingers beteiligt. Als Zeuge Jehovas wurde Dietze erstmals 1933 verhaftet und im Dezember 1933 in das KZ Hohnstein deportiert. Mehrere Verhaftungen sowie seine Entlassung auf der Manufaktur Meißen 1935 folgten. Bis 1936 war er im KZ Sachsenburg inhaftiert und verstarb 1938 an den Folgen der Misshandlungen in Selb. |
|                   | Sophienstraße 16 (Lage)                                     | Altstadt                      | 29. Sep. 2015                                                               | Hier arbeitete Ernst Fritz Gottschling Jg. 1903 Zeuge Jehovas verhaftet 1937 Buchenwald Todesmarsch ermordet 21.4.1945                                                       | Ernst Fritz Gottschling kam am 3. Oktober 1903 in Meißen zur Welt und war als Porzellanmaler tätig. Er war an der Entwicklung des Glockenspiels im Dresdner Zwinger beteiligt. Als Zeuge Jehovas wurde Gottschling 1935 entlassen, 1937 verhaftet und zu sechsmonatiger Haft verurteilt. Nach Haftende wurde er in das KZ Buchenwald deportiert. Während eines Todesmarschs wurde er im April 1945 erschossen. |
|                   | Spenerstraße 36 (Lage)                                      | Striesen                      | 15. März 2018                                                               | Hier wohnte Willy Nathan Estreicher Jg. 1879 verhaftet 8.12.1941 Gestapo Dresden 1942 Buchenwald ermordet 2.7.1942                                                           | Willy Nathan Estreicher wurde am 21.09.1879 in Dresden geboren und jüdisch getauft. Er war als Kaufmann ausgebildet und arbeitete u. a. als Anzeigenwerber für die Israelitische Religionsgemeinde Dresden, wo er 1939 auch als Leiter der Wohnungsvermittlung tätig war. Am 8.12.1941 wurde er von der Gestapo zu Hause in der Stormstraße 31 abgeholt, eingesperrt und nach Deportation im KZ Buchenwald am 2.7.1942 ermordet. Seine Asche wurde seiner Frau Else in einer Urne nach Hause geschickt. Haus und Straße existieren nicht mehr, daher die Verlegung der Stolpersteine „um die Ecke“. |
|                   | Spenerstraße 36 (Lage)                                      | Striesen                      | 15. März 2018                                                               | Hier wohnte Else Estreicher geb. Göbler Jg. 1900 gedemütigt / entrechtet überlebt                                                                                            | Else Göbler wurde am 9.10.1900 in Sebnitz / Erzgebirge geboren und zog mit ihrer Familie nach dem Ersten Weltkrieg nach Dresden-Striesen. Dort heiratete sie in den späten 1920er Jahren Willy Nathan Estreicher und bekam 1929 einen Sohn, Erhard Estreicher. Als Willy von der Gestapo 1941 verhaftet und eingesperrt wurde, drängten die Nazis Else zur Scheidung ihrer Ehe (sie war christlichen, er jüdischen Glaubens), was sie jedoch ablehnte und daher ebenfalls für Monate ins Gestapogefängnis kam, ohne nachzugeben. Nach Entlassung, Ausbombung und Kriegsende zog sie mit ihren beiden Söhnen (Joachim Hammer aus 1. Ehe) nach Geising / Erzgebirge, wo sie 1986 verstarb. |
|                   | Stollestraße 40 (Lage)                                      | Löbtau                        | 21. Sep. 2016                                                               | Hier wohnte Arthur Weineck Jg. 1900 im Widerstand / KPD verhaftet 3.12.1943 ‘Hochverrat und Feindbegünstigung’ hingerichtet 16.8.1944 Landgericht                            | Zur ausführlichen Biografie siehe Arthur Weineck. |
|                   | Strehlener Straße 19 (Lage)                                 | Südvorstadt                   | 26. Nov. 2012                                                               | Hier wohnte Leo Silbermann Jg. 1895 deportiert 1943 Auschwitz ermordet 3.3.1943                                                                                              | Leo Silbermann wurde am 18. April 1895 in Łódź geboren. Simon Silbermann (Stolperstein Winckelmannstraße 3) war sein Bruder. Leo Silbermann kam 1923 nach Deutschland, wo er als Kassierer arbeitete. Er musste mit seiner Frau und seiner Tochter in das „Judenhaus“ Strehlener Straße 52 ziehen, wurde 1942 in das „Judenlager Hellerberg“ deportiert und von dort 1943 in das KZ Auschwitz. |
|                   | Strehlener Straße 19 (Lage)                                 | Südvorstadt                   | 26. Nov. 2012                                                               | Hier wohnte Rosa Silbermann geb. Semmel Jg. 1900 deportiert 1943 Auschwitz ermordet                                                                                          | Rosa Silbermann kam am 3. Dezember 1900 in Stanislau zur Welt. Sie heiratete 1926 Leo Silbermann, im Folgejahr kam Tochter Margot Felicja zur Welt. Mit Mann und Tochter musste Rosa Silbermann in das „Judenhaus“ Strehlener Straße 52 ziehen, wurde 1942 in das „Judenlager Hellerberg“ deportiert und von dort 1943 in das KZ Auschwitz. |
|                   | Strehlener Straße 19 (Lage)                                 | Südvorstadt                   | 26. Nov. 2012                                                               | Hier wohnte Margot Felicja Silbermann Jg. 1927 deportiert 1943 Auschwitz ermordet                                                                                            | Margot Felicja Silbermann wurde am 8. September 1927 in Dresden als Tochter von Leo und Rosa Silbermann geboren. Sie besuchte die Jüdische Schule in Dresden. Mit ihren Eltern musste sie in das „Judenhaus“ Strehlener Straße 52 ziehen, wurde 1942 in das „Judenlager Hellerberg“ deportiert und von dort 1943 in das KZ Auschwitz. |
|                   | Striesener Straße 38a (Lage)                                | Johannstadt                   | 25. Nov. 2012                                                               | Hier wohnte Sigmund Hann Jg. 1875 deportiert 1942 Theresienstadt ermordet 15.2.1943                                                                                          | Sigmund Hann kam am 17. November 1875 in Dresden zur Welt. Er arbeitete als Konditor. Mit seiner am 4. August 1875 in Prag geborenen Frau Malwine musste er in das „Judenhaus“ auf der Cranachstraße 6 in Dresden ziehen. Beide wurden im August 1942 nach Theresienstadt deportiert. |
|                   | Striesener Straße 38a (Lage)                                | Johannstadt                   | 25. Nov. 2012                                                               | Hier wohnte Malwine Hann geb. Brandeis Jg. 1875 deportiert 1942 Theresienstadt ermordet 16.12.1942                                                                           | Sigmund Hann kam am 17. November 1875 in Dresden zur Welt. Er arbeitete als Konditor. Mit seiner am 4. August 1875 in Prag geborenen Frau Malwine musste er in das „Judenhaus“ auf der Cranachstraße 6 in Dresden ziehen. Beide wurden im August 1942 nach Theresienstadt deportiert. |
|                   | Stübelallee 7h (Lage)                                       | Johannstadt                   | 22. Juli 2021                                                               | Hier wohnte Olga Kussi Geb. Langer Jg. 1874 Flucht 1939 Holland interniert Westerbork deportiert 1943 Theresienstadt ermordet 30.10.44 Auschwitz                             | Olga Kussi kam 1874 in Brüx zur Welt. Im Alter von 17 Jahren kam sie nach Dresden und legte ihr Abitur ab. Sie heiratete 1895 Edmund Kussi, der Ehe entstammten die Kinder Nelly, Viktor und Werner Franz. Ab 1905 lebte die Familie in Dresden. Edmund Kussi, der als Geschäftsmann tätig und Leiter der Firma Rheostat war, verstarb 1936. Seine Söhne Werner Franz und Viktor Kussi führten das Unternehmen weiter. Olgas Tochter Nelly Kussi heiratete 1921 Eugen Steinberg (verstorben 1931), der Ehe entstammten die Söhne Stefan Manfred und Franz Egon Steinberg. Stefan Manfred Steinberg gelang 1938 die Flucht nach England. Nach der Reichspogromnacht war die Familie gezwungen, das Unternehmen zu verkaufen. Olga, Viktor und Werner Franz flohen 1939 in die Niederlande, wo sie bis 1942 lebten. Sie wurde dort 1942 verhaftet und über das KZ Westerbork nach Theresienstadt deportiert. Im Jahr 1944 wurden sie nach Auschwitz deportiert, wo Olga und Viktor Kussi ermordet wurden. Werner Franz musste in Auschwitz Zwangsarbeit leisten und wurde 1945 durch die russische Armee befreit. Er verstarb 2010. Nelly und ihr Sohn Franz Egon Steinberg blieben 1939 in Dresden. Sie mussten 1941 in ein Judenhaus ziehen. Nelly Steinberg wurde 1942 in das KZ Ravensbrück deportiert und von dort nach Auschwitz, wo sie ermordet wurde. Franz Egon Steinberg musste in Dresden Zwangsarbeit leisten. Er wurde 1943 nach Auschwitz deportiert und von dort 1944 in das KZ Dachau, wo er 1945 befreit wurde. Er verstarb 1960 in den USA. Sein Bruder Stefan Manfred Steinberg, der 1938 nach England geflohen war, trat der britischen Armee bei und wurde Ende 1944 als Soldat an die deutsche Front gesendet. Er wurde im April 1945 unweit von Hannover getötet. |
|                   | Stübelallee 7h (Lage)                                       | Johannstadt                   | 22. Juli 2021                                                               | Hier wohnte Nelly Steinberg Geb. Kussi Jg. 1896 deportiert 1942 Ravensbrück deportiert 1942 Auschwitz ermordet 15.11.1942                                                    | Olga Kussi kam 1874 in Brüx zur Welt. Im Alter von 17 Jahren kam sie nach Dresden und legte ihr Abitur ab. Sie heiratete 1895 Edmund Kussi, der Ehe entstammten die Kinder Nelly, Viktor und Werner Franz. Ab 1905 lebte die Familie in Dresden. Edmund Kussi, der als Geschäftsmann tätig und Leiter der Firma Rheostat war, verstarb 1936. Seine Söhne Werner Franz und Viktor Kussi führten das Unternehmen weiter. Olgas Tochter Nelly Kussi heiratete 1921 Eugen Steinberg (verstorben 1931), der Ehe entstammten die Söhne Stefan Manfred und Franz Egon Steinberg. Stefan Manfred Steinberg gelang 1938 die Flucht nach England. Nach der Reichspogromnacht war die Familie gezwungen, das Unternehmen zu verkaufen. Olga, Viktor und Werner Franz flohen 1939 in die Niederlande, wo sie bis 1942 lebten. Sie wurde dort 1942 verhaftet und über das KZ Westerbork nach Theresienstadt deportiert. Im Jahr 1944 wurden sie nach Auschwitz deportiert, wo Olga und Viktor Kussi ermordet wurden. Werner Franz musste in Auschwitz Zwangsarbeit leisten und wurde 1945 durch die russische Armee befreit. Er verstarb 2010. Nelly und ihr Sohn Franz Egon Steinberg blieben 1939 in Dresden. Sie mussten 1941 in ein Judenhaus ziehen. Nelly Steinberg wurde 1942 in das KZ Ravensbrück deportiert und von dort nach Auschwitz, wo sie ermordet wurde. Franz Egon Steinberg musste in Dresden Zwangsarbeit leisten. Er wurde 1943 nach Auschwitz deportiert und von dort 1944 in das KZ Dachau, wo er 1945 befreit wurde. Er verstarb 1960 in den USA. Sein Bruder Stefan Manfred Steinberg, der 1938 nach England geflohen war, trat der britischen Armee bei und wurde Ende 1944 als Soldat an die deutsche Front gesendet. Er wurde im April 1945 unweit von Hannover getötet. |
|                   | Stübelallee 7h (Lage)                                       | Johannstadt                   | 22. Juli 2021                                                               | Hier wohnte Dr. Viktor Kussi Jg. 1897 Flucht 1939 Holland interniert Westerbork deportiert 1943 Theresienstadt ermordet 30.10.44 Auschwitz                                   | Olga Kussi kam 1874 in Brüx zur Welt. Im Alter von 17 Jahren kam sie nach Dresden und legte ihr Abitur ab. Sie heiratete 1895 Edmund Kussi, der Ehe entstammten die Kinder Nelly, Viktor und Werner Franz. Ab 1905 lebte die Familie in Dresden. Edmund Kussi, der als Geschäftsmann tätig und Leiter der Firma Rheostat war, verstarb 1936. Seine Söhne Werner Franz und Viktor Kussi führten das Unternehmen weiter. Olgas Tochter Nelly Kussi heiratete 1921 Eugen Steinberg (verstorben 1931), der Ehe entstammten die Söhne Stefan Manfred und Franz Egon Steinberg. Stefan Manfred Steinberg gelang 1938 die Flucht nach England. Nach der Reichspogromnacht war die Familie gezwungen, das Unternehmen zu verkaufen. Olga, Viktor und Werner Franz flohen 1939 in die Niederlande, wo sie bis 1942 lebten. Sie wurde dort 1942 verhaftet und über das KZ Westerbork nach Theresienstadt deportiert. Im Jahr 1944 wurden sie nach Auschwitz deportiert, wo Olga und Viktor Kussi ermordet wurden. Werner Franz musste in Auschwitz Zwangsarbeit leisten und wurde 1945 durch die russische Armee befreit. Er verstarb 2010. Nelly und ihr Sohn Franz Egon Steinberg blieben 1939 in Dresden. Sie mussten 1941 in ein Judenhaus ziehen. Nelly Steinberg wurde 1942 in das KZ Ravensbrück deportiert und von dort nach Auschwitz, wo sie ermordet wurde. Franz Egon Steinberg musste in Dresden Zwangsarbeit leisten. Er wurde 1943 nach Auschwitz deportiert und von dort 1944 in das KZ Dachau, wo er 1945 befreit wurde. Er verstarb 1960 in den USA. Sein Bruder Stefan Manfred Steinberg, der 1938 nach England geflohen war, trat der britischen Armee bei und wurde Ende 1944 als Soldat an die deutsche Front gesendet. Er wurde im April 1945 unweit von Hannover getötet. |
|                   | Stübelallee 7h (Lage)                                       | Johannstadt                   | 22. Juli 2021                                                               | Hier wohnte Dr. Werner Franz Kussi Jg. 1910 Flucht 1939 Holland interniert Westerbork deportiert 1943 Theresienstadt 1944 Auschwitz befreit                                  | Olga Kussi kam 1874 in Brüx zur Welt. Im Alter von 17 Jahren kam sie nach Dresden und legte ihr Abitur ab. Sie heiratete 1895 Edmund Kussi, der Ehe entstammten die Kinder Nelly, Viktor und Werner Franz. Ab 1905 lebte die Familie in Dresden. Edmund Kussi, der als Geschäftsmann tätig und Leiter der Firma Rheostat war, verstarb 1936. Seine Söhne Werner Franz und Viktor Kussi führten das Unternehmen weiter. Olgas Tochter Nelly Kussi heiratete 1921 Eugen Steinberg (verstorben 1931), der Ehe entstammten die Söhne Stefan Manfred und Franz Egon Steinberg. Stefan Manfred Steinberg gelang 1938 die Flucht nach England. Nach der Reichspogromnacht war die Familie gezwungen, das Unternehmen zu verkaufen. Olga, Viktor und Werner Franz flohen 1939 in die Niederlande, wo sie bis 1942 lebten. Sie wurde dort 1942 verhaftet und über das KZ Westerbork nach Theresienstadt deportiert. Im Jahr 1944 wurden sie nach Auschwitz deportiert, wo Olga und Viktor Kussi ermordet wurden. Werner Franz musste in Auschwitz Zwangsarbeit leisten und wurde 1945 durch die russische Armee befreit. Er verstarb 2010. Nelly und ihr Sohn Franz Egon Steinberg blieben 1939 in Dresden. Sie mussten 1941 in ein Judenhaus ziehen. Nelly Steinberg wurde 1942 in das KZ Ravensbrück deportiert und von dort nach Auschwitz, wo sie ermordet wurde. Franz Egon Steinberg musste in Dresden Zwangsarbeit leisten. Er wurde 1943 nach Auschwitz deportiert und von dort 1944 in das KZ Dachau, wo er 1945 befreit wurde. Er verstarb 1960 in den USA. Sein Bruder Stefan Manfred Steinberg, der 1938 nach England geflohen war, trat der britischen Armee bei und wurde Ende 1944 als Soldat an die deutsche Front gesendet. Er wurde im April 1945 unweit von Hannover getötet. |
|                   | Stübelallee 7h (Lage)                                       | Johannstadt                   | 22. Juli 2021                                                               | Hier wohnte Stefan Manfred Steinberg Jg. 1923 Flucht 1939 England englischer Soldat tot 9.4.1945 bei Hannover                                                                | Olga Kussi kam 1874 in Brüx zur Welt. Im Alter von 17 Jahren kam sie nach Dresden und legte ihr Abitur ab. Sie heiratete 1895 Edmund Kussi, der Ehe entstammten die Kinder Nelly, Viktor und Werner Franz. Ab 1905 lebte die Familie in Dresden. Edmund Kussi, der als Geschäftsmann tätig und Leiter der Firma Rheostat war, verstarb 1936. Seine Söhne Werner Franz und Viktor Kussi führten das Unternehmen weiter. Olgas Tochter Nelly Kussi heiratete 1921 Eugen Steinberg (verstorben 1931), der Ehe entstammten die Söhne Stefan Manfred und Franz Egon Steinberg. Stefan Manfred Steinberg gelang 1938 die Flucht nach England. Nach der Reichspogromnacht war die Familie gezwungen, das Unternehmen zu verkaufen. Olga, Viktor und Werner Franz flohen 1939 in die Niederlande, wo sie bis 1942 lebten. Sie wurde dort 1942 verhaftet und über das KZ Westerbork nach Theresienstadt deportiert. Im Jahr 1944 wurden sie nach Auschwitz deportiert, wo Olga und Viktor Kussi ermordet wurden. Werner Franz musste in Auschwitz Zwangsarbeit leisten und wurde 1945 durch die russische Armee befreit. Er verstarb 2010. Nelly und ihr Sohn Franz Egon Steinberg blieben 1939 in Dresden. Sie mussten 1941 in ein Judenhaus ziehen. Nelly Steinberg wurde 1942 in das KZ Ravensbrück deportiert und von dort nach Auschwitz, wo sie ermordet wurde. Franz Egon Steinberg musste in Dresden Zwangsarbeit leisten. Er wurde 1943 nach Auschwitz deportiert und von dort 1944 in das KZ Dachau, wo er 1945 befreit wurde. Er verstarb 1960 in den USA. Sein Bruder Stefan Manfred Steinberg, der 1938 nach England geflohen war, trat der britischen Armee bei und wurde Ende 1944 als Soldat an die deutsche Front gesendet. Er wurde im April 1945 unweit von Hannover getötet. |
|                   | Stübelallee 7h (Lage)                                       | Johannstadt                   | 22. Juli 2021                                                               | Hier wohnte Franz Egon Steinberg Jg. 1925 deportiert 1943 Auschwitz Zwangsarbeit 1943 Ghetto Warschau 1944 Dachau befreit                                                    | Olga Kussi kam 1874 in Brüx zur Welt. Im Alter von 17 Jahren kam sie nach Dresden und legte ihr Abitur ab. Sie heiratete 1895 Edmund Kussi, der Ehe entstammten die Kinder Nelly, Viktor und Werner Franz. Ab 1905 lebte die Familie in Dresden. Edmund Kussi, der als Geschäftsmann tätig und Leiter der Firma Rheostat war, verstarb 1936. Seine Söhne Werner Franz und Viktor Kussi führten das Unternehmen weiter. Olgas Tochter Nelly Kussi heiratete 1921 Eugen Steinberg (verstorben 1931), der Ehe entstammten die Söhne Stefan Manfred und Franz Egon Steinberg. Stefan Manfred Steinberg gelang 1938 die Flucht nach England. Nach der Reichspogromnacht war die Familie gezwungen, das Unternehmen zu verkaufen. Olga, Viktor und Werner Franz flohen 1939 in die Niederlande, wo sie bis 1942 lebten. Sie wurde dort 1942 verhaftet und über das KZ Westerbork nach Theresienstadt deportiert. Im Jahr 1944 wurden sie nach Auschwitz deportiert, wo Olga und Viktor Kussi ermordet wurden. Werner Franz musste in Auschwitz Zwangsarbeit leisten und wurde 1945 durch die russische Armee befreit. Er verstarb 2010. Nelly und ihr Sohn Franz Egon Steinberg blieben 1939 in Dresden. Sie mussten 1941 in ein Judenhaus ziehen. Nelly Steinberg wurde 1942 in das KZ Ravensbrück deportiert und von dort nach Auschwitz, wo sie ermordet wurde. Franz Egon Steinberg musste in Dresden Zwangsarbeit leisten. Er wurde 1943 nach Auschwitz deportiert und von dort 1944 in das KZ Dachau, wo er 1945 befreit wurde. Er verstarb 1960 in den USA. Sein Bruder Stefan Manfred Steinberg, der 1938 nach England geflohen war, trat der britischen Armee bei und wurde Ende 1944 als Soldat an die deutsche Front gesendet. Er wurde im April 1945 unweit von Hannover getötet. |
|                   | Tiergartenstraße 8 (Lage)                                   | Altstadt                      | 2. Dez. 2019                                                                | Hier wohnte Felicia Glückmann Geb. Elb Jg. 1858 gedemütigt / entrechtet tot 1941                                                                                             | Felicia Glückmann war die Schwester von Max Elb. Sie war ab 1878 mit dem Bankier Carl Glückmann verheiratet, der Ehe entstammten die Töchter Helen Martha und Elsa Clara (sh. Stolperstein Tiergartenstraße 18). Die Familie besaß die Villa Salzburg, die Felicia Glückmann nach dem Tod ihres Mannes 1917 teilvermietete. Tochter Helene Martha zog nach der Trennung von ihrem Mann bei ihrer Mutter ein; 1938 folgte auch Schwester Elsa Clara, deren Eigentum konfisziert worden war. Im selben Jahr wurde auch Felicia Glückmanns Vermögen eingezogen und sie musste aus der Villa ausziehen. Im Jahr 1940 musste sie in das „Judenhaus“ Schulgutstraße 15 umziehen, wo sie 1941 verstarb. Elsa Clara gelang die Flucht, Helene Martha Zucker wurde 1942 in das Ghetto Riga deportiert, wo sie ermordet wurde. |
|                   | Tiergartenstraße 8 (Lage)                                   | Altstadt                      | 21. Juli 2021                                                               | Hier wohnte Helene Martha Zucker Geb. Glückmann Jg. 1879 deportiert 1942 Riga ermordet 5.2.1942                                                                              | Felicia Glückmann war die Schwester von Max Elb. Sie war ab 1878 mit dem Bankier Carl Glückmann verheiratet, der Ehe entstammten die Töchter Helen Martha und Elsa Clara (sh. Stolperstein Tiergartenstraße 18). Die Familie besaß die Villa Salzburg, die Felicia Glückmann nach dem Tod ihres Mannes 1917 teilvermietete. Tochter Helene Martha zog nach der Trennung von ihrem Mann bei ihrer Mutter ein; 1938 folgte auch Schwester Elsa Clara, deren Eigentum konfisziert worden war. Im selben Jahr wurde auch Felicia Glückmanns Vermögen eingezogen und sie musste aus der Villa ausziehen. Im Jahr 1940 musste sie in das „Judenhaus“ Schulgutstraße 15 umziehen, wo sie 1941 verstarb. Elsa Clara gelang die Flucht, Helene Martha Zucker wurde 1942 in das Ghetto Riga deportiert, wo sie ermordet wurde. |
|                   | Tiergartenstraße 18 (Lage)                                  | Altstadt                      | 2. Dez. 2019                                                                | Hier wohnte Elsa Salzburg geb. Glückmann Jg. 1881 Flucht 1940 Kuba USA | Elsa Salzburg war die Tochter von Felicia Glückmann (siehe Stolperstein Tiergartenstraße 8). Sie war mit dem Arzt Siegmund Salzburg verheiratet, der Ehe entstammte unter anderem Tochter Liselotte Stein, die später Fred Stein heiratete. Der Tod von Siegmund Salzburg 1932 brachte die Familie in finanzielle Not. Elsa zog zu ihrer Mutter; als sie mit ihrer Mutter und Schwester in das „Judenhaus“ Schulgutstraße 15 umziehen musste, floh sie über Genua und Kuba in die USA, wo sie 1950 verstarb. |
|                   | Tiergartenstraße 18 (Lage)                                  | Altstadt                      | 2. Dez. 2019                                                                | Hier wohnte Alfred ‚Fred‘ Stein Jg. 1909 Flucht 1933 Frankreich verhaftet 1939 ‘Feindlicher Ausländer’ interniert Villerbon 1940 geflohen / versteckt Flucht 1941 USA        | Zur ausführlichen Biografie siehe Fred Stein. |
|                   | Tiergartenstraße 18 (Lage)                                  | Altstadt                      | 2. Dez. 2019                                                                | Hier wohnte Liselotte ‚Lilo‘ Stein geb. Salzburg Jg. 1910 Flucht 1933 Frankreich seit 1940 versteckt Flucht 1941 USA                                                         | Liselotte Stein war die Tochter von Elsa Salzburg. Ihr gelang mit ihrem Mann Fred Stein über Frankreich die Flucht in die USA. |
|                   | Tiergartenstraße 66 (Lage)                                  | Altstadt                      | 23. Sep. 2022                                                               | Hier wohnte Dr. Viktor Klemperer Edler v. Klemenau JG. 1876 Flucht 1938 Südrhodesien                                                                                         | Zur ausführlichen Biografie siehe Victor Klemperer von Klemenau. |
|                   | Tiergartenstraße 66 (Lage)                                  | Altstadt                      | 23. Sep. 2022                                                               | Hier wohnte Sophie Klemperer Edle v. Klemenau Geb. Reichenheim JG. 1887 Flucht 1938 Südrhodesien                                                                             | Sophie Reichenheim kam 1887 als Tochter eines wohlhabenden Tuchhändlers in Berlin zur Welt. Sie heiratete 1907 den späteren Bankier Victor Klemperer Edler von Klemenau und zog 1914 nach Dresden in ihre neuerbaute Villa Tiergartenstraße 64. Der Ehe entstammten vier Kinder. Als der Druck auf die wohlhabende und einflussreiche Familie ab 1934 immer stärker wurde, entschloss sie sich auch auf Drängen von Victors Bruder Ralph Leopold (sh. Stolpersteine Wiener Straße 86), Deutschland zu verlassen. Sie emigrierten 1938 nach Südrhodesien (heutiges Simbabwe), wo Victor 1938 verstarb. Sophie Klemperer Edle von Klemenau übersiedelte 1943 nach Südafrika, wo sie 1976 verstarb. |
|                   | Tolstoistraße 9 (Lage)                                      | Loschwitz                     | 22. Juli 2021                                                               | Hier wohnte Dr. Hans Maier Jg. 1889 Mitglied / SPD gedemütigt / entrechtet Flucht in den Tod 18.12.1937                                                                      | Hans Maier kam 1889 in Frankfurt am Main zur Welt. Er war studierter Jurist und Ökonom und engagierte sich unter anderem in der Arbeiterbildung. Bereits 1914 hatte er Kindergärtnerin und Sozialarbeiterin Anna Graetz geheiratet; der Ehe entstammten die Kinder Hanna, Heinrich (später Henry) und Margarete. Zunächst in Frankfurt ansässig, zog die Familie 1923 nach Dresden, wo Hans Maier Ministerialrat für Arbeit und Wohlfahrt in Sachsen war. Im Jahr 1933 wurde er entlassen und wegen angeblicher Korruption angeklagt. Die Familie ging zurück nach Frankfurt am Main. Anna Maier verstarb 1937 an den Folgen einer Operation, Hans Maier nahm sich im selben Jahr das Leben. Hanna (verst. 2003) und Heinrich Maier (gest. 2005) emigrierten in die USA, Margarete Maier gelang die Flucht nach Brasilien, wo sie 1997 verstarb. |
|                   | Tolstoistraße 9 (Lage)                                      | Loschwitz                     | 22. Juli 2021                                                               | Hier wohnte Anna Maier Geb. Graetz Jg. 1890 gedemütigt / entrechtet | Hans Maier kam 1889 in Frankfurt am Main zur Welt. Er war studierter Jurist und Ökonom und engagierte sich unter anderem in der Arbeiterbildung. Bereits 1914 hatte er Kindergärtnerin und Sozialarbeiterin Anna Graetz geheiratet; der Ehe entstammten die Kinder Hanna, Heinrich (später Henry) und Margarete. Zunächst in Frankfurt ansässig, zog die Familie 1923 nach Dresden, wo Hans Maier Ministerialrat für Arbeit und Wohlfahrt in Sachsen war. Im Jahr 1933 wurde er entlassen und wegen angeblicher Korruption angeklagt. Die Familie ging zurück nach Frankfurt am Main. Anna Maier verstarb 1937 an den Folgen einer Operation, Hans Maier nahm sich im selben Jahr das Leben. Hanna (verst. 2003) und Heinrich Maier (gest. 2005) emigrierten in die USA, Margarete Maier gelang die Flucht nach Brasilien, wo sie 1997 verstarb. |
|                   | Tolstoistraße 9 (Lage)                                      | Loschwitz                     | 22. Juli 2021                                                               | Hier wohnte Hanna Maier Jg. 1915 Flucht 1938 USA | Hans Maier kam 1889 in Frankfurt am Main zur Welt. Er war studierter Jurist und Ökonom und engagierte sich unter anderem in der Arbeiterbildung. Bereits 1914 hatte er Kindergärtnerin und Sozialarbeiterin Anna Graetz geheiratet; der Ehe entstammten die Kinder Hanna, Heinrich (später Henry) und Margarete. Zunächst in Frankfurt ansässig, zog die Familie 1923 nach Dresden, wo Hans Maier Ministerialrat für Arbeit und Wohlfahrt in Sachsen war. Im Jahr 1933 wurde er entlassen und wegen angeblicher Korruption angeklagt. Die Familie ging zurück nach Frankfurt am Main. Anna Maier verstarb 1937 an den Folgen einer Operation, Hans Maier nahm sich im selben Jahr das Leben. Hanna (verst. 2003) und Heinrich Maier (gest. 2005) emigrierten in die USA, Margarete Maier gelang die Flucht nach Brasilien, wo sie 1997 verstarb. |
|                   | Tolstoistraße 9 (Lage)                                      | Loschwitz                     | 22. Juli 2021                                                               | Hier wohnte Henry Maier Jg. 1918 Flucht 1938 USA | Hans Maier kam 1889 in Frankfurt am Main zur Welt. Er war studierter Jurist und Ökonom und engagierte sich unter anderem in der Arbeiterbildung. Bereits 1914 hatte er Kindergärtnerin und Sozialarbeiterin Anna Graetz geheiratet; der Ehe entstammten die Kinder Hanna, Heinrich (später Henry) und Margarete. Zunächst in Frankfurt ansässig, zog die Familie 1923 nach Dresden, wo Hans Maier Ministerialrat für Arbeit und Wohlfahrt in Sachsen war. Im Jahr 1933 wurde er entlassen und wegen angeblicher Korruption angeklagt. Die Familie ging zurück nach Frankfurt am Main. Anna Maier verstarb 1937 an den Folgen einer Operation, Hans Maier nahm sich im selben Jahr das Leben. Hanna (verst. 2003) und Heinrich Maier (gest. 2005) emigrierten in die USA, Margarete Maier gelang die Flucht nach Brasilien, wo sie 1997 verstarb. |
|                   | Tolstoistraße 9 (Lage)                                      | Loschwitz                     | 22. Juli 2021                                                               | Hier wohnte Margarete Maier Jg. 1921 Flucht 1938 Brasilien | Hans Maier kam 1889 in Frankfurt am Main zur Welt. Er war studierter Jurist und Ökonom und engagierte sich unter anderem in der Arbeiterbildung. Bereits 1914 hatte er Kindergärtnerin und Sozialarbeiterin Anna Graetz geheiratet; der Ehe entstammten die Kinder Hanna, Heinrich (später Henry) und Margarete. Zunächst in Frankfurt ansässig, zog die Familie 1923 nach Dresden, wo Hans Maier Ministerialrat für Arbeit und Wohlfahrt in Sachsen war. Im Jahr 1933 wurde er entlassen und wegen angeblicher Korruption angeklagt. Die Familie ging zurück nach Frankfurt am Main. Anna Maier verstarb 1937 an den Folgen einer Operation, Hans Maier nahm sich im selben Jahr das Leben. Hanna (verst. 2003) und Heinrich Maier (gest. 2005) emigrierten in die USA, Margarete Maier gelang die Flucht nach Brasilien, wo sie 1997 verstarb. |
|                   | Trachenberger Straße 23 (Lage)                              | Pieschen                      | 26. Nov. 2012                                                               | Hier wohnte Walter Steinhart Jg. 1880 interniert 1942 Hellerberge deportiert 1943 Auschwitz ermordet 3.3.1943                                                                | Walter Steinhart kam am 5. September 1880 in Weiden zur Welt. Er führte ein Geschäft für Haus- und Küchengeräte. Im Jahr 1940 erlitt er einen Schlaganfall. Mit seiner am 17. Juni 1885 in Tachau geborenen Frau Rosa Steinhart musste er in das „Judenhaus“ Bautzner Straße 20 ziehen, 1942 erfolgte die Deportation in das „Judenlager Hellerberg“ sowie im Folgejahr die Deportation in das KZ Auschwitz. |
|                   | Trachenberger Straße 23 (Lage)                              | Pieschen                      | 26. Nov. 2012                                                               | Hier wohnte Rosa Steinhart Jg. 1885 interniert 1942 Hellerberge deportiert 1943 Auschwitz ermordet 3.3.1943                                                                  | Zur ausführlichen Biografie siehe Rosa Steinhart. |
|                   | Trachenberger Straße 23 (Lage)                              | Pieschen                      | 23. Sep. 2022                                                               | Hier wohnte Oskar Freudenfels Jg. 1877 1938 Vermögen eingezogen Verhaftet 1939 Schicksal unbekannt                                                                           | Oskar Freudenfels wuchs mit fünf Geschwistern in Dresden auf. Er wurde Kaufmann und führte ein Geschäft für Damen- und Herrenkonfektion auf der Pirnaischen Straße. Er war ab 1906 mit Margarete Arendt verheiratet, sie adoptierten Sohn Frank, der 1919 auf die Welt gekommen war. Margarethe verstarb 1936, Sohn Frank im Folgejahr. Oskar Freudenfels verlor sein Geschäft und Vermögen 1938. Die Angaben zu seinem weiteren Leben sind widersprüchlich. Möglicherweise wurde er 1939 verhaftet und verstarb an einem unbekannten Ort; 1939 wurde er für tot erklärt. Anderen Angaben nach lebte er zuletzt im „Judenhaus“ Cranachstraße 6 und wurde Anfang 1942 ins Ghetto Riga deportiert, wo sich seine Spur verliert. |
|                   | Uhlandstraße 34 (Lage)                                      | Südvorstadt                   | 26. Okt. 2012                                                               | Hier wohnte Gertrud Hille Jg. 1899 Patientin in verschiedenen Heil- und Pflegeanstalten ‚verlegt‘ 1941 Pirna-Sonnenstein ermordet 25.3.1941 Aktion T4                        | Gertrud Hille wurde am 12. Dezember 1899 in Coschütz geboren. Sie arbeitete als Haushaltsgehilfin, 1917 wurde bei ihr Schizophrenie diagnostiziert. Es folgte 1918 eine kurze Behandlung in der Psychiatrie Arnsdorf; von 1927 bis 1940 Psychiatrie Arnsdorf, 1940 Hochweitzschen, 1941 Großschweidnitz und anschließend Deportation in die Tötungsanstalt Pirna-Sonnenstein, wo sie 1941 ermordet wurde. |
|                   | Uhlandstraße 39 (Lage)                                      | Südvorstadt                   | 8. März 2024                                                                | Hier wohnte Ferdinand Loheit JG. 1892 'Polenaktion' 1938 Ghetto Krakau Ermordet im besetzten Polen                                                                           | Ferdinand Loheit kam 1892 als sechstes von acht Kindern einer Kaufmannsfamilie in Naklo zur Welt. Er zog 1917 nach Dresden, wohin bereits der Rest der Familie gezogen war. Er heiratete Anfang der 1920er-Jahre Berta Hamel; der Ehe entstammten die Kinder Anna und Karl Erich. Ferdinand Loheit war Inhaber eines Modegeschäfts. Im Jahr 1938 wurde die Familie im Rahmen der sogenannten „Polenaktion“ abgeschoben. Sie lebten zunächst in Kattowitz und später in Krakau, wo sie bei einem Brand ihren sämtlichen Besitz verloren. Sie blieben in Krakau und wohnten aufgrund von Platzmangel in verschiedenen Wohnungen. Als das Ghetto Krakau gebildet wurde, flüchteten sie wahrscheinlich im Rahmen der zweiten großen Vertreibungswelle aus der Stadt. Kein Familienmitglied überlebte den Holocaust. |
|                   | Uhlandstraße 39 (Lage)                                      | Südvorstadt                   | 8. März 2024                                                                | Hier wohnte Berta Loheit Geb. Hamel JG. 1905 'Polenaktion' 1938 Ghetto Krakau Ermordet im besetzten Polen                                                                    | Ferdinand Loheit kam 1892 als sechstes von acht Kindern einer Kaufmannsfamilie in Naklo zur Welt. Er zog 1917 nach Dresden, wohin bereits der Rest der Familie gezogen war. Er heiratete Anfang der 1920er-Jahre Berta Hamel; der Ehe entstammten die Kinder Anna und Karl Erich. Ferdinand Loheit war Inhaber eines Modegeschäfts. Im Jahr 1938 wurde die Familie im Rahmen der sogenannten „Polenaktion“ abgeschoben. Sie lebten zunächst in Kattowitz und später in Krakau, wo sie bei einem Brand ihren sämtlichen Besitz verloren. Sie blieben in Krakau und wohnten aufgrund von Platzmangel in verschiedenen Wohnungen. Als das Ghetto Krakau gebildet wurde, flüchteten sie wahrscheinlich im Rahmen der zweiten großen Vertreibungswelle aus der Stadt. Kein Familienmitglied überlebte den Holocaust. |
|                   | Uhlandstraße 39 (Lage)                                      | Südvorstadt                   | 8. März 2024                                                                | Hier wohnte Anna Loheit JG. 1927 'Polenaktion' 1938 Ghetto Krakau Ermordet im besetzten Polen                                                                                | Ferdinand Loheit kam 1892 als sechstes von acht Kindern einer Kaufmannsfamilie in Naklo zur Welt. Er zog 1917 nach Dresden, wohin bereits der Rest der Familie gezogen war. Er heiratete Anfang der 1920er-Jahre Berta Hamel; der Ehe entstammten die Kinder Anna und Karl Erich. Ferdinand Loheit war Inhaber eines Modegeschäfts. Im Jahr 1938 wurde die Familie im Rahmen der sogenannten „Polenaktion“ abgeschoben. Sie lebten zunächst in Kattowitz und später in Krakau, wo sie bei einem Brand ihren sämtlichen Besitz verloren. Sie blieben in Krakau und wohnten aufgrund von Platzmangel in verschiedenen Wohnungen. Als das Ghetto Krakau gebildet wurde, flüchteten sie wahrscheinlich im Rahmen der zweiten großen Vertreibungswelle aus der Stadt. Kein Familienmitglied überlebte den Holocaust. |
|                   | Uhlandstraße 39 (Lage)                                      | Südvorstadt                   | 8. März 2024                                                                | Hier wohnte Karl Erich Loheit JG. 1930 'Polenaktion' 1938 Ghetto Krakau Ermordet im besetzten Polen                                                                          | Ferdinand Loheit kam 1892 als sechstes von acht Kindern einer Kaufmannsfamilie in Naklo zur Welt. Er zog 1917 nach Dresden, wohin bereits der Rest der Familie gezogen war. Er heiratete Anfang der 1920er-Jahre Berta Hamel; der Ehe entstammten die Kinder Anna und Karl Erich. Ferdinand Loheit war Inhaber eines Modegeschäfts. Im Jahr 1938 wurde die Familie im Rahmen der sogenannten „Polenaktion“ abgeschoben. Sie lebten zunächst in Kattowitz und später in Krakau, wo sie bei einem Brand ihren sämtlichen Besitz verloren. Sie blieben in Krakau und wohnten aufgrund von Platzmangel in verschiedenen Wohnungen. Als das Ghetto Krakau gebildet wurde, flüchteten sie wahrscheinlich im Rahmen der zweiten großen Vertreibungswelle aus der Stadt. Kein Familienmitglied überlebte den Holocaust. |
|                   | Ulrichstraße 7 (Lage)                                       | Loschwitz/Wachwitz            | 8. März 2024                                                                | Hier wohnte Dr. Felix Popper JG. 1858 Gedemütigt/Entrechtet Tot 28.Aug. 1937                                                                                                 | Felix Popper kam 1858 als Sohn des Bankiers Nathan Popper in Dresden zur Welt. Er war ab 1887 Rechtsanwalt und später unter anderem persönlicher Anwalt von Karl August Lingner. Er betätigte sich mäzenatisch und war ein großer Förderer des Deutschen Hygiene-Museums. Er saß im Aufsichtsrat in zahlreichen Unternehmen Sachsens. Ab 1888 war er mit Paula Weleminsky verheiratet, der Ehe entstammten Tochter Anna und Sohn Fritz, der 1918 im Ersten Weltkrieg fiel. Ab 1933 wurde Felix Popper aus seinen Ämtern gedrängt. Er verstarb an den Folgen eines Schlaganfalls 1937, wenige Monate nach dem Tod von Paula Popper. Tochter Anna Popper heiratete 1919 den nicht-jüdischen Arzt Peter Erdmann Zobel und bekam die Söhne Andreas und Klaus; die Ehe wurde 1923 geschieden. Anna floh mit Sohn Andreas nach Großbritannien (Klaus war nach Frankreich emigriert), wo sie von 1940 bis 1944 in einem Internierungslager lebten. Sie verstarb 1978. |
|                   | Ulrichstraße 7 (Lage)                                       | Loschwitz/Wachwitz            | 8. März 2024                                                                | Hier wohnte Anna Zobel Geb. Popper JG. 1893 Flucht 1939 Schweiz England Interniert 1940 Isle of Man Entlassen 1944                                                           | Felix Popper kam 1858 als Sohn des Bankiers Nathan Popper in Dresden zur Welt. Er war ab 1887 Rechtsanwalt und später unter anderem persönlicher Anwalt von Karl August Lingner. Er betätigte sich mäzenatisch und war ein großer Förderer des Deutschen Hygiene-Museums. Er saß im Aufsichtsrat in zahlreichen Unternehmen Sachsens. Ab 1888 war er mit Paula Weleminsky verheiratet, der Ehe entstammten Tochter Anna und Sohn Fritz, der 1918 im Ersten Weltkrieg fiel. Ab 1933 wurde Felix Popper aus seinen Ämtern gedrängt. Er verstarb an den Folgen eines Schlaganfalls 1937, wenige Monate nach dem Tod von Paula Popper. Tochter Anna Popper heiratete 1919 den nicht-jüdischen Arzt Peter Erdmann Zobel und bekam die Söhne Andreas und Klaus; die Ehe wurde 1923 geschieden. Anna floh mit Sohn Andreas nach Großbritannien (Klaus war nach Frankreich emigriert), wo sie von 1940 bis 1944 in einem Internierungslager lebten. Sie verstarb 1978. |
|                   | Ulrichstraße 7 (Lage)                                       | Loschwitz/Wachwitz            | 8. März 2024                                                                | Hier wohnte Paula Popper Geb. Weleminsky JG. 1867 Gedemütigt/Entrechtet Tot 12.Okt. 1936                                                                                     | Felix Popper kam 1858 als Sohn des Bankiers Nathan Popper in Dresden zur Welt. Er war ab 1887 Rechtsanwalt und später unter anderem persönlicher Anwalt von Karl August Lingner. Er betätigte sich mäzenatisch und war ein großer Förderer des Deutschen Hygiene-Museums. Er saß im Aufsichtsrat in zahlreichen Unternehmen Sachsens. Ab 1888 war er mit Paula Weleminsky verheiratet, der Ehe entstammten Tochter Anna und Sohn Fritz, der 1918 im Ersten Weltkrieg fiel. Ab 1933 wurde Felix Popper aus seinen Ämtern gedrängt. Er verstarb an den Folgen eines Schlaganfalls 1937, wenige Monate nach dem Tod von Paula Popper. Tochter Anna Popper heiratete 1919 den nicht-jüdischen Arzt Peter Erdmann Zobel und bekam die Söhne Andreas und Klaus; die Ehe wurde 1923 geschieden. Anna floh mit Sohn Andreas nach Großbritannien (Klaus war nach Frankreich emigriert), wo sie von 1940 bis 1944 in einem Internierungslager lebten. Sie verstarb 1978. |
|                   | Voglerstraße 15 (Lage)                                      | Striesen                      | 25. Nov. 2012                                                               | Hier wohnte Elfriede Lohse-Wächtler geb. Wächtler Jg. 1899 eingewiesen 1932 Heilanstalt Arnsdorf „verlegt“ 31.7.1940 Pirna-Sonnenstein ermordet 31.7.1940 Aktion T4          | Zur ausführlichen Biografie siehe Elfriede Lohse-Wächtler. |
|                   | Volkersdorfer Straße 3 (Lage)                               | Trachenberge                  | 28. Sep. 2015                                                               | Hier wohnte Albert Hensel Jg. 1895 im Widerstand / KPD verhaftet 1941 „Vorbereitung zum Hochverrat“ Polizeigefängnis hingerichtet 5.6.1942 Berlin-Plötzensee                 | Zur ausführlichen Biografie siehe Albert Hensel. |
|                   | Waisenhausstraße 14 (Lage)                                  | Innere Altstadt               | 7. Mai 2025                                                                 | Hier wohnte Richard Werner Löwenstein Jg. 1911 Flucht 1936 Südafrika | |
|                   | Waisenhausstraße 14 (Lage)                                  | Innere Altstadt               | 7. Mai 2025                                                                 | Hier wohnte Gerda Löwenstein Jg. 1913 Gedemütigt/Entrechtet Flucht in den Tod 5. Feb. 1933                                                                                   | |
|                   | Wallotstraße 7 (Lage)                                       | Johannstadt                   | 24. Sep. 2013                                                               | Hier wohnte Hirsch Deutsch Jg. 1873 deportiert 1942 Theresienstadt ermordet 15.4.1943                                                                                        | Hirsch Deutsch kam am 9. Mai 1873 in Zempelburg zur Welt. Er war ab 1909 mit Ella Deutsch verheiratet, möglicherweise hatten beide eine Tochter. Er arbeitete als Kaufmann für Textilien und musste mit seiner Frau in das „Judenhaus“ Chemnitzer Straße ziehen. Beide wurden 1942 in das KZ Theresienstadt deportiert, wo sie 1943 umkamen. |
|                   | Wallotstraße 7 (Lage)                                       | Johannstadt                   | 24. Sep. 2013                                                               | Hier wohnte Ella Deutsch geb. Jessel Jg. 1877 deportiert 1942 Theresienstadt ermordet 15.2.1943                                                                              | Ella Deutsch wurde am 9. Oktober 1877 in Stettin geboren. Sie heiratete 1909 Hirsch Deutsch; der Ehe entstammte möglicherweise eine Tochter. Sie musste mit ihrem Mann in das „Judenhaus“ Chemnitzer Straße ziehen. Beide wurden 1942 in das KZ Theresienstadt deportiert, wo sie 1943 umkamen. |
|                   | Wallotstraße 35 (Lage)                                      | Johannstadt                   | 23. Sep. 2022                                                               | Hier wohnte Moritz Stühler Geb. 1897 Gedemütigt / Entrechtet Tot 1. Dez. 1944                                                                                                | Moritz Stühler wurde 1897 in Hammelburg geboren, wo er mit fünf weiteren Geschwistern aufwuchs. Er absolvierte eine Ausbildung zum Kaufmann und lebte nach Ende des Ersten Weltkriegs in München. Er heiratete 1924 die Katholikin Elisabeth Burkhardt, mit der er im selben Jahr nach Dresden zog; der Ehe entstammte ein Sohn. In Dresden war Moritz Stühler als Handelsvertreter tätig, konnte diese Tätigkeit nach 1933 aber kaum noch ausüben. Im Jahr 1938 musste die Familie in das „Judenhaus“ Zeughausstraße 1 umziehen und Moritz Stühler wurde zur Zwangsarbeit verpflichtet. Er verstarb infolge von Mangelernährung und fehlender medizinischer Behandlung 1944. Frau und Kind überlebten aufgrund der Bombardierung der Stadt und emigrierten 1947 in die USA. |
|                   | Wallstraße 9 (Lage)                                         | Altstadt                      | 15. März 2018                                                               | Hier wohnte Gabriel Blumenkranz Jg. 1888 Flucht 1938 Argentinien | Gabriel (1888–1951) und Hanna (1888–1964) Blumenkranz heirateten 1912 in Bodenstein an der Elbe. Der Ehe entstammten die Kinder Michael (1911–1994), Hans (1912–1986), Fritz (1914–2000), Berta (1916–2002) und Max (1917–1978). Bereits 1937 waren Michael und Fritz nach Argentinien geflohen, im Folgejahr kamen Gabriel und Hanna mit Hans, Berta und Max nach. Sie ließen sich zunächst in Entre Rios nieder, wo Berta verblieb. Der Rest der Familie zog nach Buenos Aires. |
|                   | Wallstraße 9 (Lage)                                         | Altstadt                      | 15. März 2018                                                               | Hier wohnte Hanna Blumenkranz geb. Müller Jg. 1888 Flucht 1938 Argentinien                                                                                                   | Gabriel (1888–1951) und Hanna (1888–1964) Blumenkranz heirateten 1912 in Bodenstein an der Elbe. Der Ehe entstammten die Kinder Michael (1911–1994), Hans (1912–1986), Fritz (1914–2000), Berta (1916–2002) und Max (1917–1978). Bereits 1937 waren Michael und Fritz nach Argentinien geflohen, im Folgejahr kamen Gabriel und Hanna mit Hans, Berta und Max nach. Sie ließen sich zunächst in Entre Rios nieder, wo Berta verblieb. Der Rest der Familie zog nach Buenos Aires. |
|                   | Wallstraße 9 (Lage)                                         | Altstadt                      | 15. März 2018                                                               | Hier wohnte Michael Blumenkranz Jg. 1911 Flucht 1938 Argentinien | Gabriel (1888–1951) und Hanna (1888–1964) Blumenkranz heirateten 1912 in Bodenstein an der Elbe. Der Ehe entstammten die Kinder Michael (1911–1994), Hans (1912–1986), Fritz (1914–2000), Berta (1916–2002) und Max (1917–1978). Bereits 1937 waren Michael und Fritz nach Argentinien geflohen, im Folgejahr kamen Gabriel und Hanna mit Hans, Berta und Max nach. Sie ließen sich zunächst in Entre Rios nieder, wo Berta verblieb. Der Rest der Familie zog nach Buenos Aires. |
|                   | Wallstraße 9 (Lage)                                         | Altstadt                      | 15. März 2018                                                               | Hier wohnte Hans Blumenkranz Jg. 1912 Flucht 1938 Argentinien | Gabriel (1888–1951) und Hanna (1888–1964) Blumenkranz heirateten 1912 in Bodenstein an der Elbe. Der Ehe entstammten die Kinder Michael (1911–1994), Hans (1912–1986), Fritz (1914–2000), Berta (1916–2002) und Max (1917–1978). Bereits 1937 waren Michael und Fritz nach Argentinien geflohen, im Folgejahr kamen Gabriel und Hanna mit Hans, Berta und Max nach. Sie ließen sich zunächst in Entre Rios nieder, wo Berta verblieb. Der Rest der Familie zog nach Buenos Aires. |
|                   | Wallstraße 9 (Lage)                                         | Altstadt                      | 15. März 2018                                                               | Hier wohnte Fritz Blumenkranz Jg. 1914 Flucht 1938 Argentinien | Gabriel (1888–1951) und Hanna (1888–1964) Blumenkranz heirateten 1912 in Bodenstein an der Elbe. Der Ehe entstammten die Kinder Michael (1911–1994), Hans (1912–1986), Fritz (1914–2000), Berta (1916–2002) und Max (1917–1978). Bereits 1937 waren Michael und Fritz nach Argentinien geflohen, im Folgejahr kamen Gabriel und Hanna mit Hans, Berta und Max nach. Sie ließen sich zunächst in Entre Rios nieder, wo Berta verblieb. Der Rest der Familie zog nach Buenos Aires. |
|                   | Wallstraße 9 (Lage)                                         | Altstadt                      | 15. März 2018                                                               | Hier wohnte Berta Blumenkranz Jg. 1916 Flucht 1938 Argentinien | Gabriel (1888–1951) und Hanna (1888–1964) Blumenkranz heirateten 1912 in Bodenstein an der Elbe. Der Ehe entstammten die Kinder Michael (1911–1994), Hans (1912–1986), Fritz (1914–2000), Berta (1916–2002) und Max (1917–1978). Bereits 1937 waren Michael und Fritz nach Argentinien geflohen, im Folgejahr kamen Gabriel und Hanna mit Hans, Berta und Max nach. Sie ließen sich zunächst in Entre Rios nieder, wo Berta verblieb. Der Rest der Familie zog nach Buenos Aires. |
|                   | Wallstraße 9 (Lage)                                         | Altstadt                      | 15. März 2018                                                               | Hier wohnte Max Blumenkranz Jg. 1917 Flucht 1938 Argentinien | Gabriel (1888–1951) und Hanna (1888–1964) Blumenkranz heirateten 1912 in Bodenstein an der Elbe. Der Ehe entstammten die Kinder Michael (1911–1994), Hans (1912–1986), Fritz (1914–2000), Berta (1916–2002) und Max (1917–1978). Bereits 1937 waren Michael und Fritz nach Argentinien geflohen, im Folgejahr kamen Gabriel und Hanna mit Hans, Berta und Max nach. Sie ließen sich zunächst in Entre Rios nieder, wo Berta verblieb. Der Rest der Familie zog nach Buenos Aires. |
|                   | Wasastraße 7 (Lage)                                         | Strehlen                      | 23. Sep. 2022                                                               | Hier wohnte Robert Eger JG. 1893 'Schutzhaft' 1938 Buchenwald Verhaftet 15.10.1942 Polizeigefängnis Deportiert 1942 Auschwitz Ermordet 1.1.1943                              | Rosa Eger wurde 1868 in Fürth geboren und war die Ehefrau von Arthur Eger, der bereits 1924 verstarb. Der Ehe entstammten drei Kinder, darunter Sohn Robert. Die Familie war Miteigentümer des Hauses Wasastraße 7, in dem Rosa nach dem Tod ihres Mannes unter anderem mit Sohn Robert und dessen Frau Charlotte lebte. Bereits 1938 wurde Kaufmann Robert Eger verhaftet und in das KZ Buchenwald deportiert, jedoch kurz darauf wieder entlassen. Im Jahr 1942 musste die Familie das Haus verkaufen und in das „Judenhaus“ Lothringer Weg 2 ziehen. Rosa Eger wurde 1942 in das KZ Theresienstadt deportiert, wo sie Ende des Jahres verstarb. Robert Eger wurde 1942 verhaftet und in das KZ Auschwitz deportiert, wo er 1943 ermordet wurde. Charlotte Eger wurde 1942 mit ihrem Mann verhaftet, jedoch nach drei Wochen freigelassen. Sie emigrierte nach dem Tod ihres Mannes nach Australien, wo sie 1964 verstarb. |
|                   | Wasastraße 7 (Lage)                                         | Strehlen                      | 23. Sep. 2022                                                               | Hier wohnte Charlotte Eger Geb. Höhle JG. 1904 Verhaftet 10.10.1942 Gefängnis Dresden Entlassen 4.11.1942 Flucht Australien                                                  | Rosa Eger wurde 1868 in Fürth geboren und war die Ehefrau von Arthur Eger, der bereits 1924 verstarb. Der Ehe entstammten drei Kinder, darunter Sohn Robert. Die Familie war Miteigentümer des Hauses Wasastraße 7, in dem Rosa nach dem Tod ihres Mannes unter anderem mit Sohn Robert und dessen Frau Charlotte lebte. Bereits 1938 wurde Kaufmann Robert Eger verhaftet und in das KZ Buchenwald deportiert, jedoch kurz darauf wieder entlassen. Im Jahr 1942 musste die Familie das Haus verkaufen und in das „Judenhaus“ Lothringer Weg 2 ziehen. Rosa Eger wurde 1942 in das KZ Theresienstadt deportiert, wo sie Ende des Jahres verstarb. Robert Eger wurde 1942 verhaftet und in das KZ Auschwitz deportiert, wo er 1943 ermordet wurde. Charlotte Eger wurde 1942 mit ihrem Mann verhaftet, jedoch nach drei Wochen freigelassen. Sie emigrierte nach dem Tod ihres Mannes nach Australien, wo sie 1964 verstarb. |
|                   | Wasastraße 7 (Lage)                                         | Strehlen                      | 23. Sep. 2022                                                               | Hier wohnte Rosa Eger Geb. Eichmann JG. 1868 Deportiert 1942 Theresienstadt Ermordet 31.12.1942                                                                              | Rosa Eger wurde 1868 in Fürth geboren und war die Ehefrau von Arthur Eger, der bereits 1924 verstarb. Der Ehe entstammten drei Kinder, darunter Sohn Robert. Die Familie war Miteigentümer des Hauses Wasastraße 7, in dem Rosa nach dem Tod ihres Mannes unter anderem mit Sohn Robert und dessen Frau Charlotte lebte. Bereits 1938 wurde Kaufmann Robert Eger verhaftet und in das KZ Buchenwald deportiert, jedoch kurz darauf wieder entlassen. Im Jahr 1942 musste die Familie das Haus verkaufen und in das „Judenhaus“ Lothringer Weg 2 ziehen. Rosa Eger wurde 1942 in das KZ Theresienstadt deportiert, wo sie Ende des Jahres verstarb. Robert Eger wurde 1942 verhaftet und in das KZ Auschwitz deportiert, wo er 1943 ermordet wurde. Charlotte Eger wurde 1942 mit ihrem Mann verhaftet, jedoch nach drei Wochen freigelassen. Sie emigrierte nach dem Tod ihres Mannes nach Australien, wo sie 1964 verstarb. |
|                   | Weinbergstraße 40 (Lage)                                    | Pieschen Trachenberge         | 24. Sep. 2013                                                               | Hier wohnte Edith Hildegard Kühnert geb. Teutsch Jg. 1913 Deportationsbefehl 16.2.1945 Dresden verlassen tot 18.2.1945 Todesursache unklar                                   | Edith Hildegard Kühnert wurde am 5. Oktober 1913 in München geboren. Sie arbeitete als Lehrerin; ihr Mann war Katholik, was sie zunächst vor der Deportation bewahrte. Das Paar hatte eine Tochter, Barbara. Sie erhielt am 16. Februar 1945 den Deportationsbefehl und flüchtete mit ihrer Tochter zu Fuß Richtung Elsterwerda. Ihre Leiche und die ihres Kindes wurde am 18. Februar 1945 in einem Fischteich bei Thalberg gefunden, wobei die Todesursache nicht geklärt werden konnte. |
|                   | Weinbergstraße 40 (Lage)                                    | Pieschen Trachenberge         | 24. Sep. 2013                                                               | Hier wohnte Barbara Kühnert Jg. 1943 Deportationsbefehl 16.2.1945 Dresden verlassen tot 18.2.1945 Todesursache unklar                                                        | Barbara Kühnert kam am 5. Februar 1945 als einziges Kind von Willibald und Edith Hildegard Kühnert in Dresden zur Welt. Ihre Mutter flüchtete mit ihr zu Fuß Richtung Elsterwerda, nachdem sie im Februar 1945 den Deportationsbefehl erhalten hatte. Ihre Leiche und die ihrer Mutter Edith Hildegard wurden am 18. Februar 1945 in einem Fischteich bei Thalberg gefunden, wobei die Todesursache nicht geklärt werden konnte. |
|                   | Werdauer Straße / Zwickauer Straße (Lage)                   | Südvorstadt                   | 8. März 2024                                                                | Hier wohnte Anton Josef Schmidt Jg. 1906 Verhaftet Dez. 1936 Polizeigefängnis Dresden Ermordet 18.12.1936                                                                    | Anton Josef Schmidt war das älteste von vier Geschwistern. Der Vater, der als Glasmacher arbeitete, fiel 1917 im Ersten Weltkrieg. Anton Josef Schmidt war in der Kommunistischen Partei, er arbeitete bei den Dresdner Verkehrsbetrieben. Er war verheiratet und hatte zwei Kinder. Einige Zeit nach der Machtergreifung wurde er entlassen und zerstörte daraufhin ein Porträt Hitlers in seiner Wohnung. Er wurde von Nachbarn verraten und 1936 in Haft genommen, wo er ermordet wurde. |
|                   | Wiener Straße 85a (Lage)                                    | Seevorstadt-Ost/Großer Garten | 23. Sep. 2022                                                               | Hier wohnte Julius Wahle JG. 1861 Gedemütigt / Entrechtet Tot 7. Nov.1940 | Zur ausführlichen Biografie siehe Julius Wahle. |
|                   | Wiener Straße 85a (Lage)                                    | Seevorstadt-Ost/Großer Garten | 23. Sep. 2022                                                               | Hier wohnte Kurt Heinrich Hirschel JG. 1892 Deportiert 1943 Theresienstadt 1944 Auschwitz Ermordet                                                                           | Kurt Heinrich Hirschel wurde 1892 in Dresden geboren. Er war Kaufmann und heiratete Elsa Glauber, eine Nichte von Julius Wahle. Der Ehe entstammten die Söhne Alfred und Wolfgang. Kurt Heinrich Hirschel war ab 1942 der letzte Vorsitzende der Jüdischen Gemeinde in Dresden und musste in der Funktion unter anderem Deportationsaufforderungen überbringen. Im Jahr 1943 musste die Familie in das „Judenhaus“ Zeughausstraße 3 ziehen. Im Juni 1943 wurde die Familie in das KZ Theresienstadt deportiert sowie von dort 1944 nach Auschwitz, wo sie umkam. |
|                   | Wiener Straße 85a (Lage)                                    | Seevorstadt-Ost/Großer Garten | 23. Sep. 2022                                                               | Hier wohnte Elsa Hirschel JG. 1898 Deportiert 1943 Theresienstadt 1944 Auschwitz Ermordet                                                                                    | Kurt Heinrich Hirschel wurde 1892 in Dresden geboren. Er war Kaufmann und heiratete Elsa Glauber, eine Nichte von Julius Wahle. Der Ehe entstammten die Söhne Alfred und Wolfgang. Kurt Heinrich Hirschel war ab 1942 der letzte Vorsitzende der Jüdischen Gemeinde in Dresden und musste in der Funktion unter anderem Deportationsaufforderungen überbringen. Im Jahr 1943 musste die Familie in das „Judenhaus“ Zeughausstraße 3 ziehen. Im Juni 1943 wurde die Familie in das KZ Theresienstadt deportiert sowie von dort 1944 nach Auschwitz, wo sie umkam. |
|                   | Wiener Straße 85a (Lage)                                    | Seevorstadt-Ost/Großer Garten | 23. Sep. 2022                                                               | Hier wohnte Wolfgang Hirschel JG. 1935 Deportiert 1943 Theresienstadt 1944 Auschwitz Ermordet                                                                                | Kurt Heinrich Hirschel wurde 1892 in Dresden geboren. Er war Kaufmann und heiratete Elsa Glauber, eine Nichte von Julius Wahle. Der Ehe entstammten die Söhne Alfred und Wolfgang. Kurt Heinrich Hirschel war ab 1942 der letzte Vorsitzende der Jüdischen Gemeinde in Dresden und musste in der Funktion unter anderem Deportationsaufforderungen überbringen. Im Jahr 1943 musste die Familie in das „Judenhaus“ Zeughausstraße 3 ziehen. Im Juni 1943 wurde die Familie in das KZ Theresienstadt deportiert sowie von dort 1944 nach Auschwitz, wo sie umkam. |
|                   | Wiener Straße 85a (Lage)                                    | Seevorstadt-Ost/Großer Garten | 23. Sep. 2022                                                               | Hier wohnte Alfred Hirschel JG. 1931 Deportiert 1943 Theresienstadt 1944 Auschwitz Ermordet                                                                                  | Kurt Heinrich Hirschel wurde 1892 in Dresden geboren. Er war Kaufmann und heiratete Elsa Glauber, eine Nichte von Julius Wahle. Der Ehe entstammten die Söhne Alfred und Wolfgang. Kurt Heinrich Hirschel war ab 1942 der letzte Vorsitzende der Jüdischen Gemeinde in Dresden und musste in der Funktion unter anderem Deportationsaufforderungen überbringen. Im Jahr 1943 musste die Familie in das „Judenhaus“ Zeughausstraße 3 ziehen. Im Juni 1943 wurde die Familie in das KZ Theresienstadt deportiert sowie von dort 1944 nach Auschwitz, wo sie umkam. |
|                   | Wiener Straße 86 (Lage)                                     | Seevorstadt-Ost/Großer Garten | 23. Sep. 2022                                                               | Hier wohnte Dr. Ralph Leopold Klemperer Edler v. Klemenau JG. 1884 Flucht 1937 Südafrika                                                                                     | Ralph Leopold Klemperer Edler von Klemenau war der Sohn des Dresdner Bankiers Gustav von Klemperer Edler von Klemenau. Er heiratete 1913 Lili Huldschinsky, Tochter des Großindustriellen Oscar Huldschinsky. Der Ehe entstammten vier Kinder. Ralph Leopold Klemperer Edler von Klemenau war Industrieller und leitete von 1919 bis 1936 die AG für Cartonnagen-Industrie. Zudem saß er im Aufsichtsrat verschiedener Firmen und war unter anderem Mitglied im Vorstand des Reichsbundes der Metallwarenindustrie. Sohn Hubert Ralph war bereits Anfang 1936 nach Südafrika emigriert und drängte seine Eltern zur Flucht. Als die Familie zunehmend ausgegrenzt wurde, emigrierten Ralph Leopold und Lili mit ihren Kindern 1937 nach Südafrika. Ralph Leopold Klemperer Edler von Klemenau verstarb 1956, Lili Klemperer Edle von Klemenau 1979. |
|                   | Wiener Straße 86 (Lage)                                     | Seevorstadt-Ost/Großer Garten | 23. Sep. 2022                                                               | Hier wohnte Lili Klemperer Edle v. Klemenau Geb. Huldschinsky Jg. 1893 Flucht 1937 Südafrika                                                                                 | Ralph Leopold Klemperer Edler von Klemenau war der Sohn des Dresdner Bankiers Gustav von Klemperer Edler von Klemenau. Er heiratete 1913 Lili Huldschinsky, Tochter des Großindustriellen Oscar Huldschinsky. Der Ehe entstammten vier Kinder. Ralph Leopold Klemperer Edler von Klemenau war Industrieller und leitete von 1919 bis 1936 die AG für Cartonnagen-Industrie. Zudem saß er im Aufsichtsrat verschiedener Firmen und war unter anderem Mitglied im Vorstand des Reichsbundes der Metallwarenindustrie. Sohn Hubert Ralph war bereits Anfang 1936 nach Südafrika emigriert und drängte seine Eltern zur Flucht. Als die Familie zunehmend ausgegrenzt wurde, emigrierten Ralph Leopold und Lili mit ihren Kindern 1937 nach Südafrika. Ralph Leopold Klemperer Edler von Klemenau verstarb 1956, Lili Klemperer Edle von Klemenau 1979. |
|                   | Wiener Straße 95 (Lage)                                     | Seevorstadt                   | 24. Sep. 2013                                                               | Hier wohnte Irma Sonnenschein Jg. 1924 interniert 1942 Hellerberge deportiert 1943 Auschwitz ermordet 3.3.1943                                                               | Irma Sonnenschein wurde am 13. November 1924 in Dresden geboren. Sie wuchs mit ihren Schwestern Mirjam und Sonja bei den Großeltern auf, nachdem der Vater 1931 und die Mutter 1933 verstarben. Im Jahr 1942 wurde Irma mit ihren Geschwistern in das „Judenlager Hellerberg“ deportiert und von dort 1943 nach Auschwitz, wo sie umkam. |
|                   | Wiener Straße 95 (Lage)                                     | Seevorstadt                   | 24. Sep. 2013                                                               | Hier wohnte Mirjam Sonnenschein Jg. 1926 interniert 1942 Hellerberge deportiert 1943 Auschwitz ermordet 3.3.1943                                                             | Mirjam Sonnenschein wurde am 26. August 1926 in Dresden geboren. Sie wuchs mit ihren Schwestern Irma und Sonja bei den Großeltern auf, nachdem der Vater 1931 und die Mutter 1933 verstarben. Im Jahr 1942 wurde Mirjam mit ihren Geschwistern in das „Judenlager Hellerberg“ deportiert und von dort 1943 nach Auschwitz, wo sie umkam. |
|                   | Wiener Straße 95 (Lage)                                     | Seevorstadt                   | 24. Sep. 2013                                                               | Hier wohnte Sonja Sonnenschein Jg. 1929 interniert 1942 Hellerberge deportiert 1943 Auschwitz ermordet 3.3.1943                                                              | Sonja Sonnenschein wurde am 25. Februar 1929 in Dresden geboren. Sie wuchs mit ihren Schwestern Mirjam und Irma bei den Großeltern auf, nachdem der Vater 1931 und die Mutter 1933 verstarben. Im Jahr 1942 wurde Sonja mit ihren Geschwistern in das „Judenlager Hellerberg“ deportiert und von dort 1943 nach Auschwitz, wo sie umkam. |
|                   | Wilsdruffer Straße Ecke Wallstraße (Lage)                   | Innere Altstadt               | 11. Juni 2011                                                               | Hier wohnte Anna Pick geb. Fleischner Jg. 1862 deportiert Theresienstadt ermordet 30.11.1942                                                                                 | Anna Pick wurde am 22. Oktober oder Dezember 1862 in Zájezdec, Böhmen, als eine von vier Schwestern geboren. Sie heiratete Jakob Pick († 1904), der Ehe entstammten drei Kinder. Anna Pick lebte bei ihrer Schwester in Dresden und wurde am 7. September 1942 nach Theresienstadt deportiert. |
|                   | Wilsdruffer Straße 25 (Lage)                                | Innere Altstadt               | 8. Feb. 2024                                                                | Hier wohnte Siegmund Salomon Flasch Jg. 1866 Deportiert 1942 Theresienstadt 1944 Auschwitz Ermordet 25.10.1943                                                               | Siegmund Salomon Flasch kam 1866 in Lübeck zur Welt. Er war wie sein Vater als Landwirt und Getreidehändler in Friedland tätig. In Posen heiratete er Berta Leiser, der Ehe entstammten zwei Töchter. Im Jahr 1933 zogen Siegmund Salomon und Berta Flasch nach Dresden, wo bereits Tochter Elisabeth lebte. Sie war mit Willy Katz’ Bruder Dr. Ludwig Katz verheiratet. Siegmund Flasch wurde 1939 gezwungen, seinen Besitz in Friedland zu verkaufen. Mit seiner Frau musste er in das „Judenhaus“ Kurfürstenstraße 11 ziehen. Beide wurden von dort 1942 in das KZ Theresienstadt deportiert, wo Siegmund Salomon Flasch 1943 verstarb. Berta Flasch wurde im Mai 1944 nach Auschwitz-Birkenau deportiert und starb noch im selben Monat. |
|                   | Wilsdruffer Straße 25 (Lage)                                | Innere Altstadt               | 8. Feb. 2024                                                                | Hier wohnte Berta Flasch Geb. Leiser JG. 1869 Deportiert 1942 Theresienstadt 1944 Auschwitz Ermordet                                                                         | Siegmund Salomon Flasch kam 1866 in Lübeck zur Welt. Er war wie sein Vater als Landwirt und Getreidehändler in Friedland tätig. In Posen heiratete er Berta Leiser, der Ehe entstammten zwei Töchter. Im Jahr 1933 zogen Siegmund Salomon und Berta Flasch nach Dresden, wo bereits Tochter Elisabeth lebte. Sie war mit Willy Katz’ Bruder Dr. Ludwig Katz verheiratet. Siegmund Flasch wurde 1939 gezwungen, seinen Besitz in Friedland zu verkaufen. Mit seiner Frau musste er in das „Judenhaus“ Kurfürstenstraße 11 ziehen. Beide wurden von dort 1942 in das KZ Theresienstadt deportiert, wo Siegmund Salomon Flasch 1943 verstarb. Berta Flasch wurde im Mai 1944 nach Auschwitz-Birkenau deportiert und starb noch im selben Monat. |
|                   | Winckelmannstraße 3 (Lage)                                  | Trachenberge                  | 26. Nov. 2012                                                               | Hier wohnte Simon Silbermann Jg. 1891 interniert 1942 Hellerberge deportiert 1943 Auschwitz ermordet 3.3.1943                                                                | Simon Silbermann wurde am 18. März 1891 in Łódź geboren. Leo Silbermann (Stolperstein Strehlener Straße 19) war sein Bruder. Simon Silbermann lebte ab 1919 in Sachsen und arbeitete als Kaufmann. Er war mit Gertrud Silbermann verheiratet, der Ehe entstammten zwei Zwillingssöhne. Er wurde mit seiner Frau 1942 in das „Judenlager Hellerberg“ deportiert und von dort 1943 nach Auschwitz, wo er umkam. |
|                   | Winckelmannstraße 3 (Lage)                                  | Trachenberge                  | 26. Nov. 2012                                                               | Hier wohnte Gertrud Silbermann geb. Fleischmann Jg. 1895 interniert 1942 Hellerberge deportiert 1943 Auschwitz ermordet 3.3.1943                                             | Gertrud Silbermann wurde am 16. April 1895 in Dresden geboren. Sie heiratete Simon Silbermann, der Ehe entstammten Zwillingssöhne. Gertrud Silbermann war Zwangsarbeiterin bei Zeiss Ikon. Sie wurde mit ihrem Mann 1942 in das „Judenlager Hellerberg“ deportiert. Im Jahr 1943 erfolgte die Deportation nach Auschwitz, wo sie umkam. |
|                   | Wolfshügelstraße 7 (Lage)                                   | Weißer Hirsch                 | 22. Juli 2021                                                               | Hier wohnte Hedwig Simon Jg. 1881 interniert 1942 Hellerberge deportiert 1943 Auschwitz ermordet 3.3.1943                                                                    | Hedwig Simon wurde 1881 in Bromberg geboren und führte auf dem Weißen Hirsch eine Pension für jüdische Gäste. Ende der 1930er-Jahre musste sie in das Henriettenstift, eines der „Judenhäuser“ der Stadt, ziehen und wurde im November 1942 in das „Judenlager Hellerberg“ verbracht. Von dort aus wurde sie im März 1943 in das KZ Auschwitz deportiert und verstarb noch während des Transports. |
|                   | Ziegelstraße 12 (Lage)                                      | Pirnaische Vorstadt           | 24. Sep. 2013                                                               | Hier wohnte Josef Herzberg Jg. 1887 deportiert 1940 Lublin Schicksal unbekannt                                                                                               | Josef Hillel Herzberg kam am 6. Februar 1887 in Dolina zur Welt. Mit seiner Frau Helene Herzberg hatte er drei Kinder. Die Familie lebte ab 1922 in Sachsen, wo er als Kantor und Fleischbeschauer tätig war. Er wurde zunächst inhaftiert und 1940 in das KZ Lublin deportiert, wo er wahrscheinlich erschossen wurde. |
|                   | Ziegelstraße 12 (Lage)                                      | Pirnaische Vorstadt           | 24. Sep. 2013                                                               | Hier wohnte Helene Herzberg geb. Waldhorn Jg. 1887 interniert 1942 Hellerberge deportiert 1943 Auschwitz ermordet 3.3.1943                                                   | Helene Herzberg wurde am 18. Dezember 1887 in Bohorodczany geboren. Sie war mit Josef Herzberg verheiratet; der Ehe entstammten drei Kinder. Ab 1922 lebte die Familie in Sachsen. Helene Herzberg arbeitete als Packerin in einer Zigarettenfabrik; sie musste nach der Deportation des Mannes in das „Judenhaus“ Sporergasse 2 ziehen und Zwangsarbeit leisten. Sie wurde 1942 in das „Judenlager Hellerberg“ deportiert und von dort im März 1943 nach Auschwitz, wo sie ermordet wurde. |
|                   | Ziegelstraße 12 (Lage)                                      | Pirnaische Vorstadt           | 11. Sep. 2014                                                               | Hier wohnte Szymon Zwecher Jg. 1897 „Polenaktion“ 1938 Bentschen/Zbaszyn ermordet im besetzten Polen                                                                         | Szymon Zwecher kam am 26. Februar 1897 zur Welt und kam 1922 nach Deutschland, wo er als Handlungsgehilfe arbeitete. Er heiratete 1935 Anna Zwecher; der Ehe entstammte Sohn Bernhard. Die Familie wurde 1938 nach Polen ausgewiesen; ihr weiteres Schicksal ist nicht bekannt. |
|                   | Ziegelstraße 12 (Lage)                                      | Pirnaische Vorstadt           | 11. Sep. 2014                                                               | Hier wohnte Anna Zwecher geb. Weinsieder Jg. 1905 ausgewiesen 1939 ermordet im besetzten Polen                                                                               | Anna Zwecher kam am 5. Juni 1905 in Dresden zur Welt. Sie war ab 1935 mit Szymon Zwecher verheiratet. Die Familie wurde 1938 nach Polen ausgewiesen; ihr weiteres Schicksal ist nicht bekannt. |
|                   | Ziegelstraße 12 (Lage)                                      | Pirnaische Vorstadt           | 11. Sep. 2014                                                               | Hier wohnte Bernhard Zwecher Jg. 1939 ausgewiesen 1939 ermordet im besetzten Polen                                                                                           | Der am 8. Januar 1939 in Dresden geborene Bernhard Zwecher kam mit seinen 1938 ausgewiesenen Eltern Szymon und Anna nach Polen; ihr weiteres Schicksal ist nicht bekannt. |